# Cataluña en Miniatura
Cataluña en Miniatura (en catalán: Catalunya en Miniatura) es un parque en miniatura ubicado en Torrellas de Llobregat  (Barcelona)  España. Fue inaugurado en 1983 y es el mayor de los 14 parques de reproducciones en miniatura existentes en Europa. Cuenta con 147 maquetas de edificios de Cataluña, de Baleares y de obras de Antonio Gaudí localizadas en León, Astorga (León) y Comillas (Cantabria).

## Historia

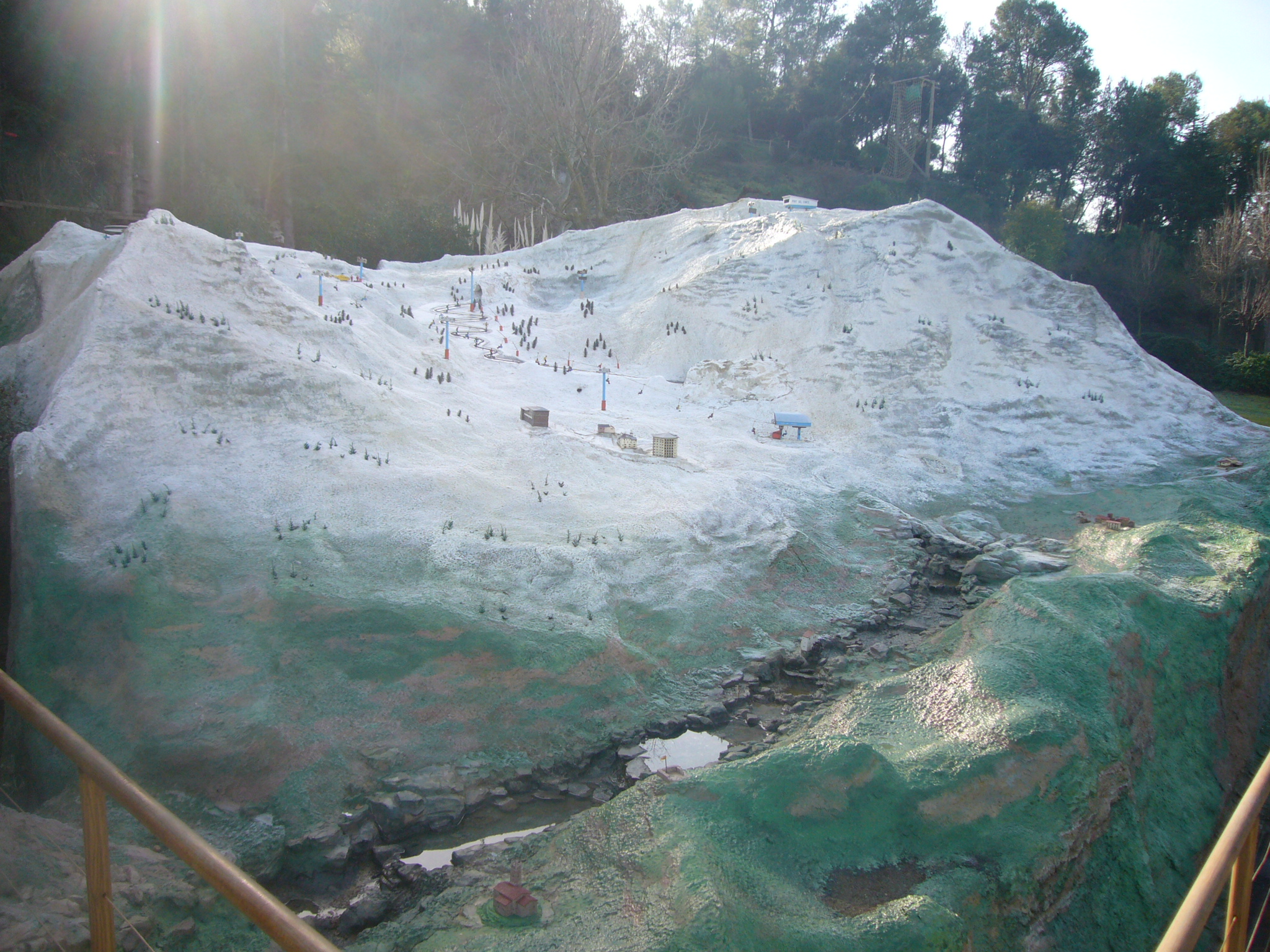
Maqueta de la estación de esquí de Port del Comte instalada en 2008.

La idea de crear el parque nació de Juan Alberto Lorijn y tras un viaje  al parque neerlandés de Madurodam, Fernando de Ercilla Ayestarán quiso unirse a la empresa como accionista. El Parque reúne maquetas de edificios de toda Cataluña. La gestión del proyecto de Cataluña en Miniatura se inició en 1981 y la primera piedra se colocó el 6 de mayo de 1983 por el entonces presidente de la Generalidad de Cataluña, Jordi Pujol, y por el entonces consejero de Trabajo, Joan Rigol, nacido en la localidad donde se ubicó este parque temático. El parque abrió las puertas ese mismo año. Más tarde como el Parque necesitaba más inversión, Fernando de Ercilla Ayestarán consiguió todas las acciones y siguió con la explotación del Parque. 
En junio de 1985 Nicolás Casaus, vicepresidente del F. C. Barcelona, colocó la primera piedra de la maqueta del Camp Nou y del Miniestadi.
El director del parque, Fernando Ercilla, inauguró en 2008 una reproducción a escala de la estación de esquí de Port del Comte, en una maqueta gigante que pasó a ser la más grande de todas las expuestas en el parque.

## Datos técnicos

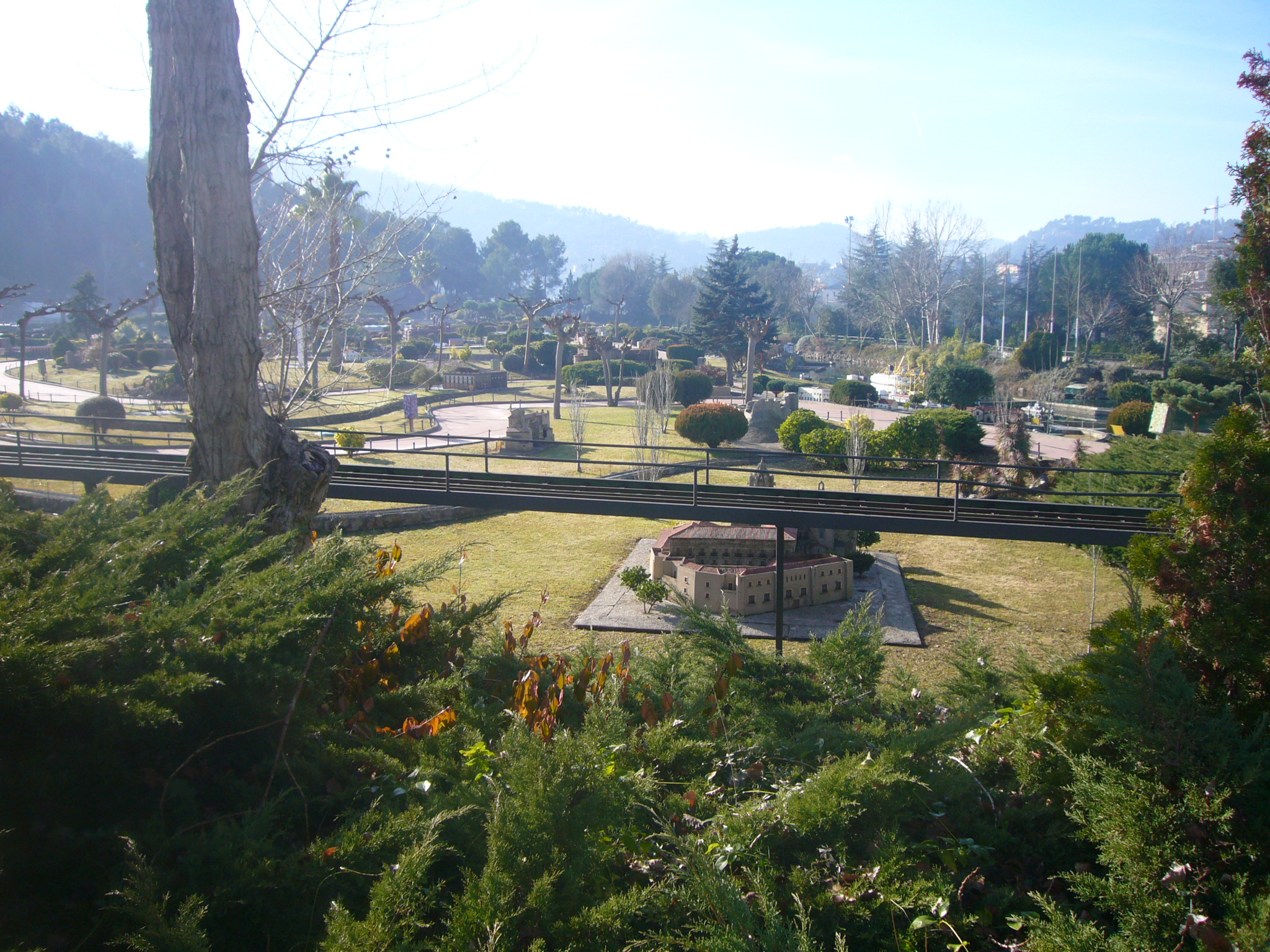
Vista general de Cataluña en Miniatura.

Situado a 17 km de Barcelona, el parque cuenta con 60.000 metros cuadrados de superficie, 35.000 correspondientes al espacio de las más de 145 maquetas y 25.000 destinados a servicios y aparcamientos. Los visitantes recorren un único camino donde las maquetas están expuestas siguiendo un orden geográfico. La exposición de maquetas incluye 5.000 m² de césped, 4.500 plantas, 450 árboles, 600 bonsais, 35 palmeras y más de 3.000 plantas de flores de temporada. Destacan los saltos de agua, fuentes y lagos adornados con 400 toneladas de piedra de rocalla. En la actualidad el parque dispone de un tren de tipo “jardinera” que transporta los visitantes y circula por el perímetro del recinto de las maquetas, en un circuito de 940 metros.

### Construcción de las maquetas
El proceso de construcción de las maquetas incluye varias etapas. En primer lugar se usan los planos del monumento o edificio para crear nuevos planos a escala 1:33 en el caso de Barcelona capital y 1:25 para las demás maquetas. Estas escalas y la precisión requerida a los maquetistas exigen planos de gran exactitud y fotografías en detalle. A continuación los maquetistas inician la estructura que soportará la maqueta. Las puertas y ventanas se materializan mediante moldes de silicona donde se inyecta poliuretano para obtener la forma deseada.
Cuando el edificio o monumento tiene fachadas de piedra, hay dos métodos para realizar el grabado, ya sea mediante placas fabricadas previamente o mediante el grabado directo de las paredes de las maquetas. Posteriormente se colocan las cornisas, balaustradas y barandillas, y finalmente la cubierta, que tiene una parte practicable para poder acceder a la instalación eléctrica, ya que todas las maquetas tienen su propia iluminación.
Una vez terminada la construcción se procede a pintar la maqueta usando pinturas especiales que resisten los cambios de temperatura y fenómenos atmosféricos. En el lugar donde se colocará la maqueta se realiza la cimentación con paredes de ladrillos en todo el perímetro de la maqueta. El espacio interior se rellena con arena y grava que permitirán el drenaje del agua de lluvia. 
Finalmente se ejecutan los trabajos de acabado como la jardinería, calles, farolas y elementos decorativos como coches o personas.
A modo de ejemplo, en la maqueta del Templo Expiatorio de la Sagrada Familia se invirtieron 13.000 horas y el trabajo de 6 maquetistas, en el Macizo de Montserrat 5.000 horas y 3 maquetistas, en el Camp Nou 4.000 horas y 3 maquetistas, en el Monasterio de Poblet 2.000 horas y 3 maquetistas, en la Catedral de Lérida 1000 horas y 2 maquetistas, y en la Torre Galatea de Figueras, 500 horas y 2 maquetistas.

## Maquetas expuestas

### Ciudad de Barcelona
- Palacio de la Generalidad de Cataluña, Casa de la Ciudad de Barcelona (sede del Ayuntamiento) y plaza de San Jaime, edificio del Parlamento de Cataluña, catedral de Barcelona, Pia Almoina de Barcelona, Casa del Archidiácono, Palacio Real Mayor y capilla de Santa Ágata, monasterio de San Pablo del Campo, edificio de la Universidad de Barcelona, plaza de Cataluña, Puerto de Barcelona, teleférico del Puerto, Lonja de Barcelona, edificio del Gobierno Militar (la Rambla con paseo Colón), Monumento a Colón, Estación de Francia, antiguo edificio de La Vanguardia en la calle Pelayo, instalaciones del Fútbol Club Barcelona (Camp Nou, Miniestadi, Palau de Gel, Palau Blaugrana y La Masía), Parque de Atracciones Tibidabo, Templo Expiatorio del Sagrado Corazón y funicular del Tibidabo, Templo Expiatorio de la Sagrada Familia, parque Güell, Palacio Güell, pabellones de la Finca Güell, Casa Batlló, Casa Calvet, Casa Milà (la Pedrera), Bellesguard, Colegio de las Teresianas, Casa Vicens y estación de ferrocarril de Les Planes.

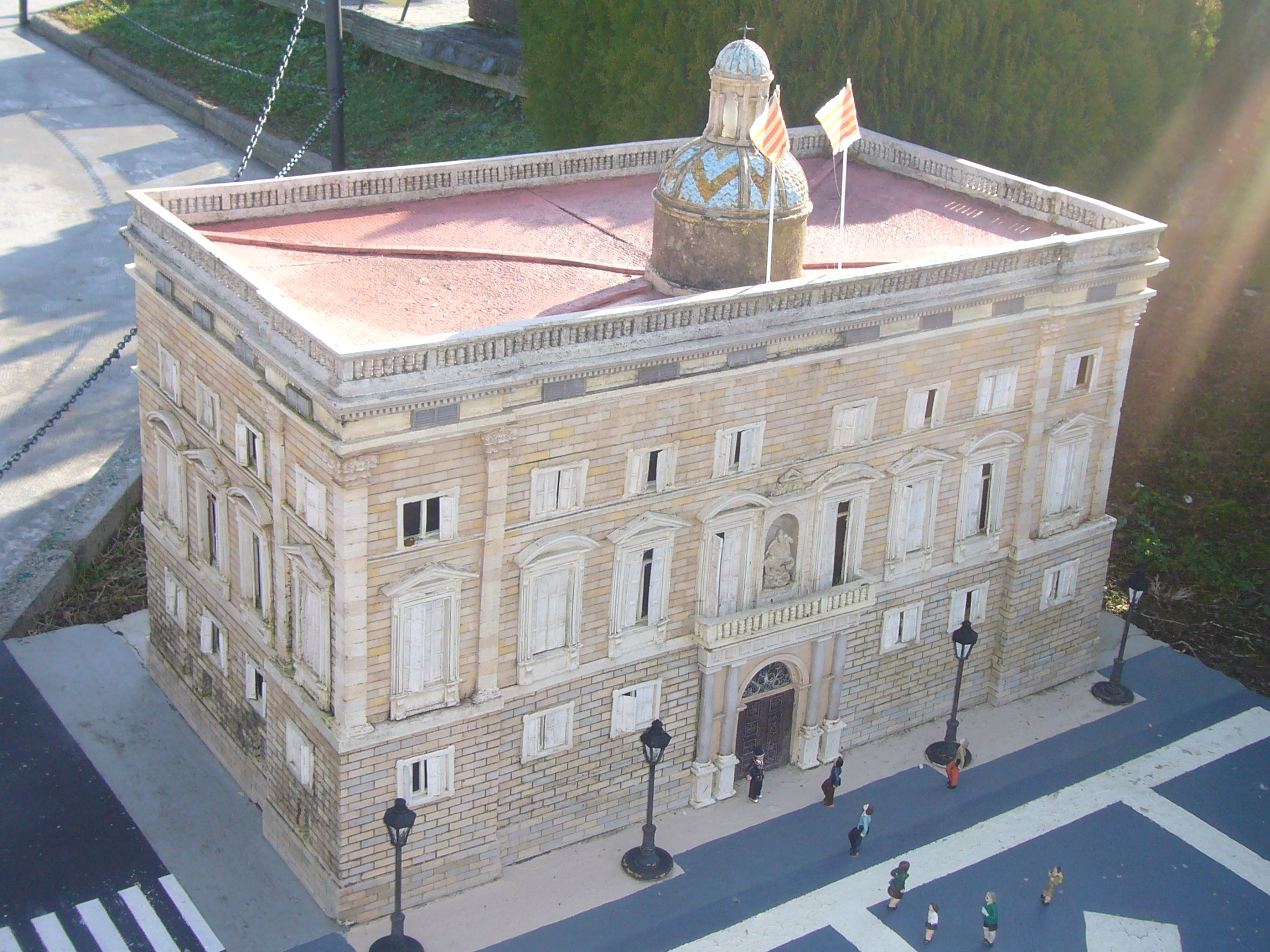
Palacio de la Generalidad de Cataluña.
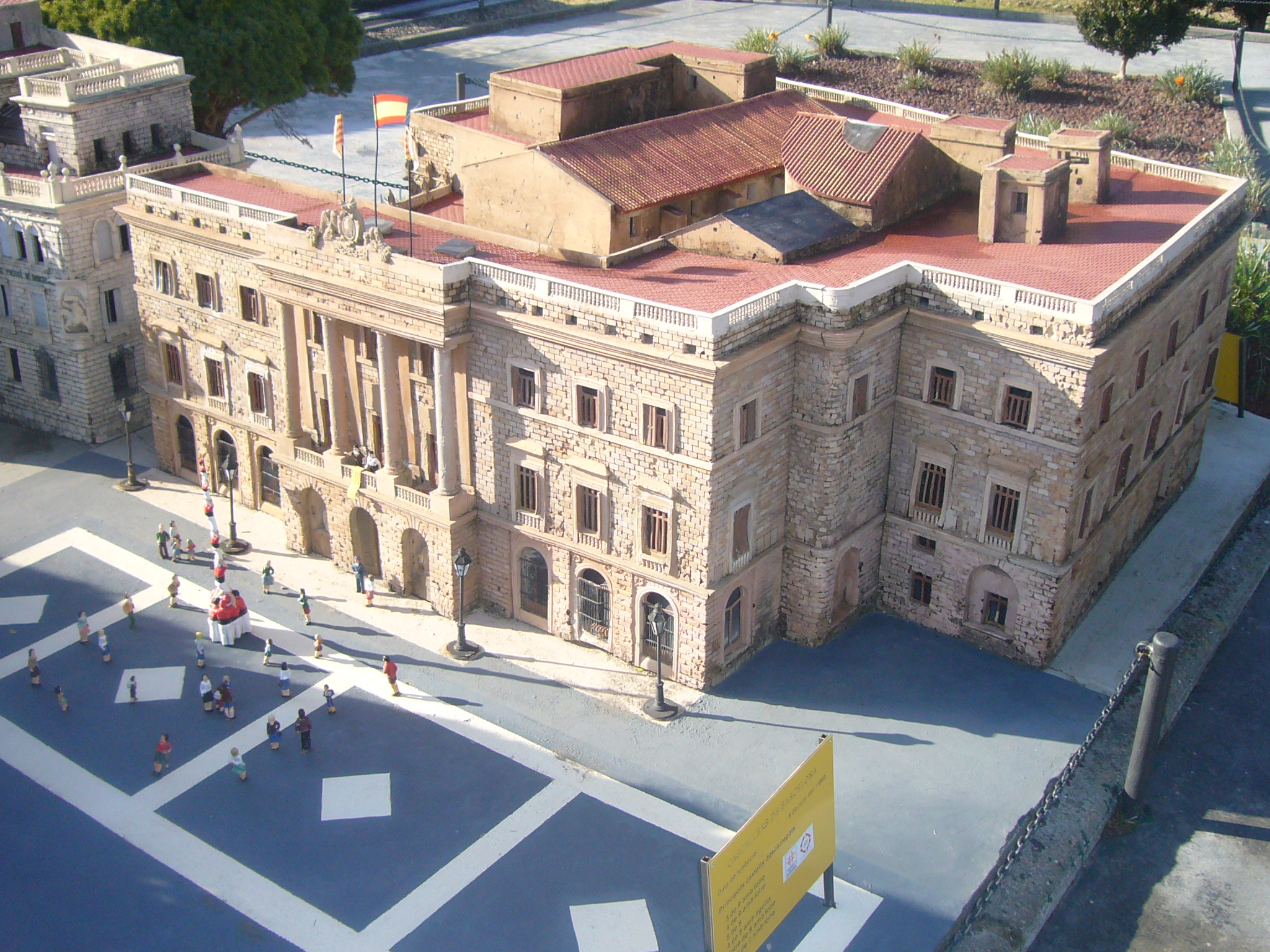
Casa de la Ciudad de Barcelona (sede del Ayuntamiento) y plaza de San Jaime con pilar de los castellers de Barcelona.
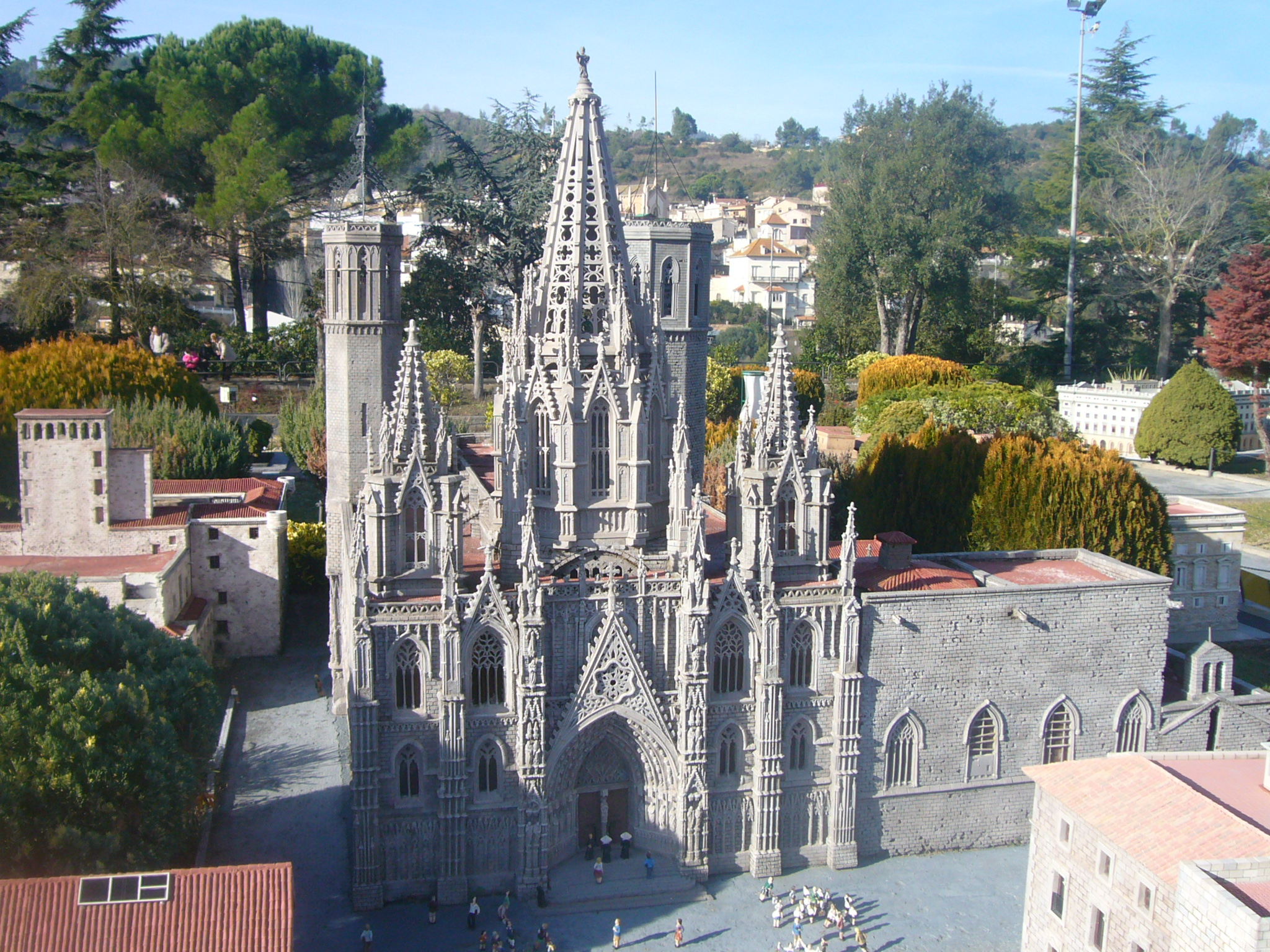
Catedral de Barcelona.
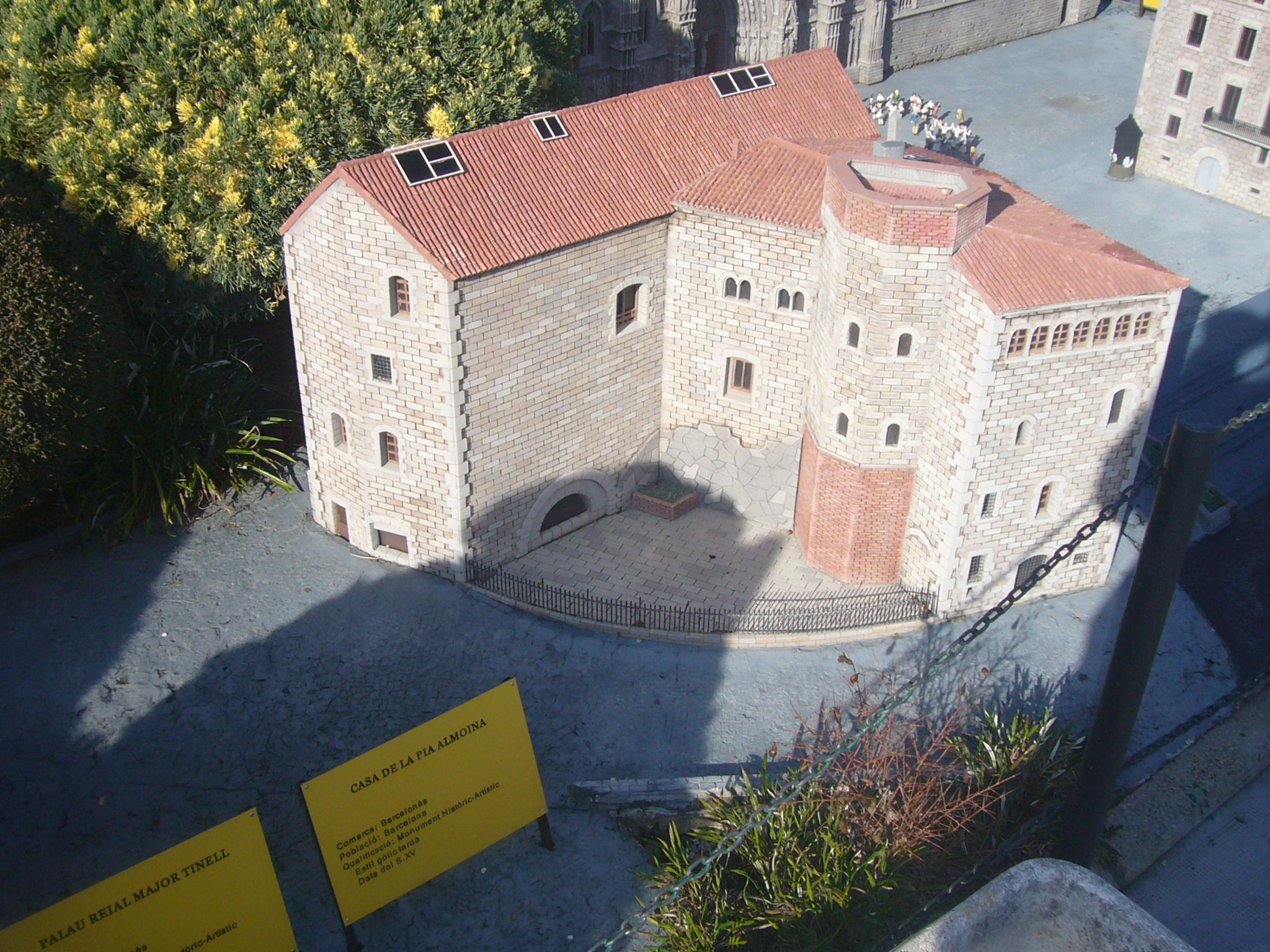
Pia Almoina de Barcelona.
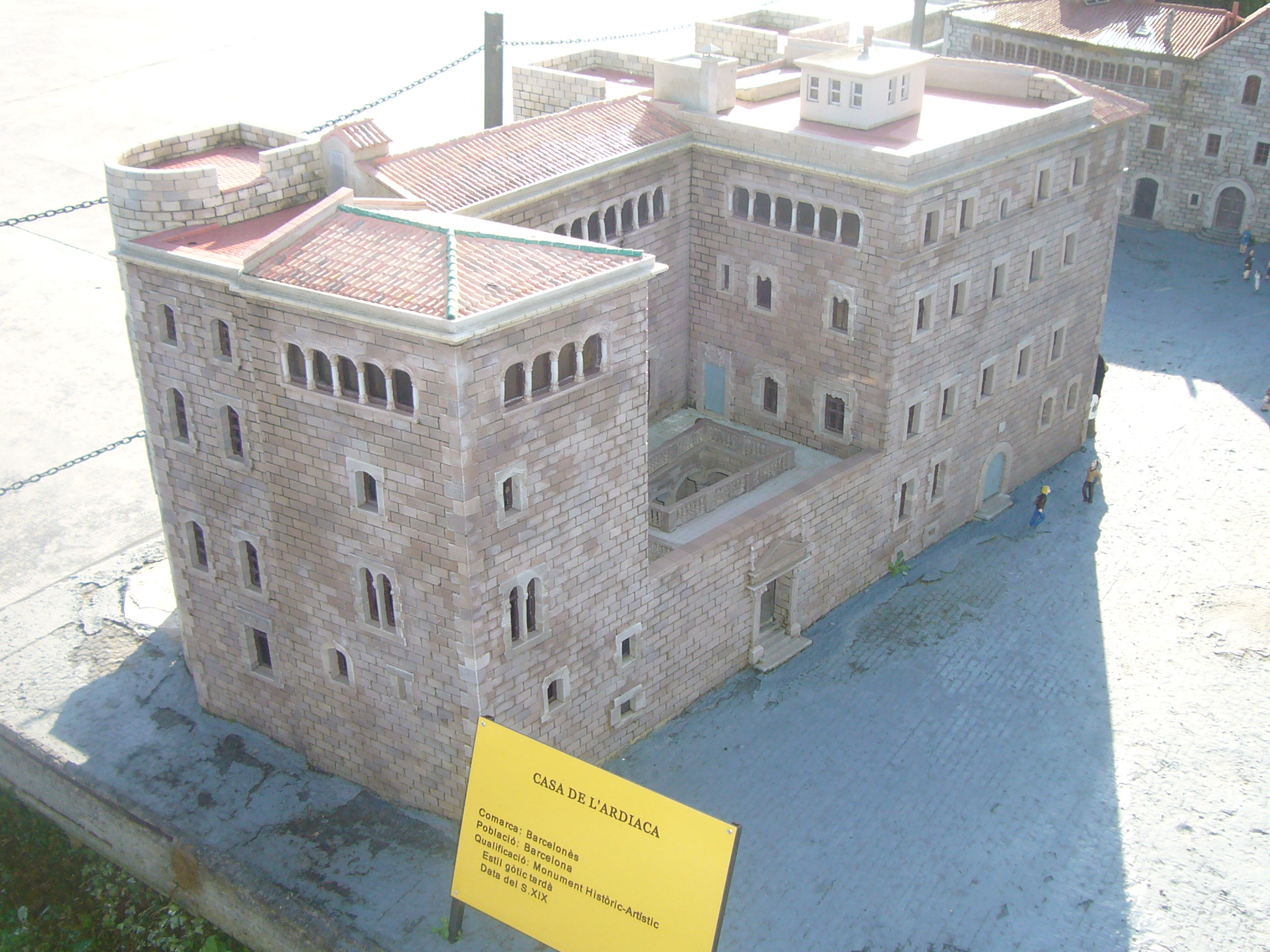
Casa del Archidiácono.
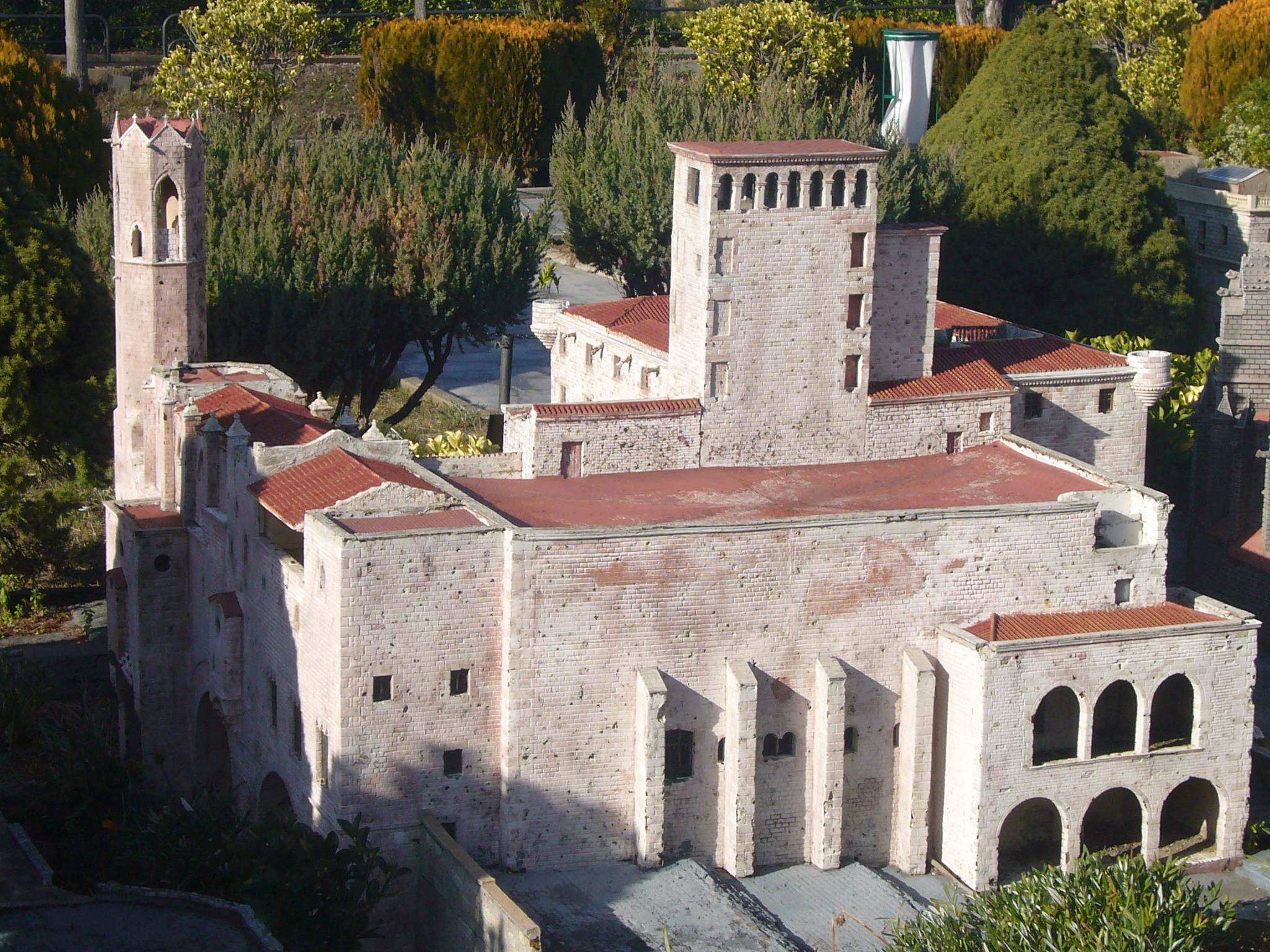
Palacio Real Mayor de Barcelona y capilla de Santa Ágata.
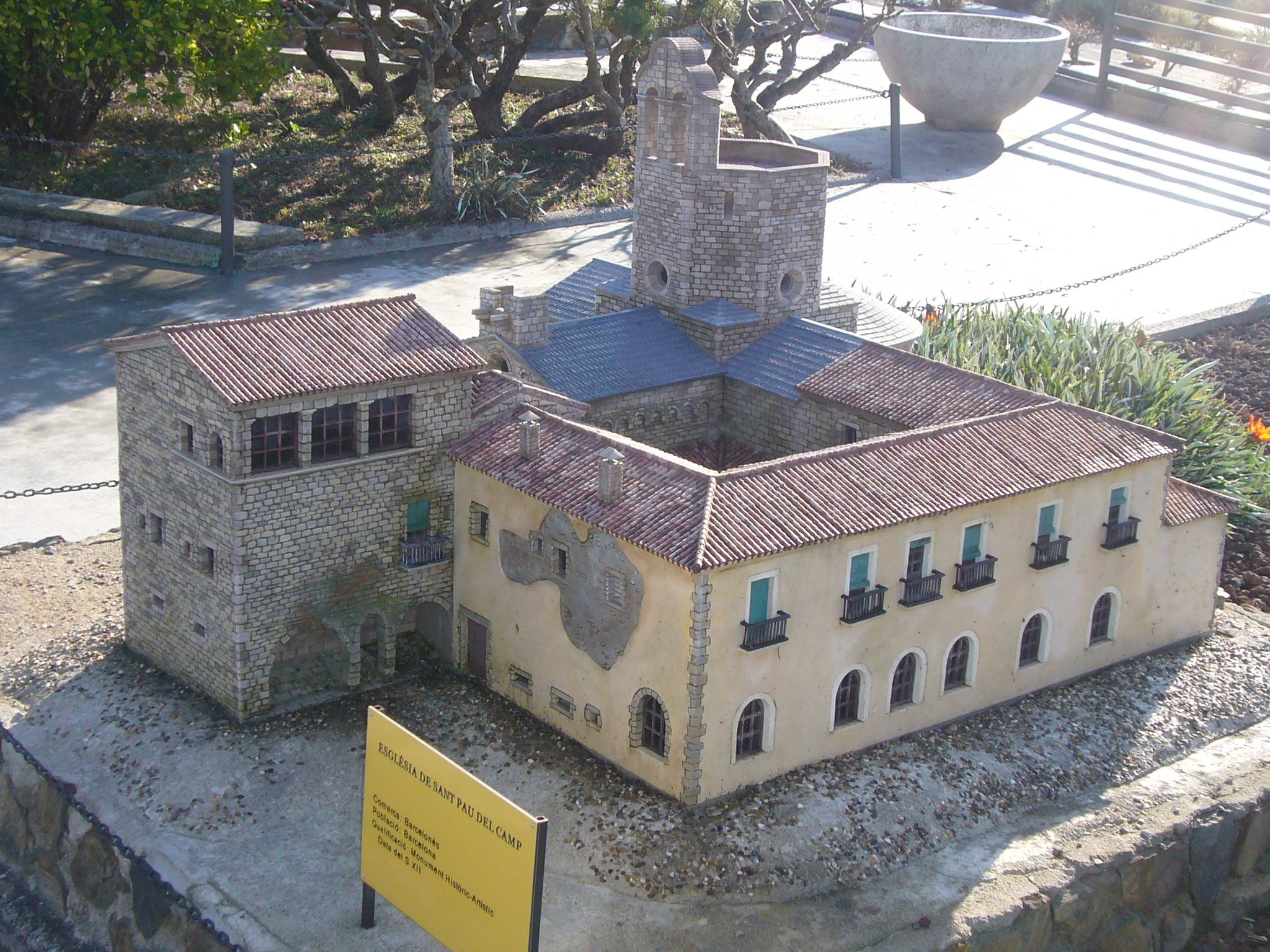
Monasterio de San Pablo del Campo.
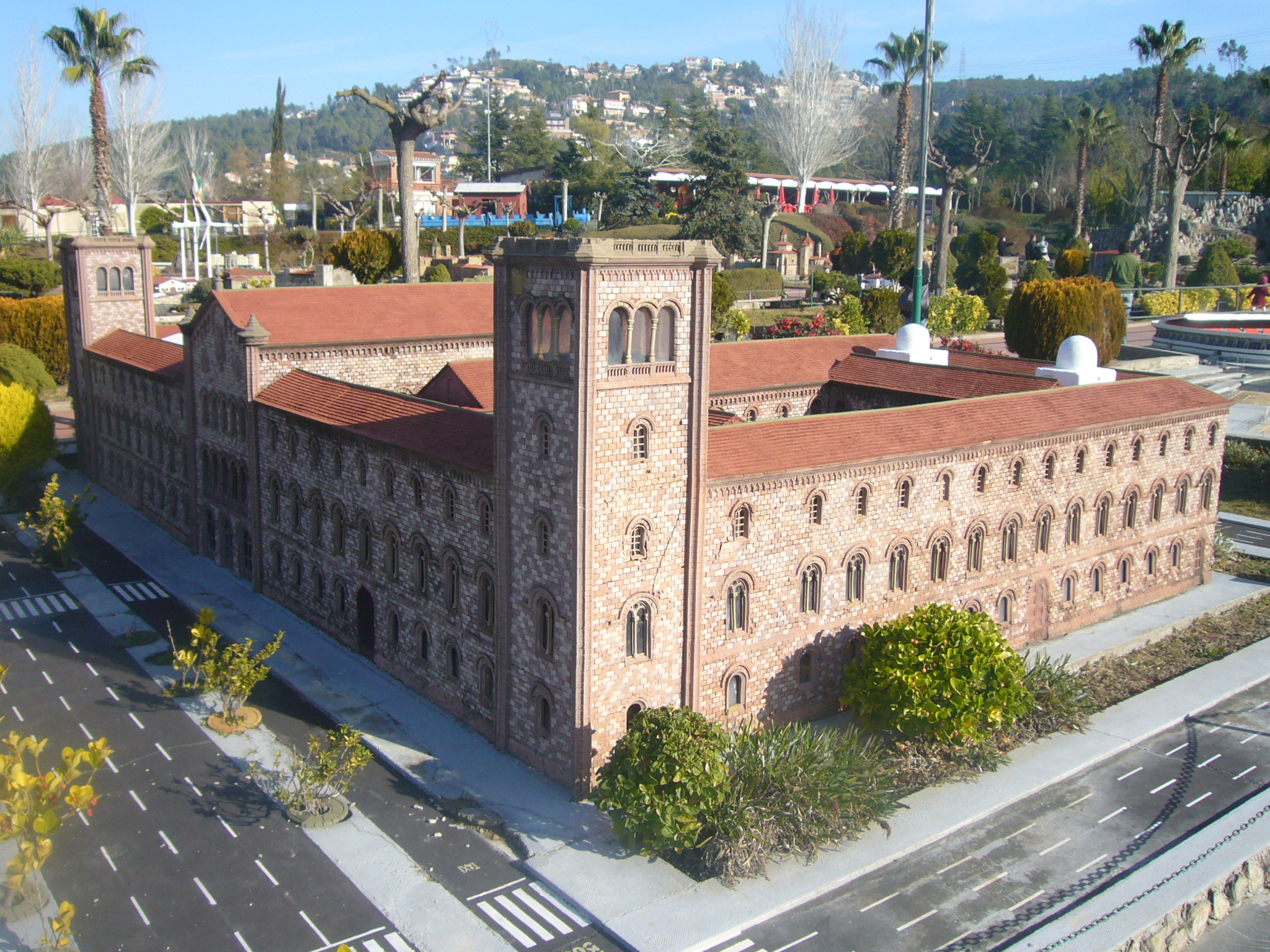
Edificio de la Universidad de Barcelona.
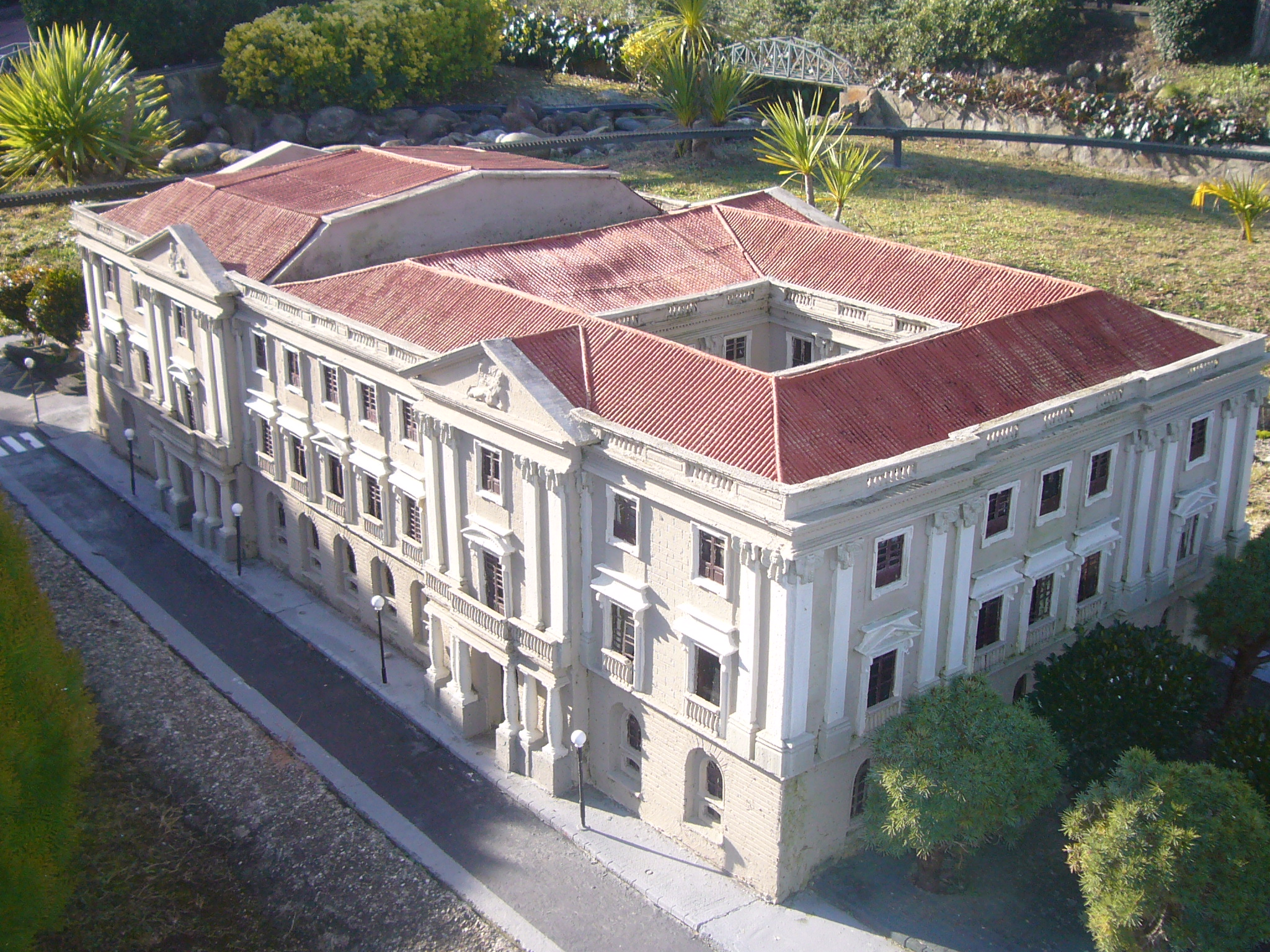
Lonja de Barcelona.
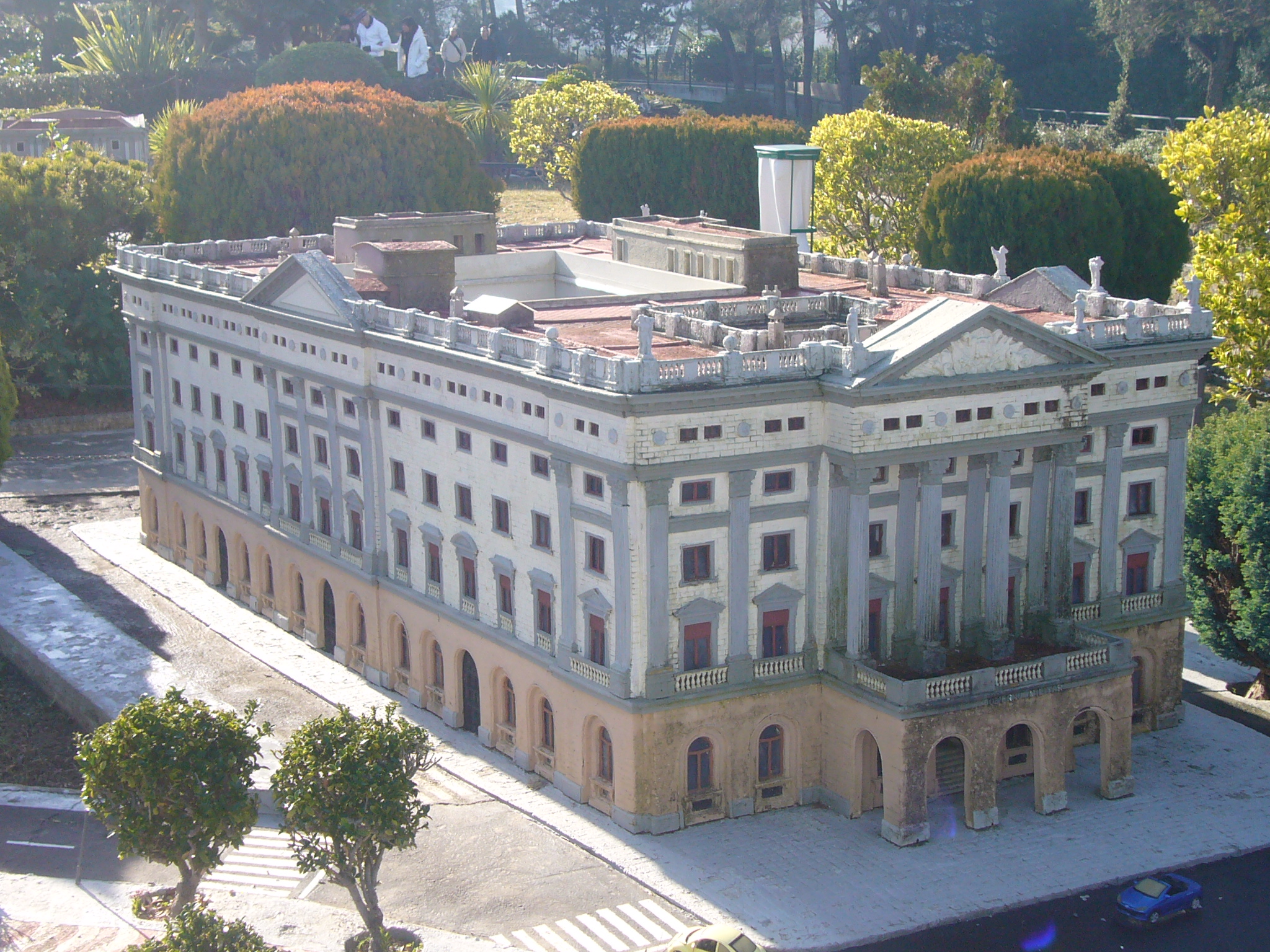
Edificio del Gobierno Militar.
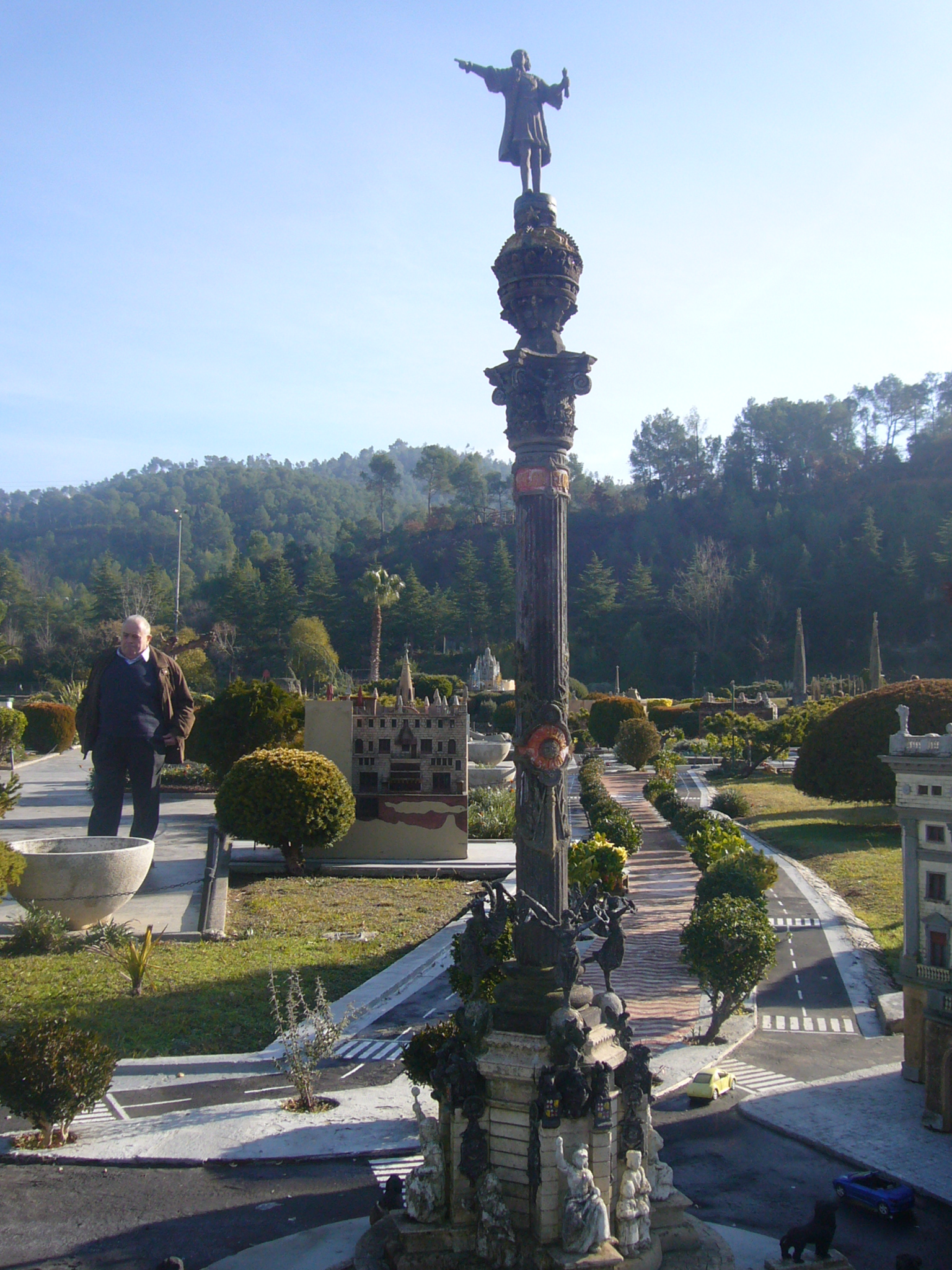
Monumento a Colón (Barcelona).
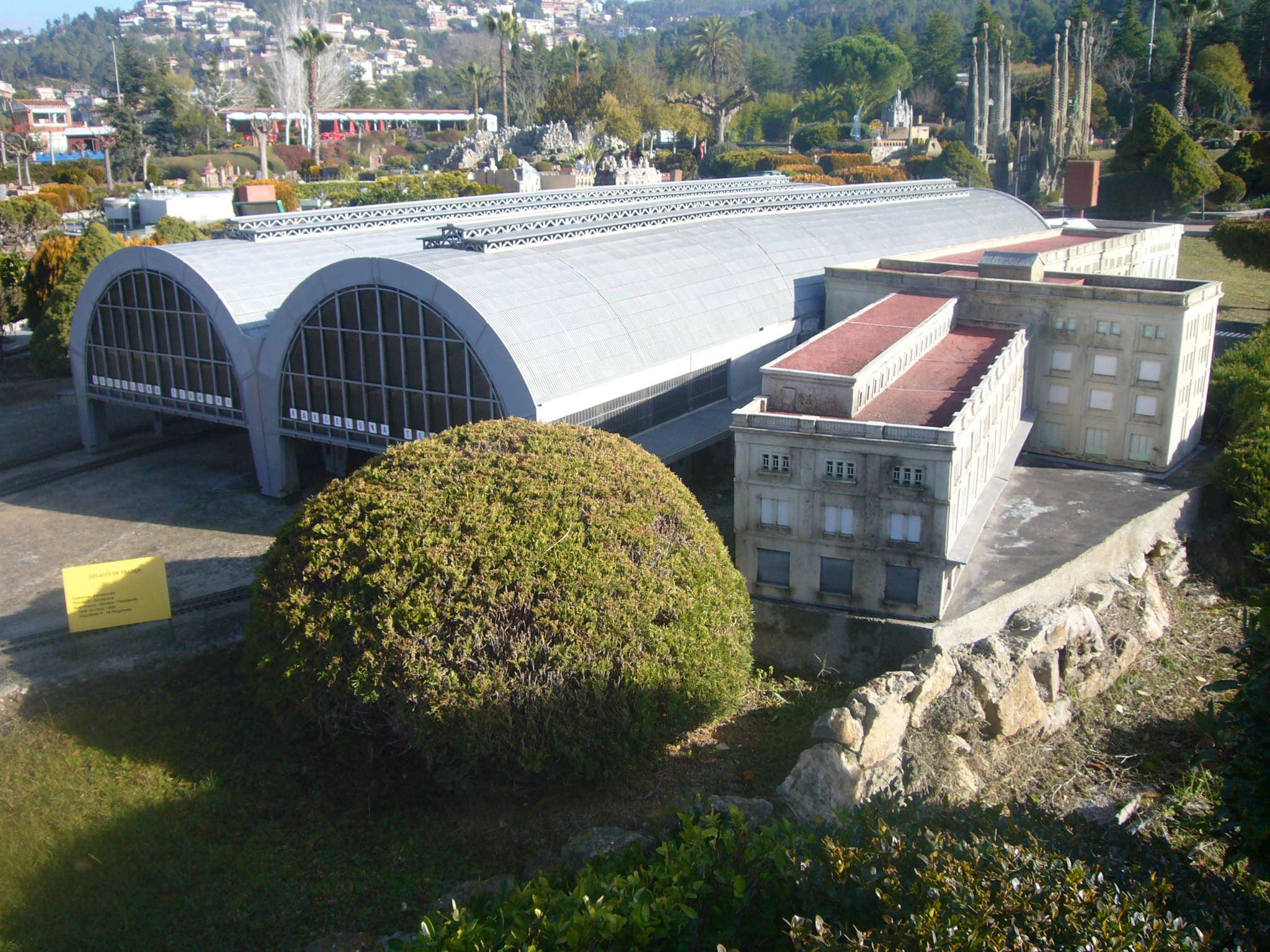
Estación de Francia.
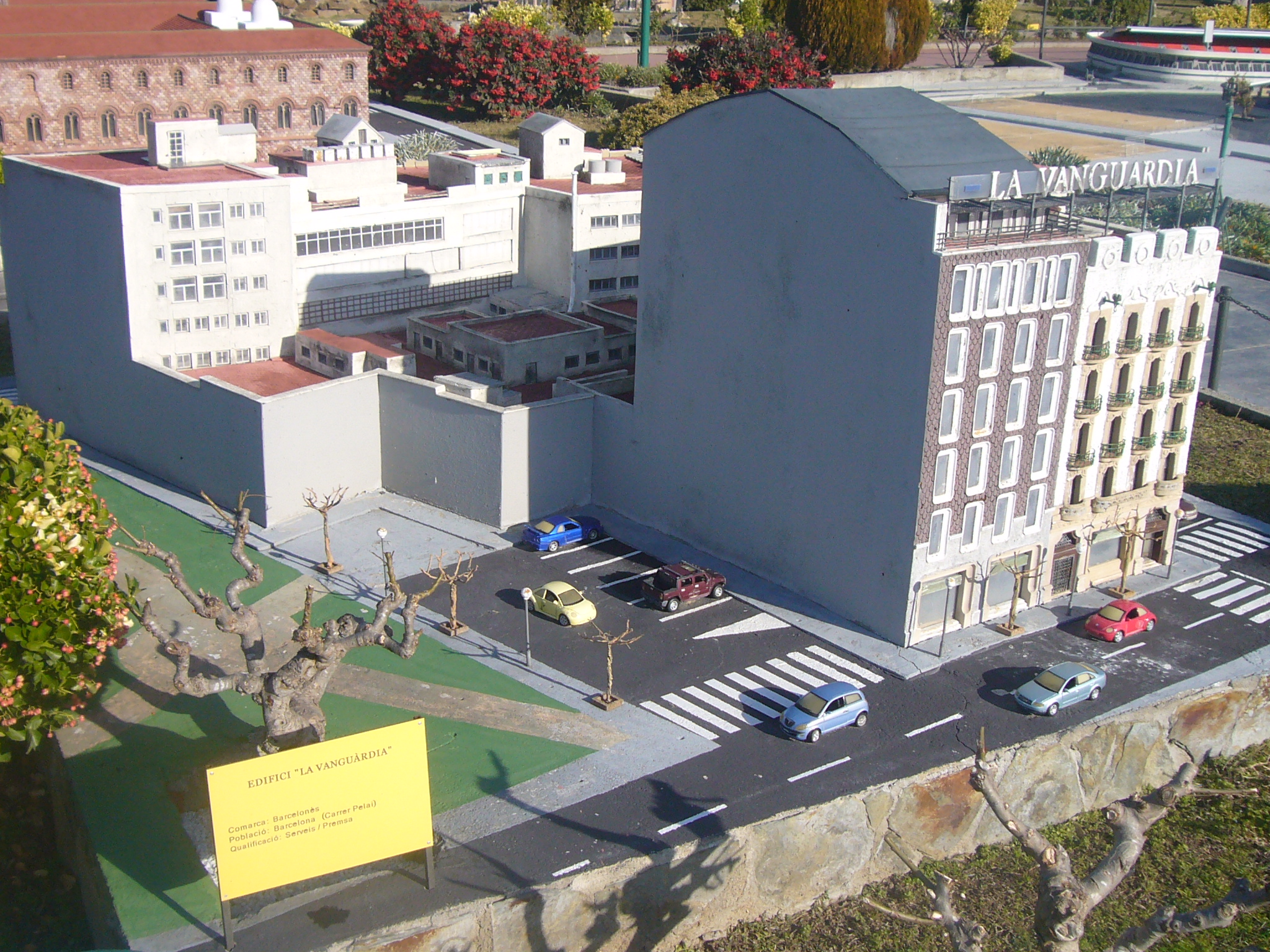
Antiguo edificio de La Vanguardia.
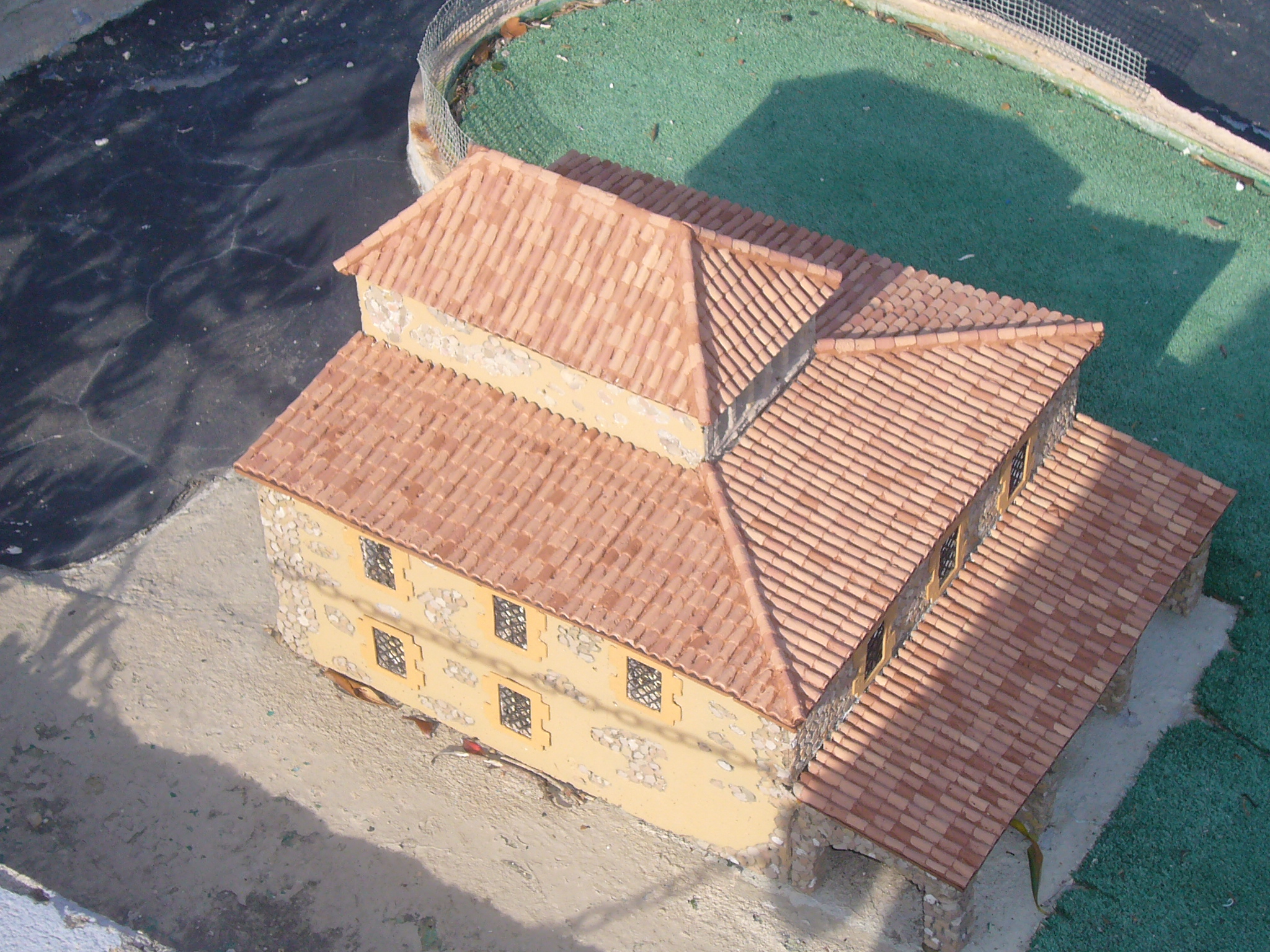
La Masía del Fútbol Club Barcelona.
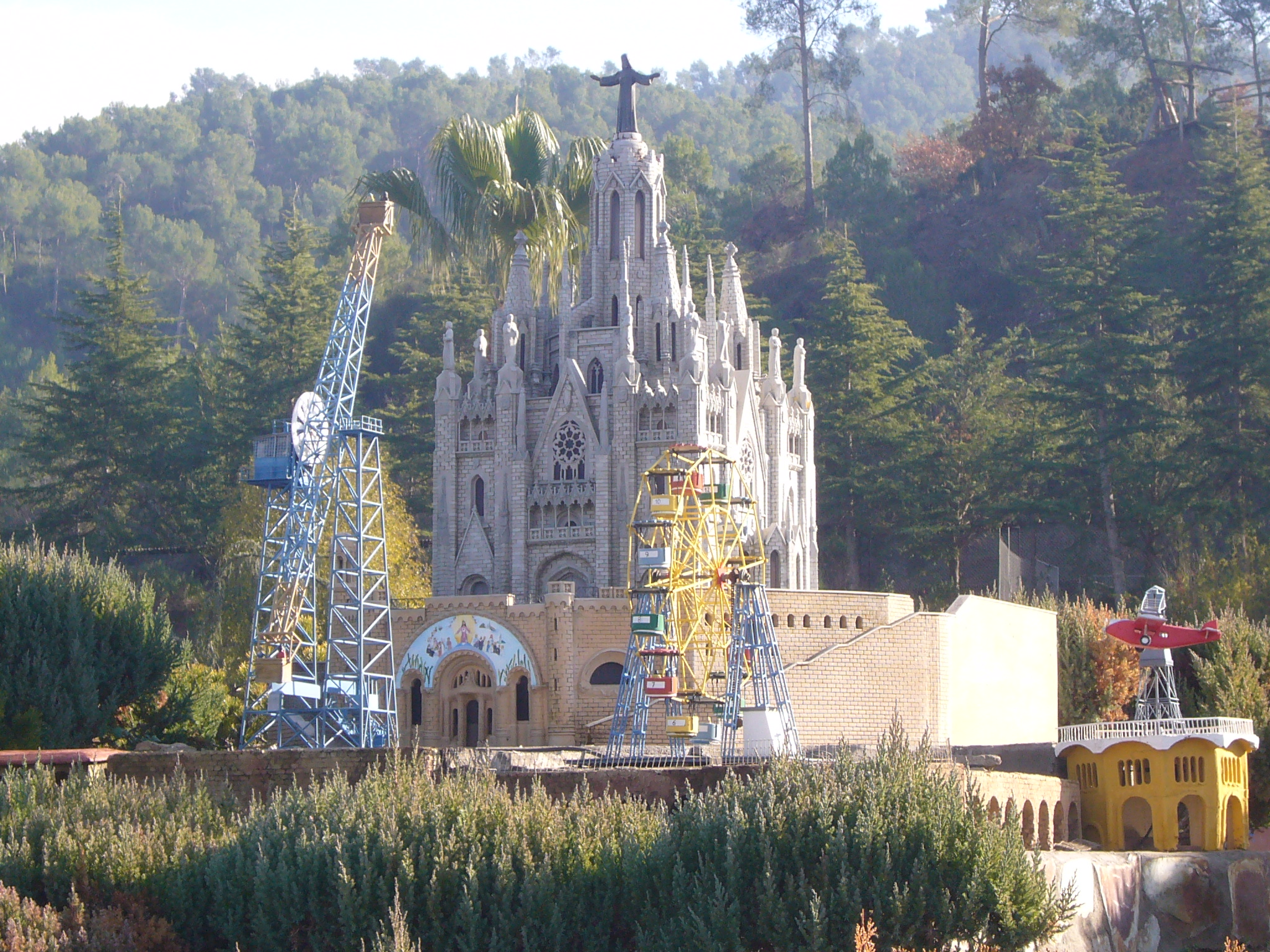
Parque de Atracciones Tibidabo.
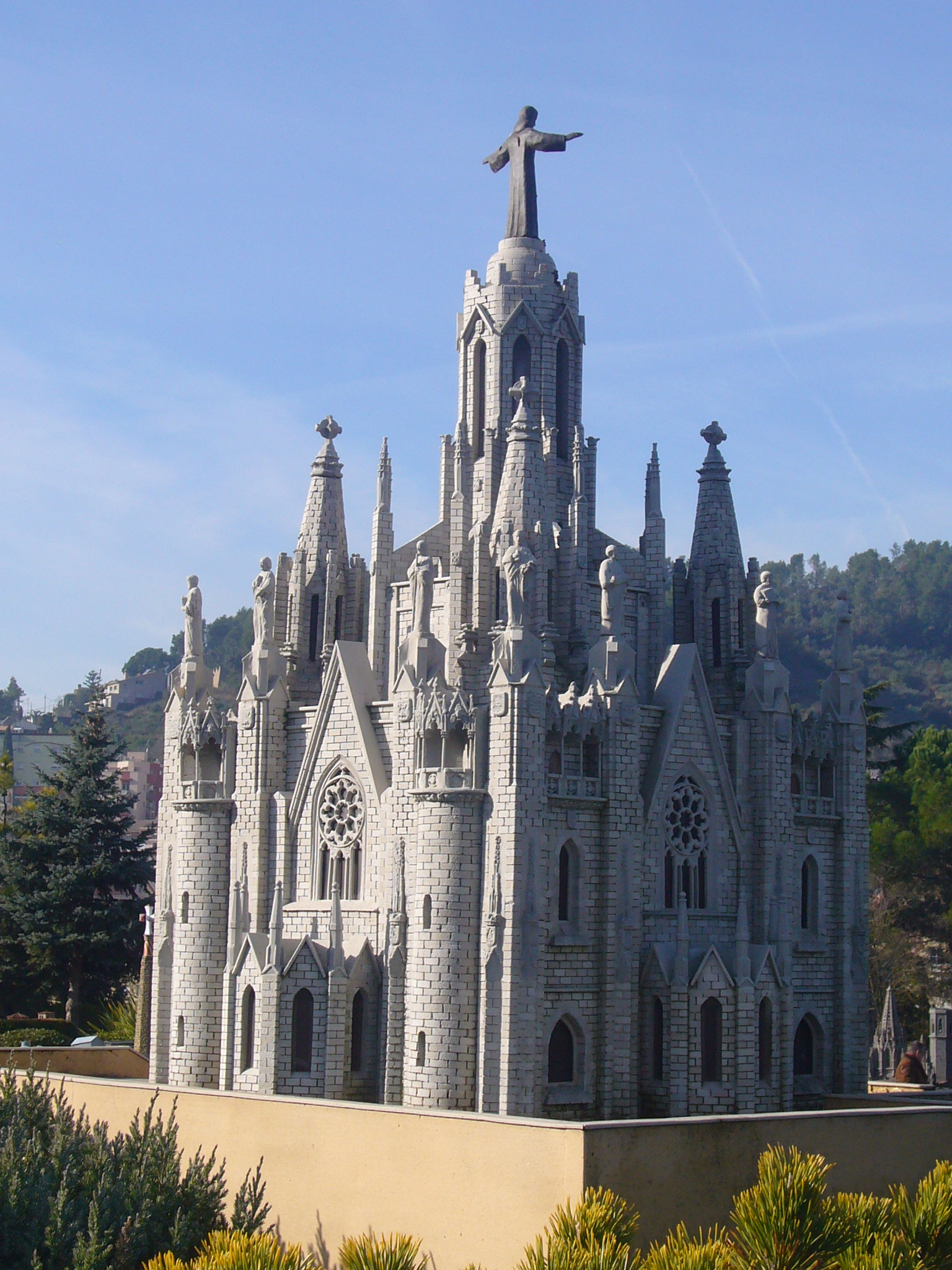
Templo Expiatorio del Sagrado Corazón.
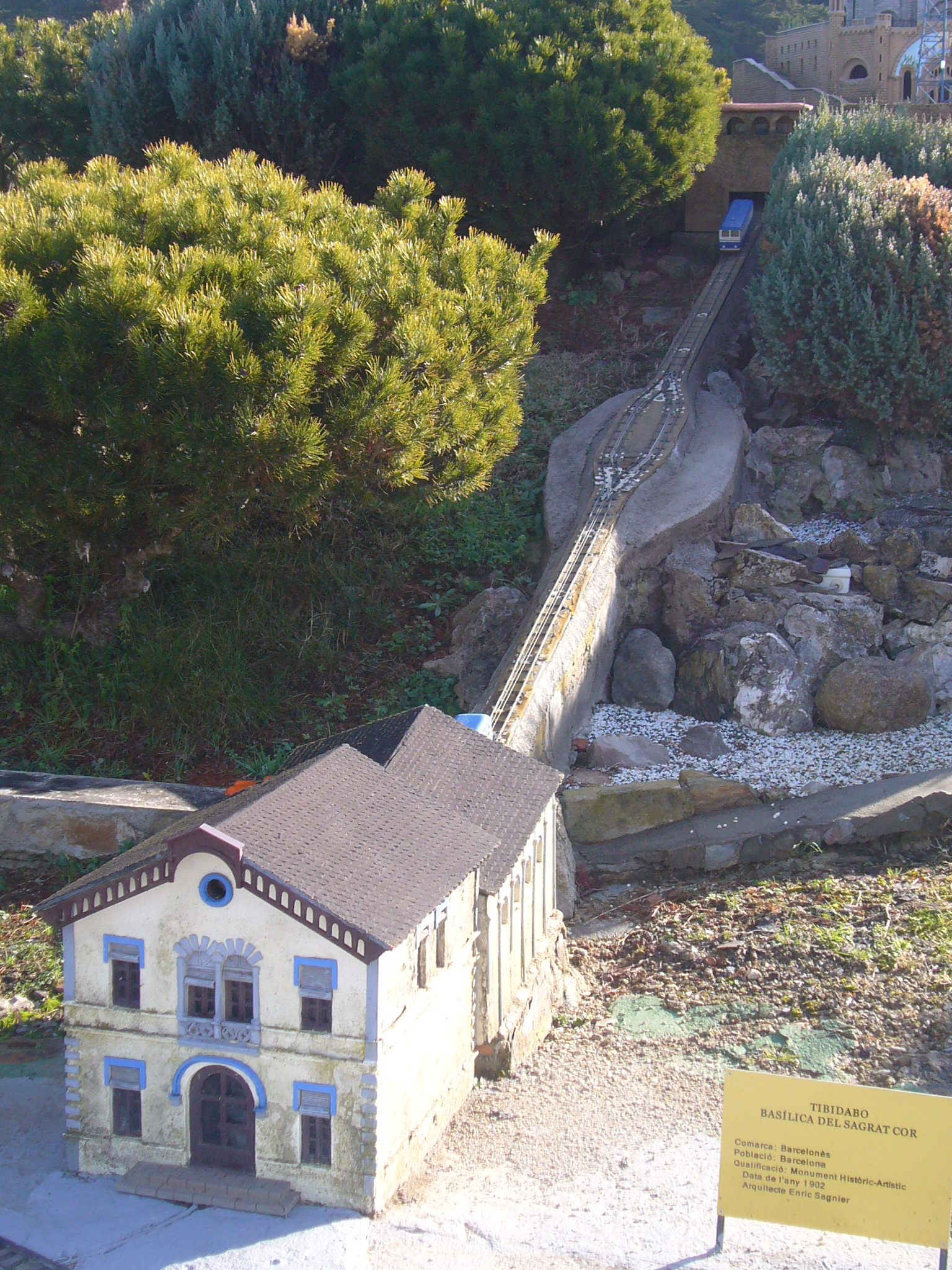
Funicular del Tibidabo.
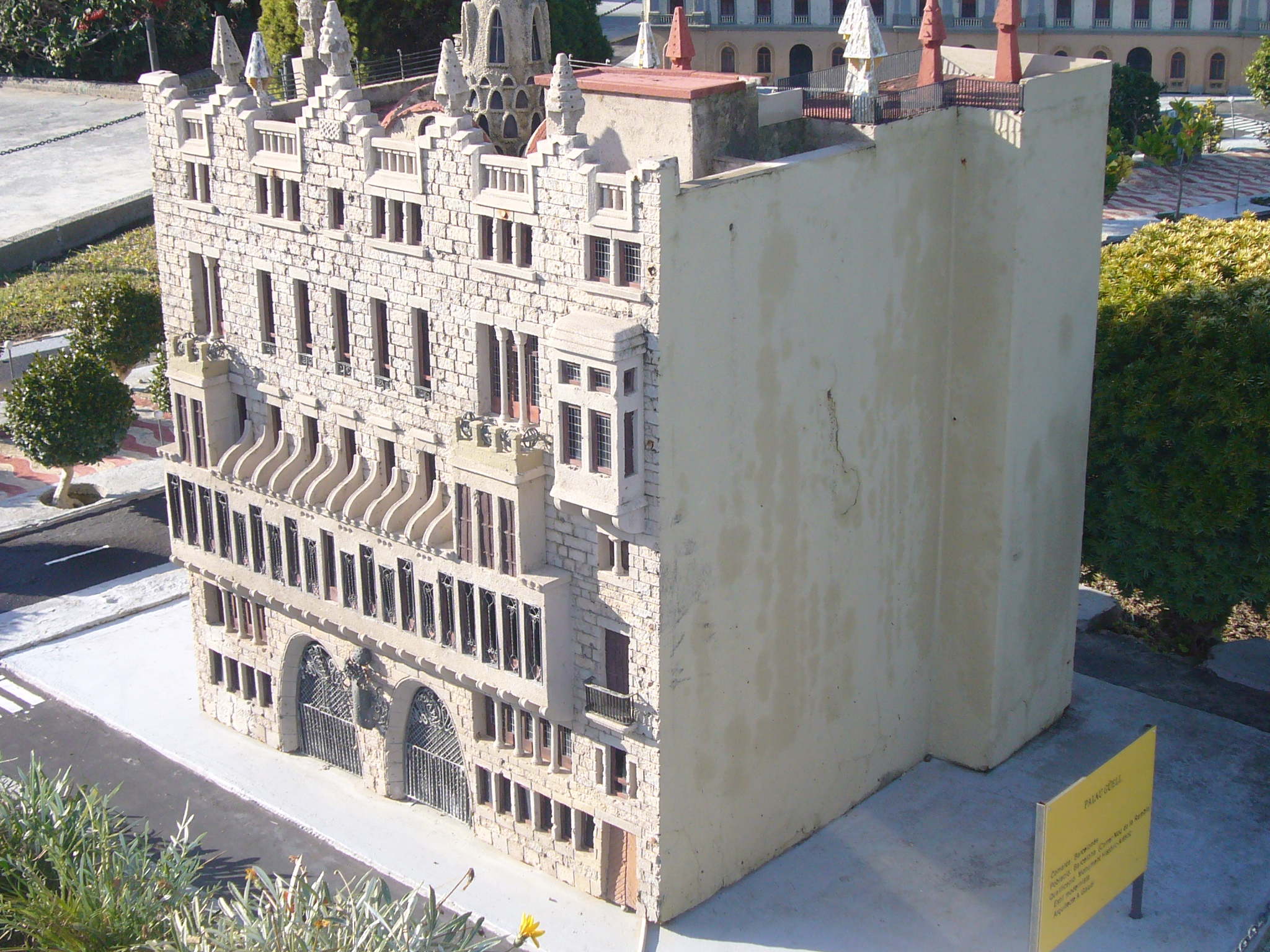
Palacio Güell.
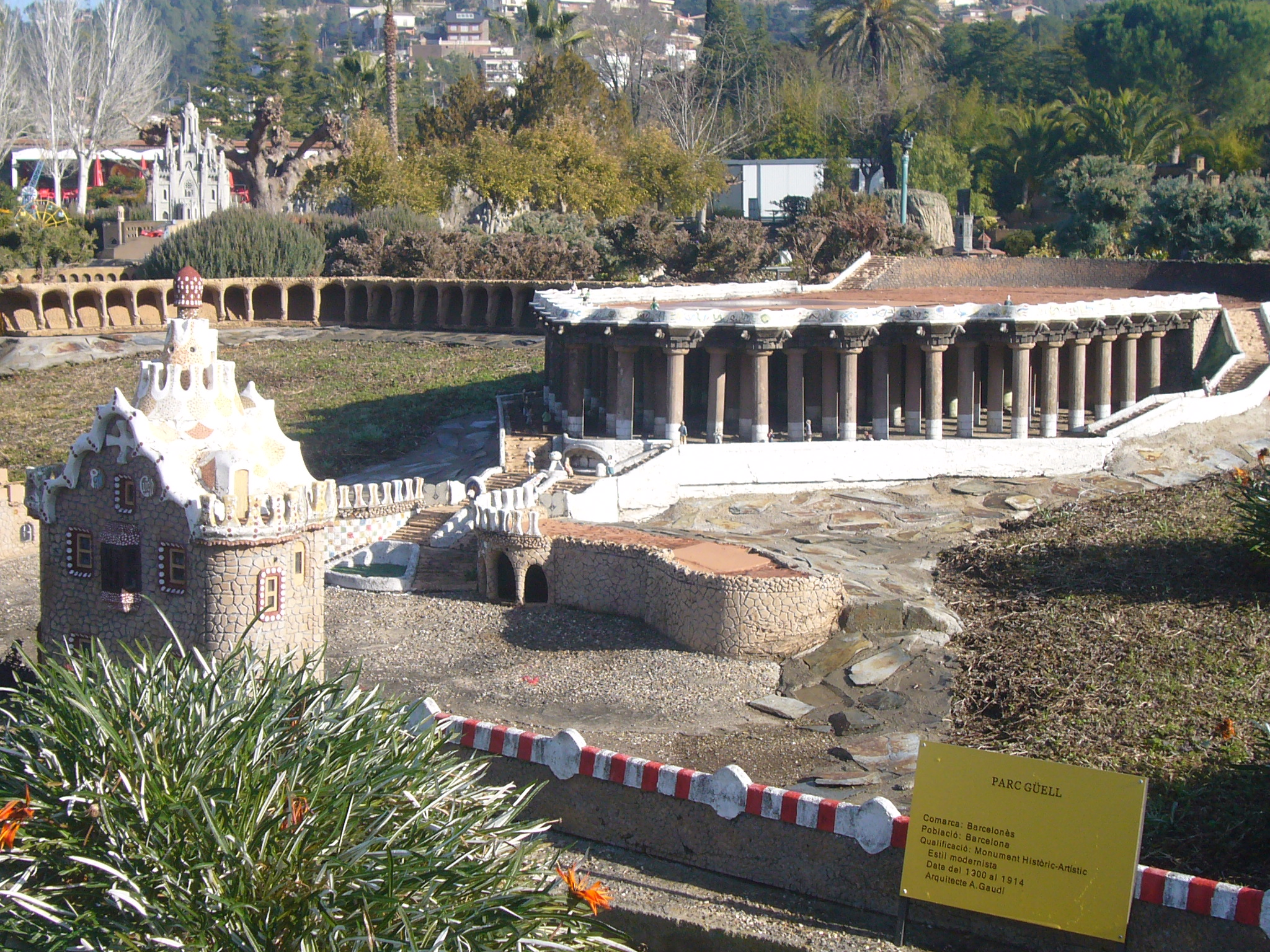
Parque Güell.
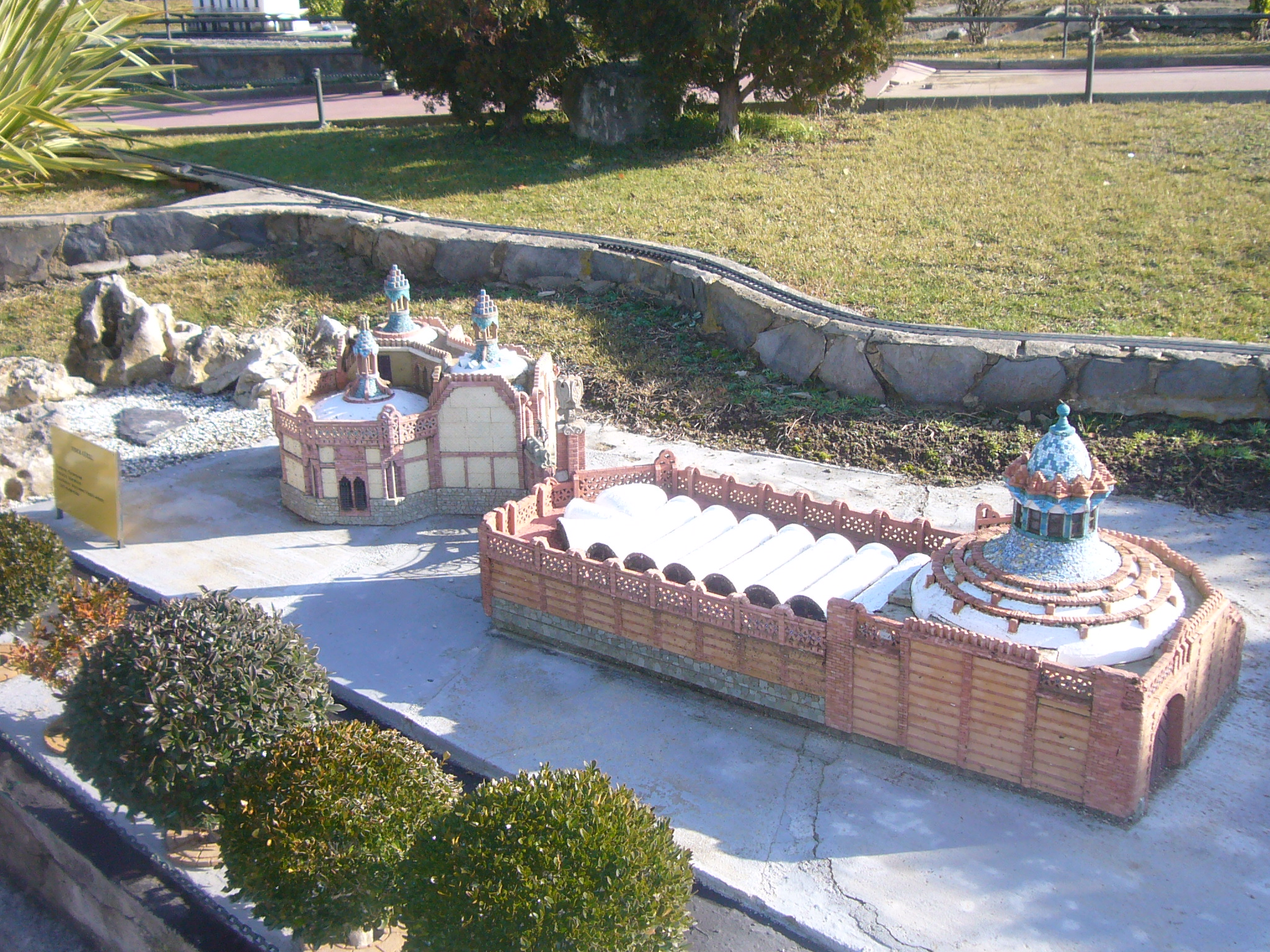
Pabellones de la Finca Güell.
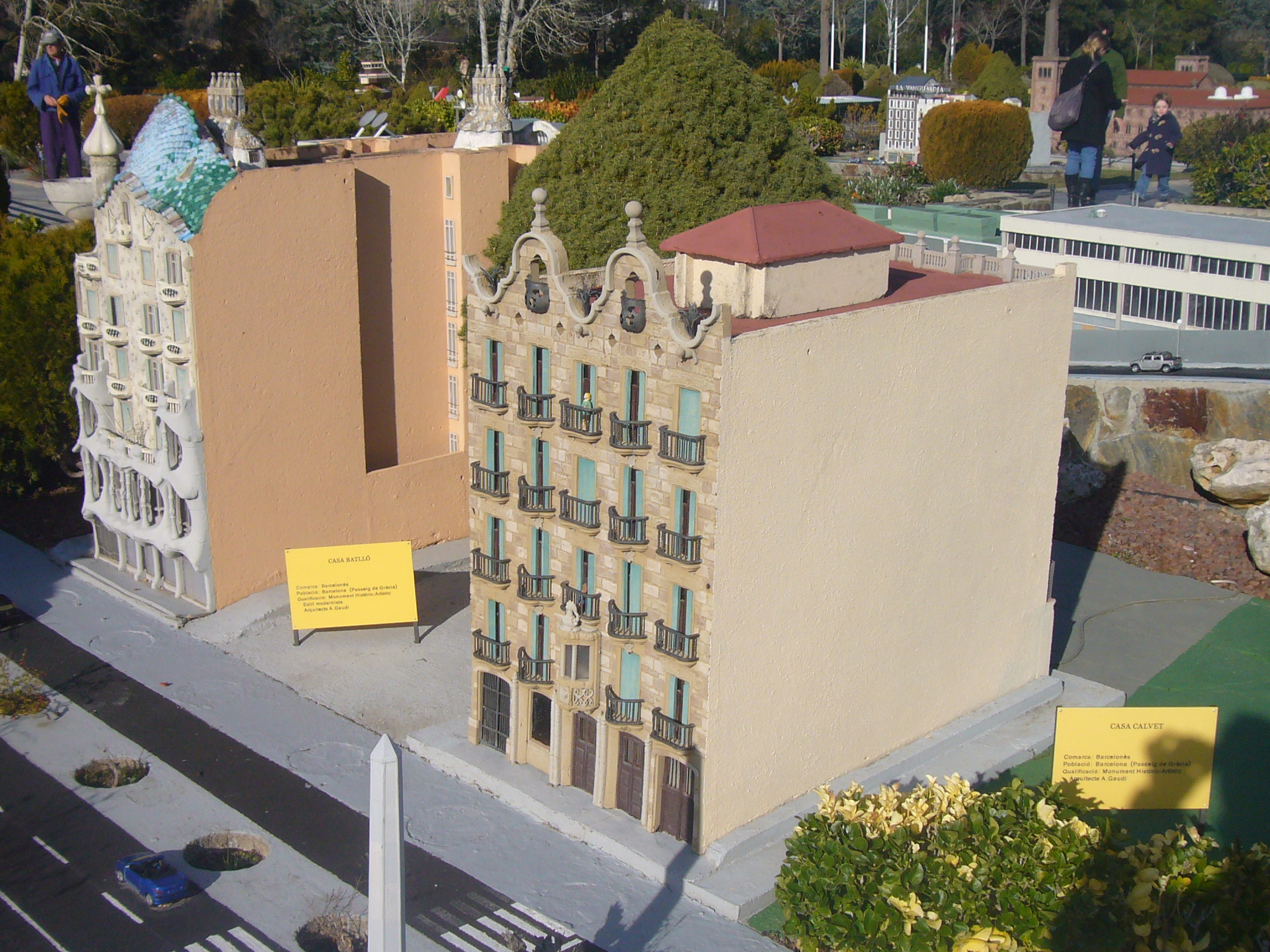
Casa Batlló y Casa Calvet.
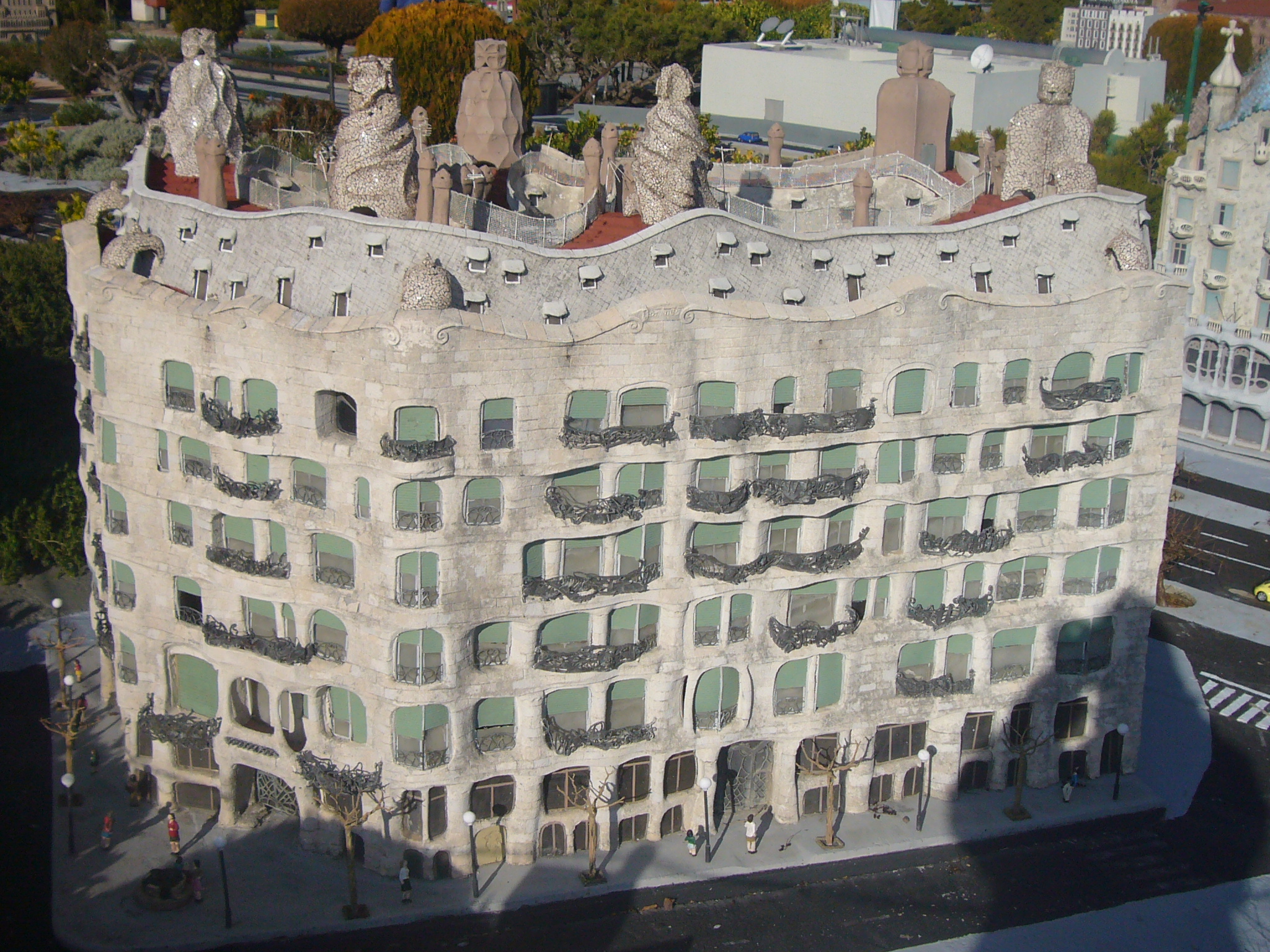
Casa Milà (la Pedrera).
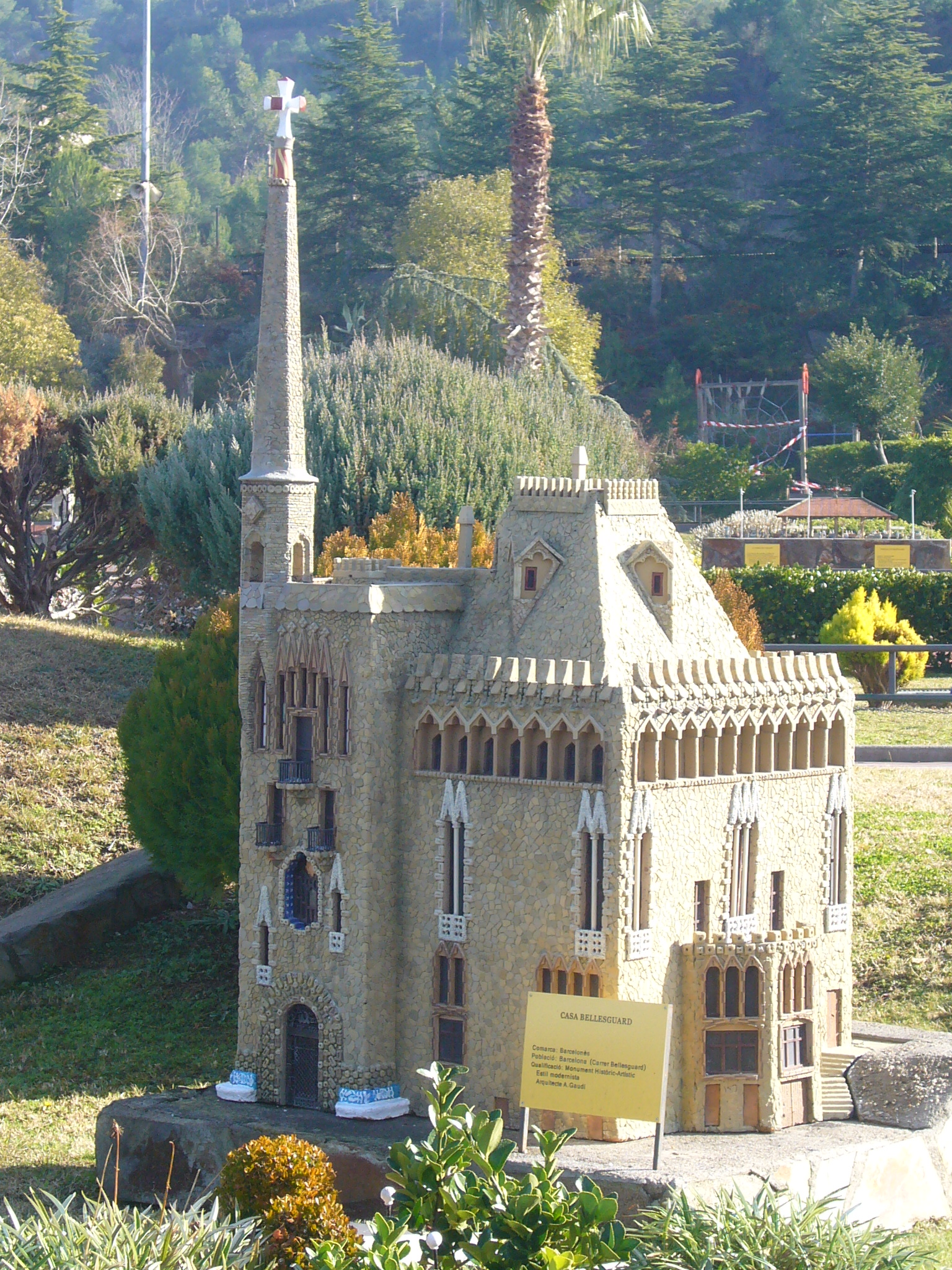
Bellesguard.
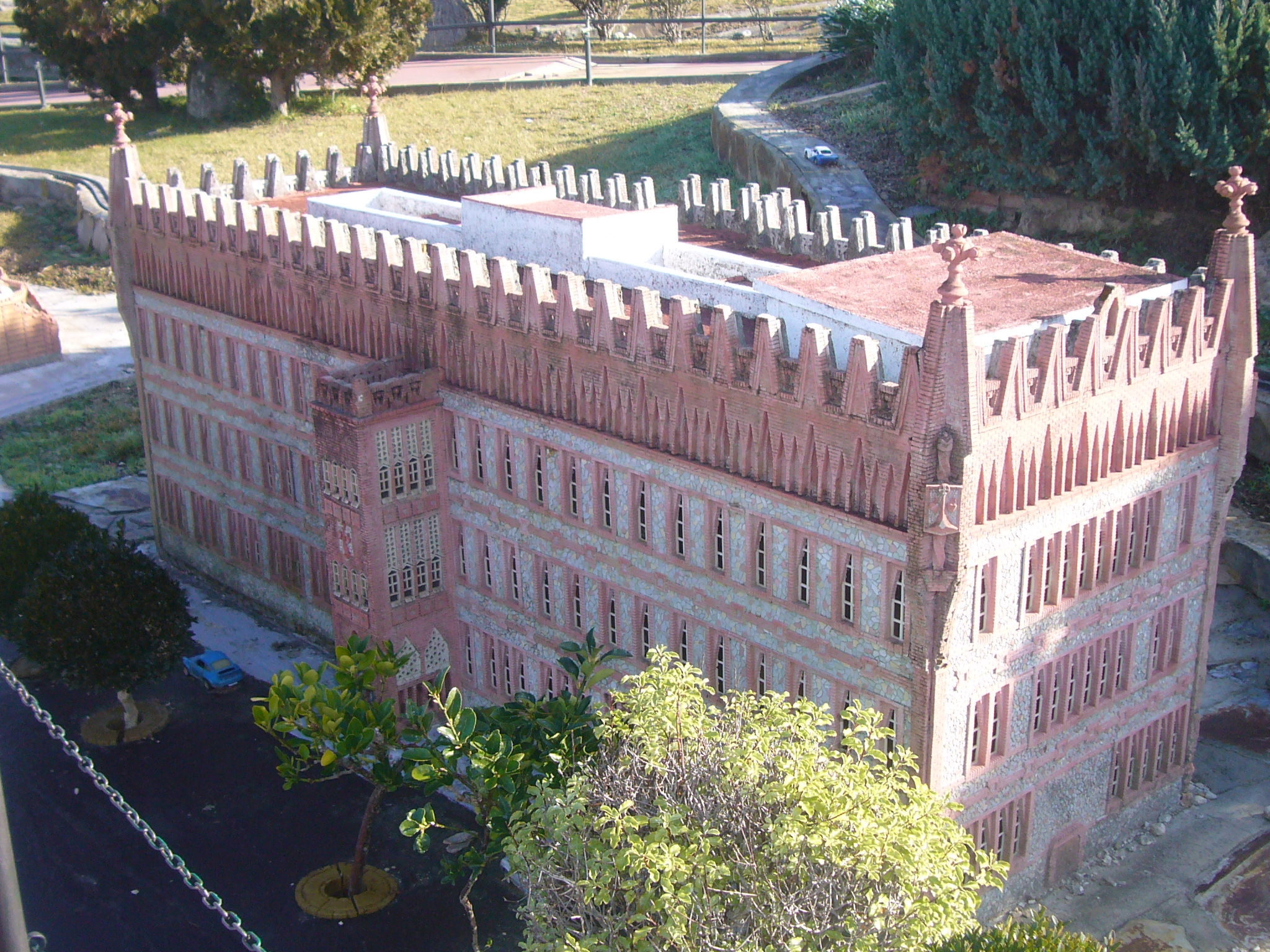
Colegio de las Teresianas.
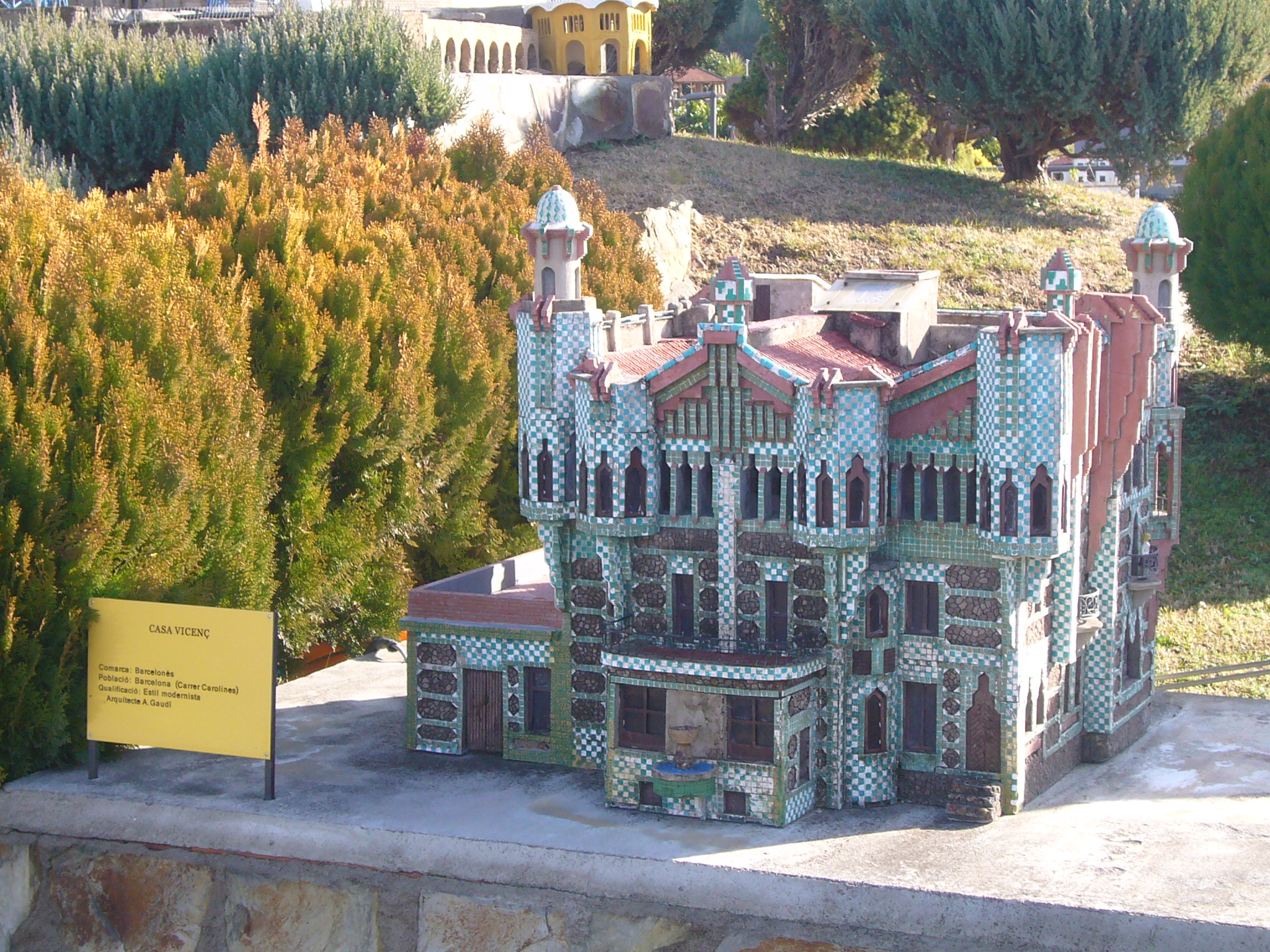
Casa Vicens.
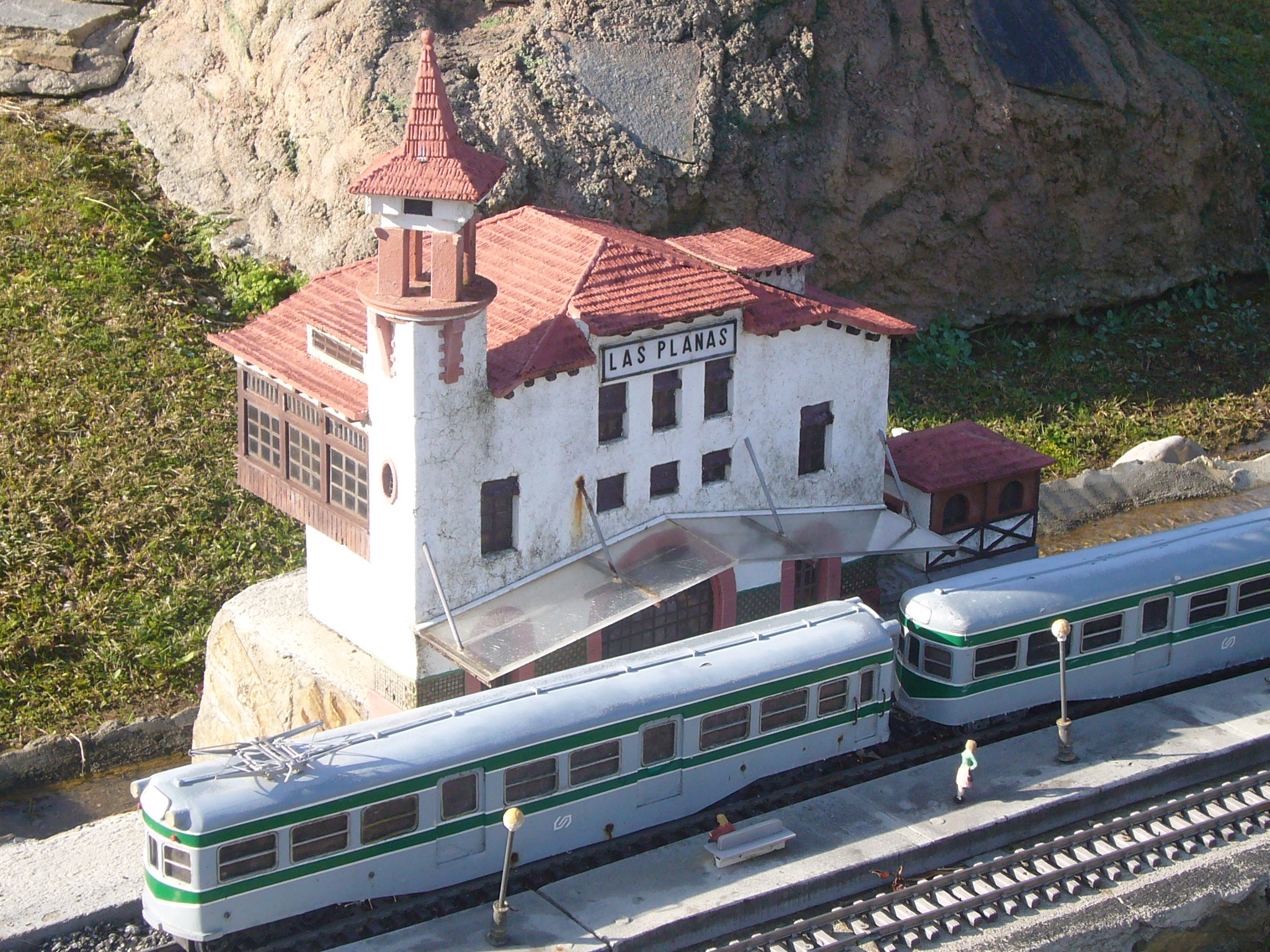
Estación de Les Planes.
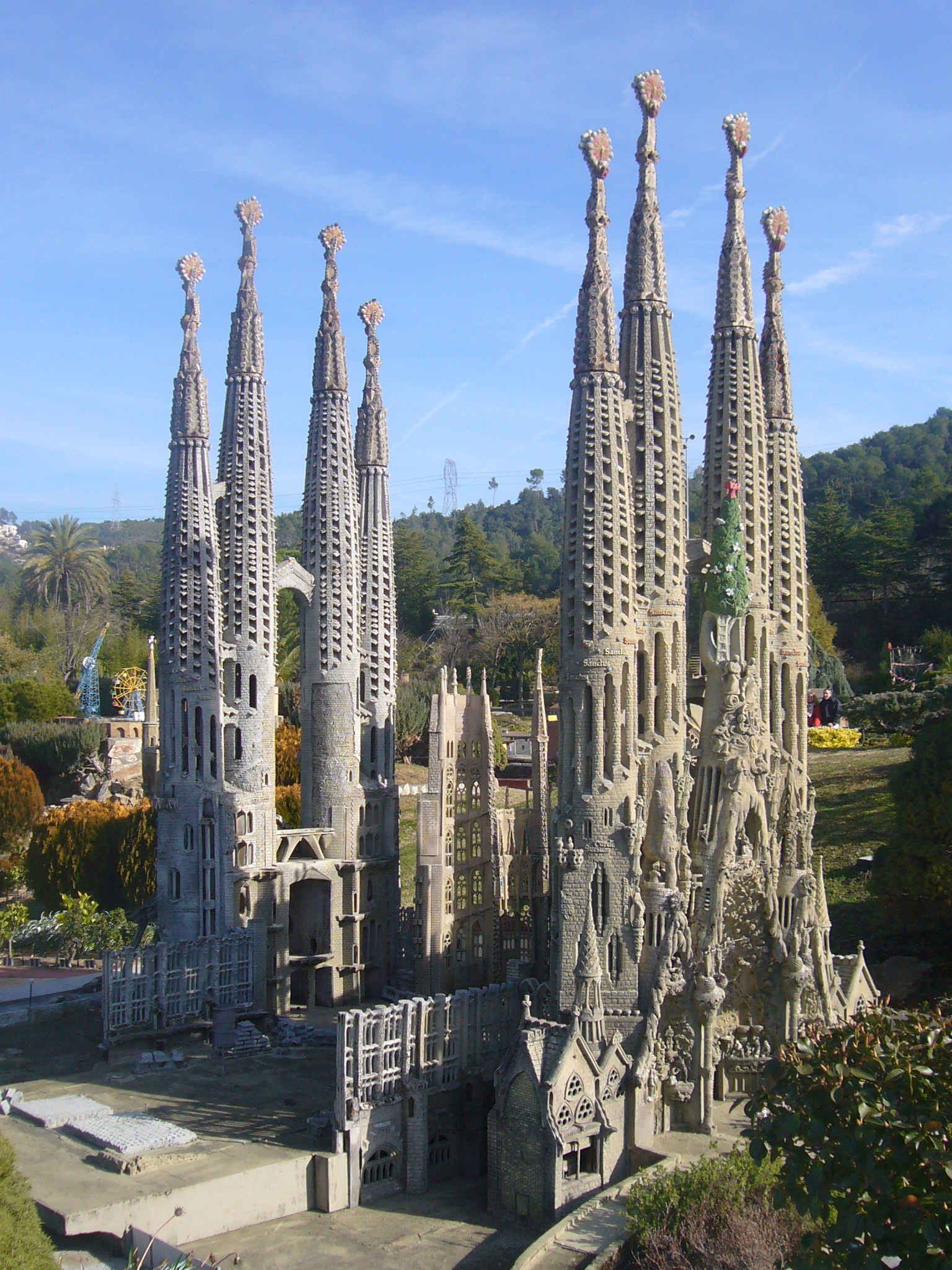
Templo Expiatorio de la Sagrada Familia.
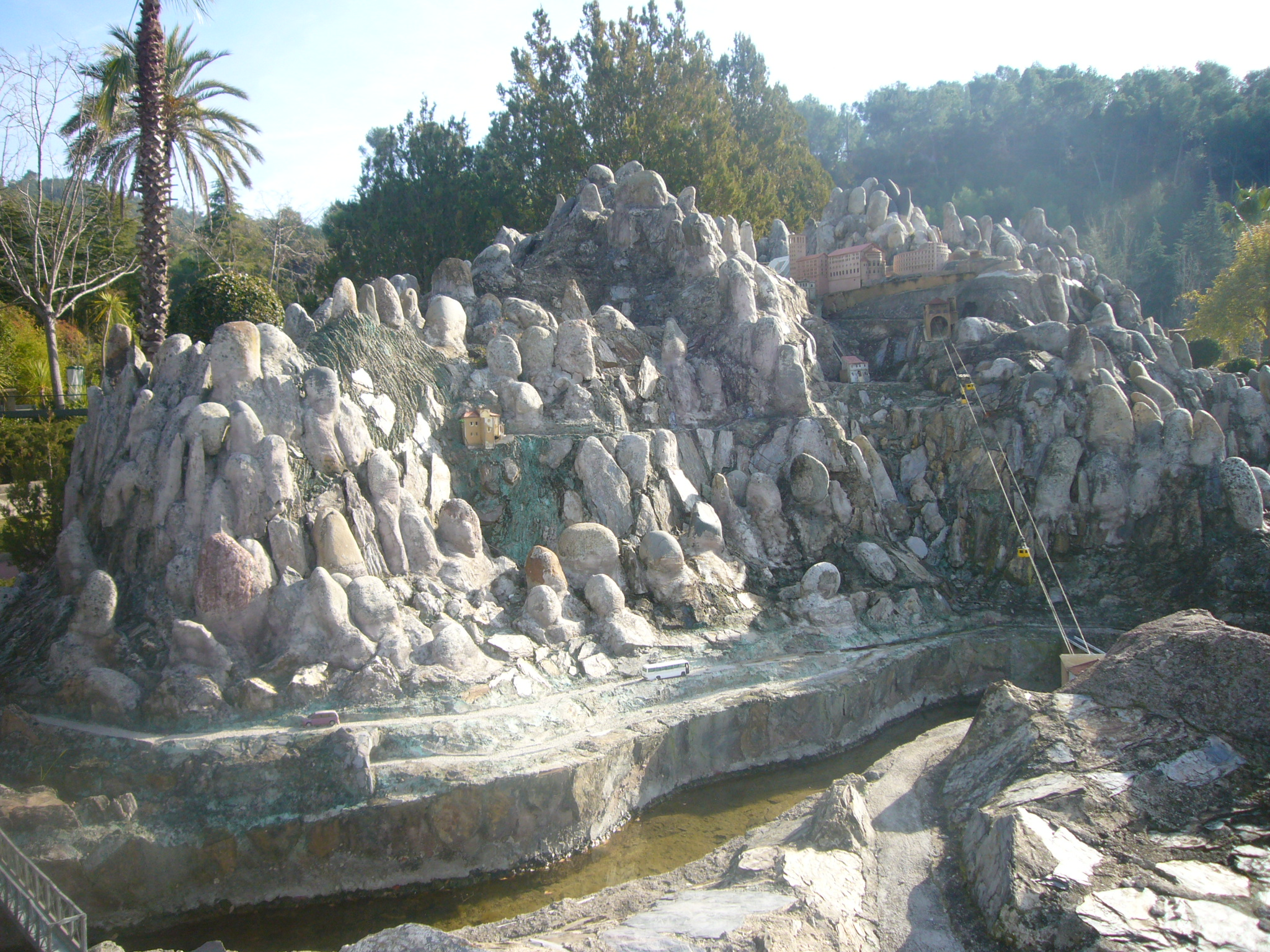
Macizo de Montserrat.
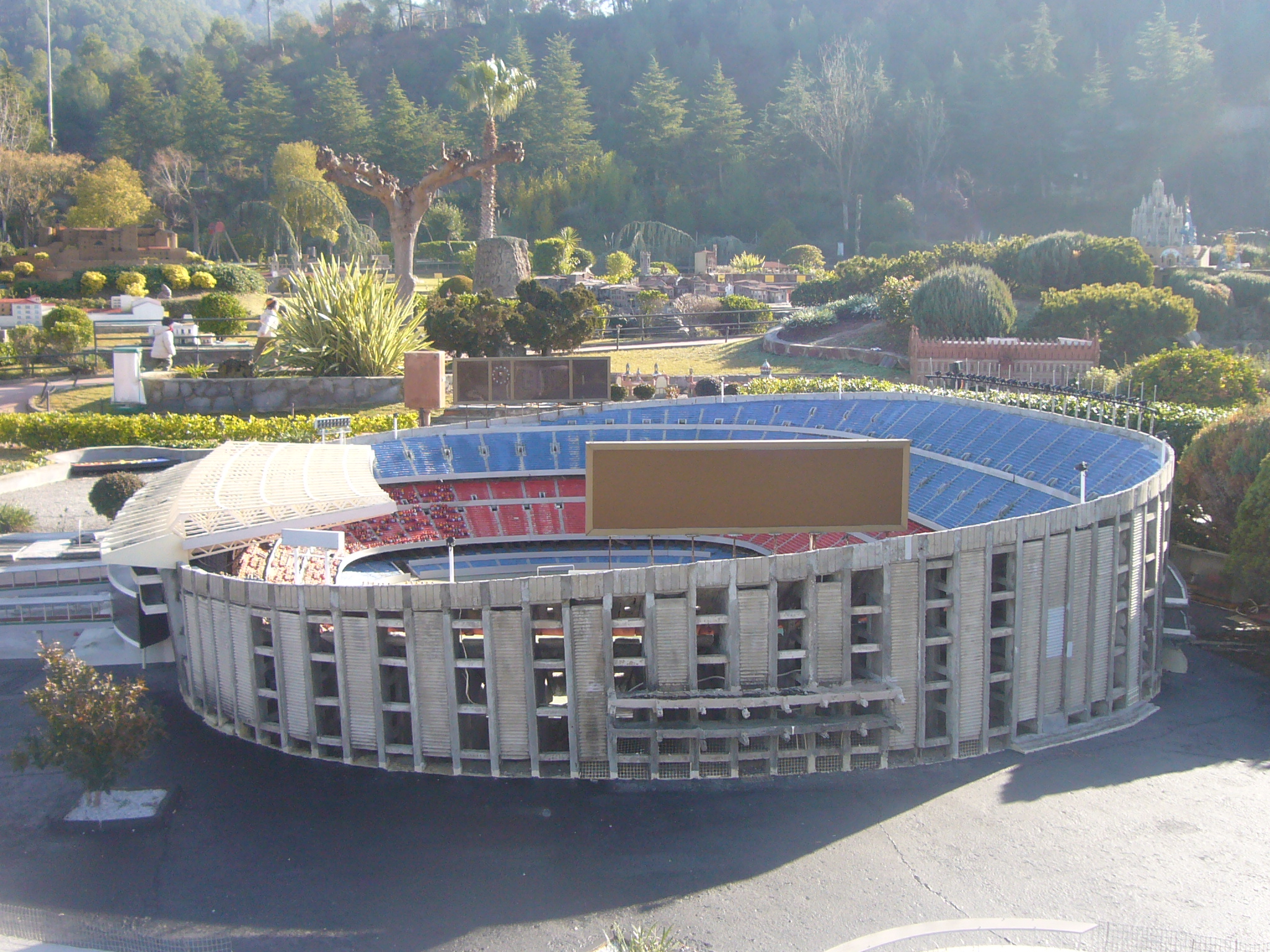
Camp Nou.

### Provincia de Barcelona
- Aeropuerto de Barcelona-El Prat, sede de la Televisió de Catalunya, Cripta de la Colonia Güell, Fábrica Chupa Chups, Edificio El Periódico de Catalunya en Parets, Ayuntamiento de Granollers, La Porxada (Granollers), Estación de Mataró, faro de Calella, Edificio El País, Fábrica Bimbo en Granollers, monasterio de San Cugat del Vallés, macizo de Montserrat, monasterio de Montserrat y teleférico de Montserrat, Puente del Diablo (Martorell), castillo e iglesia de Santa María de la Tossa, estación de tren de Igualada, castillo de Cardona, sede del Ayuntamiento de Manresa, puente viejo de Manresa sobre el río Cardoner, Bomberos de Manresa, ermita de San Jaime de Castellbell y Vilar, Restaurante Cal Pupinet (Castellbisbal), frente marítimo de Sitges con Cau Ferrat, Museo Maricel, iglesia de San Bartolomé y Santa Tecla y estación de Sitges, Bodegas Güell, Cavas Codorníu y Cavas Blancher (San Sadurní de Noya), Cavas Rovellats (San Martín Sarroca), castillo e iglesia de San Martín Sarroca, Monasterio de Santa Cecília de Montserrat, iglesia de Torrellas de Llobregat, puente románico de Vich, Fábrica La Piara (Manlleu), conjunto del pueblo de Rupit e iglesia del Monasterio de San Jaime Frontañán.

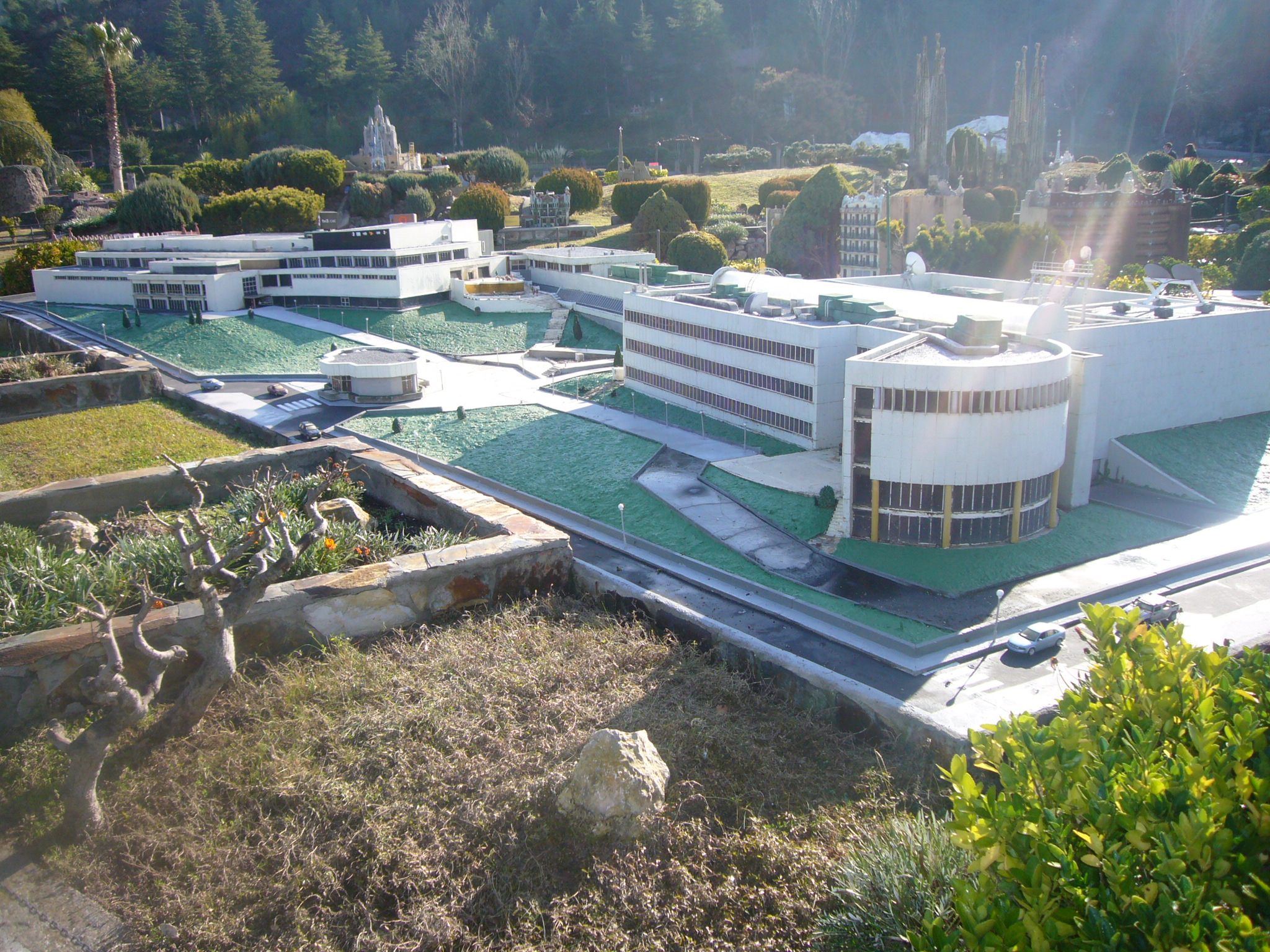
Sede de la Televisió de Catalunya.
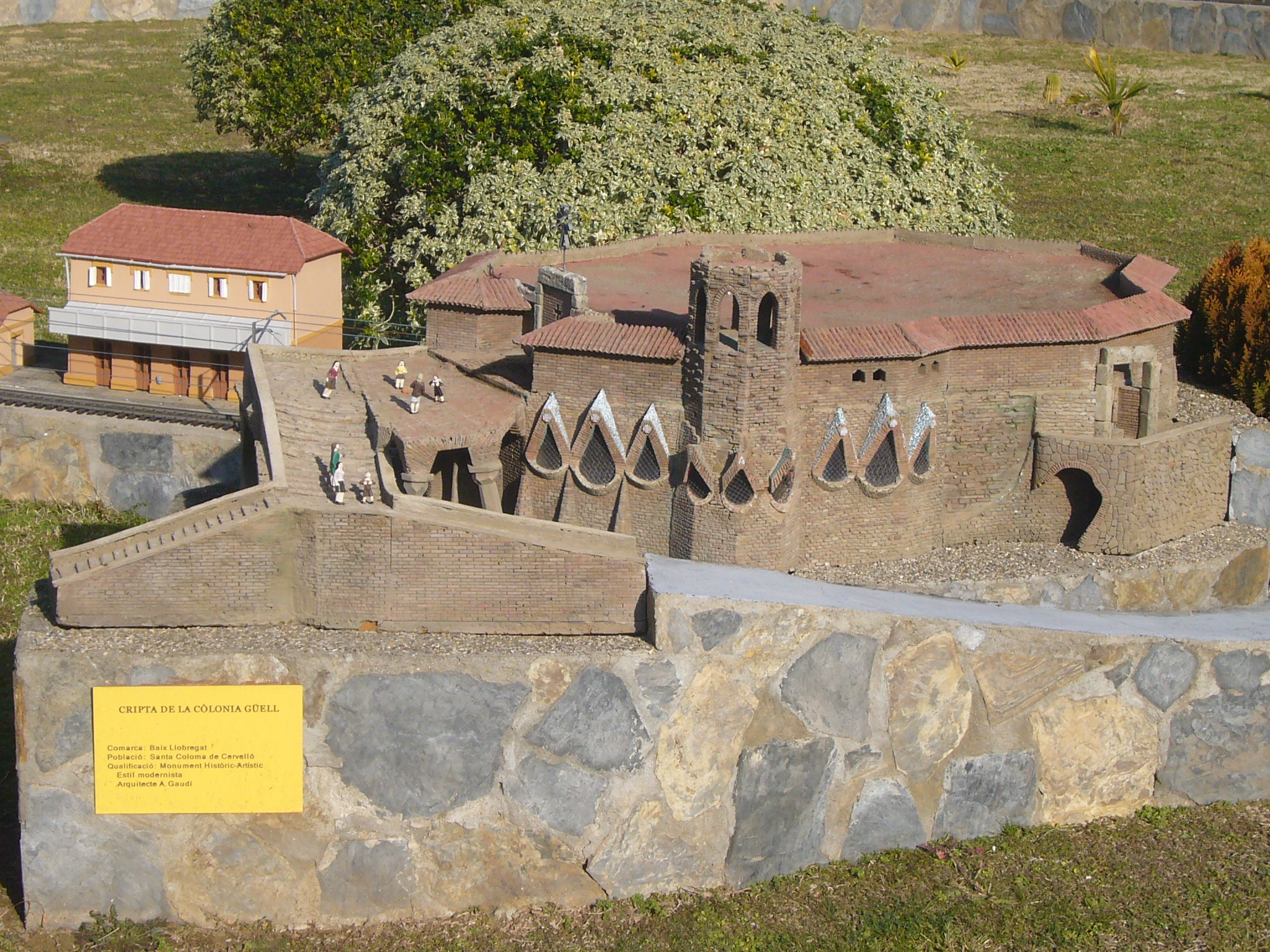
Cripta de la Colonia Güell.
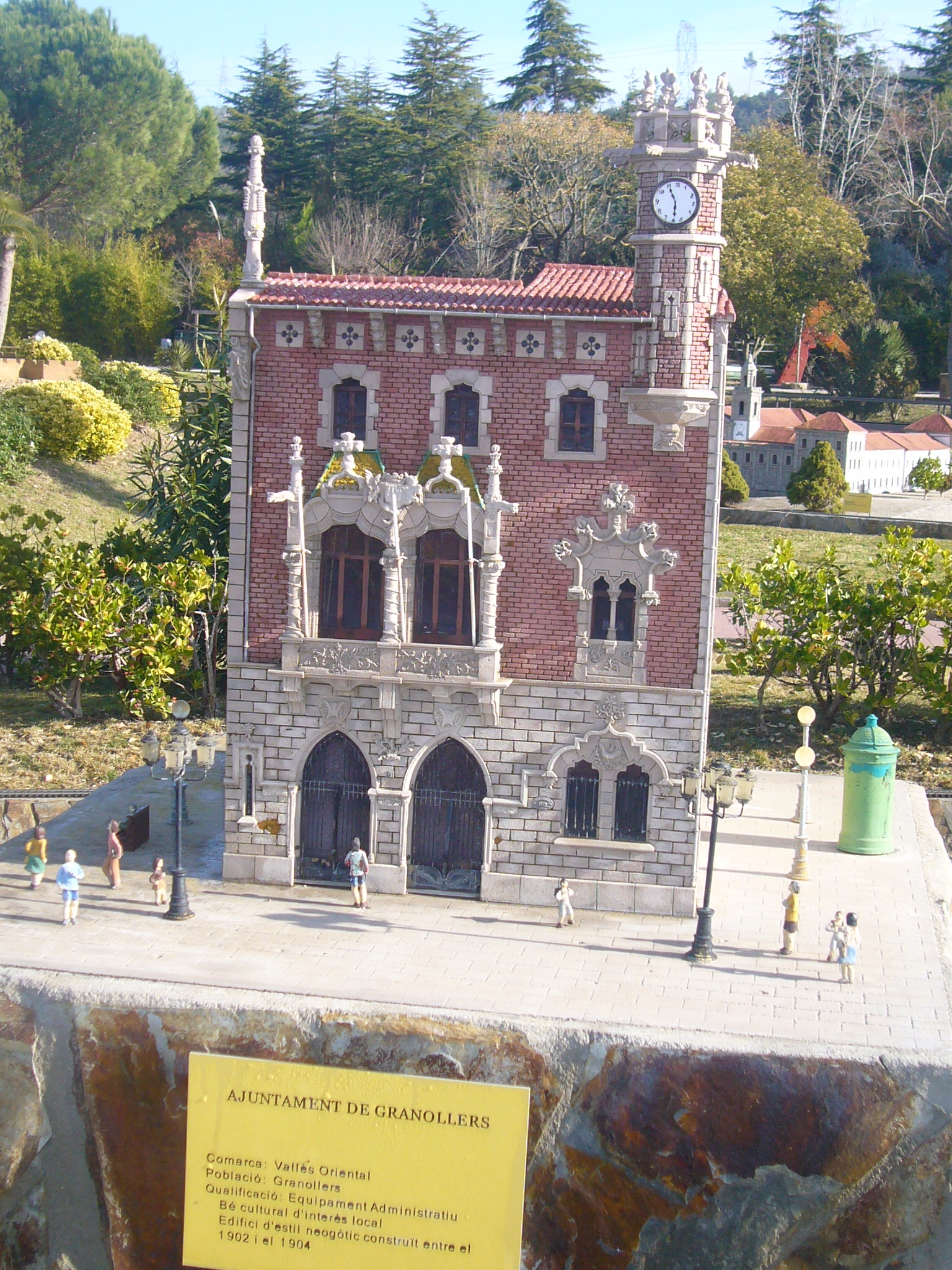
Ayuntamiento de Granollers.
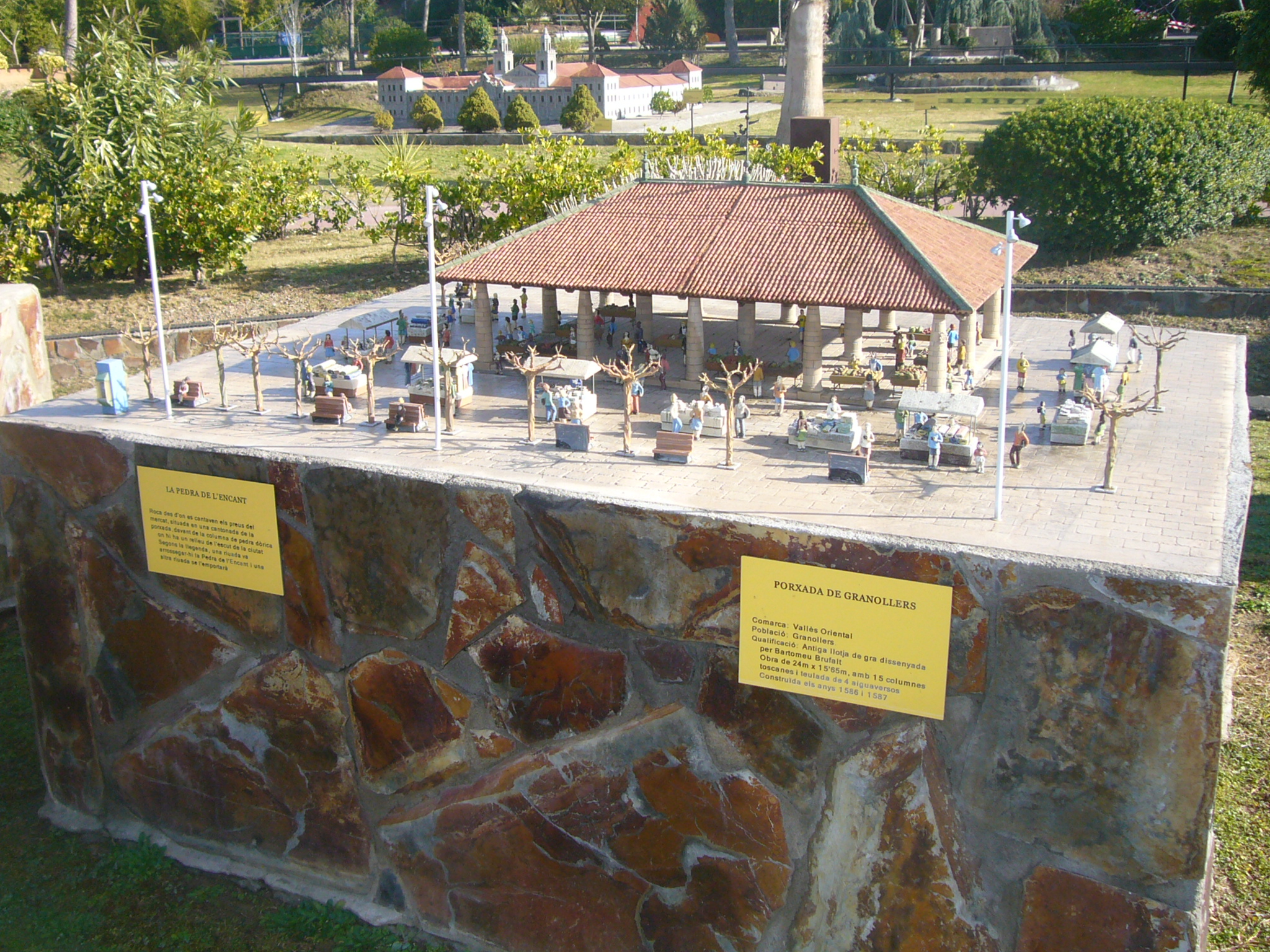
La Porxada (Granollers).
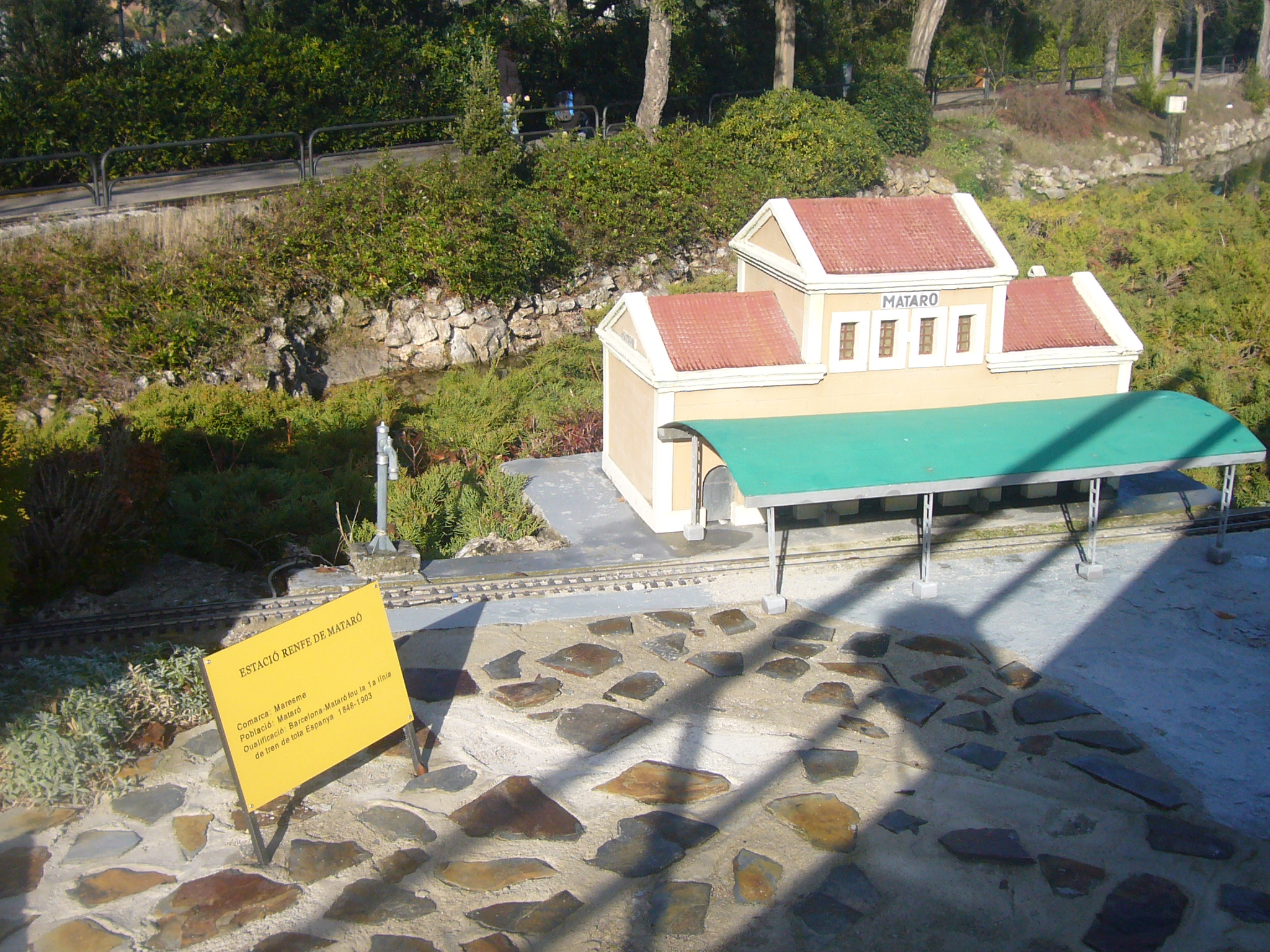
Estación de Mataró.
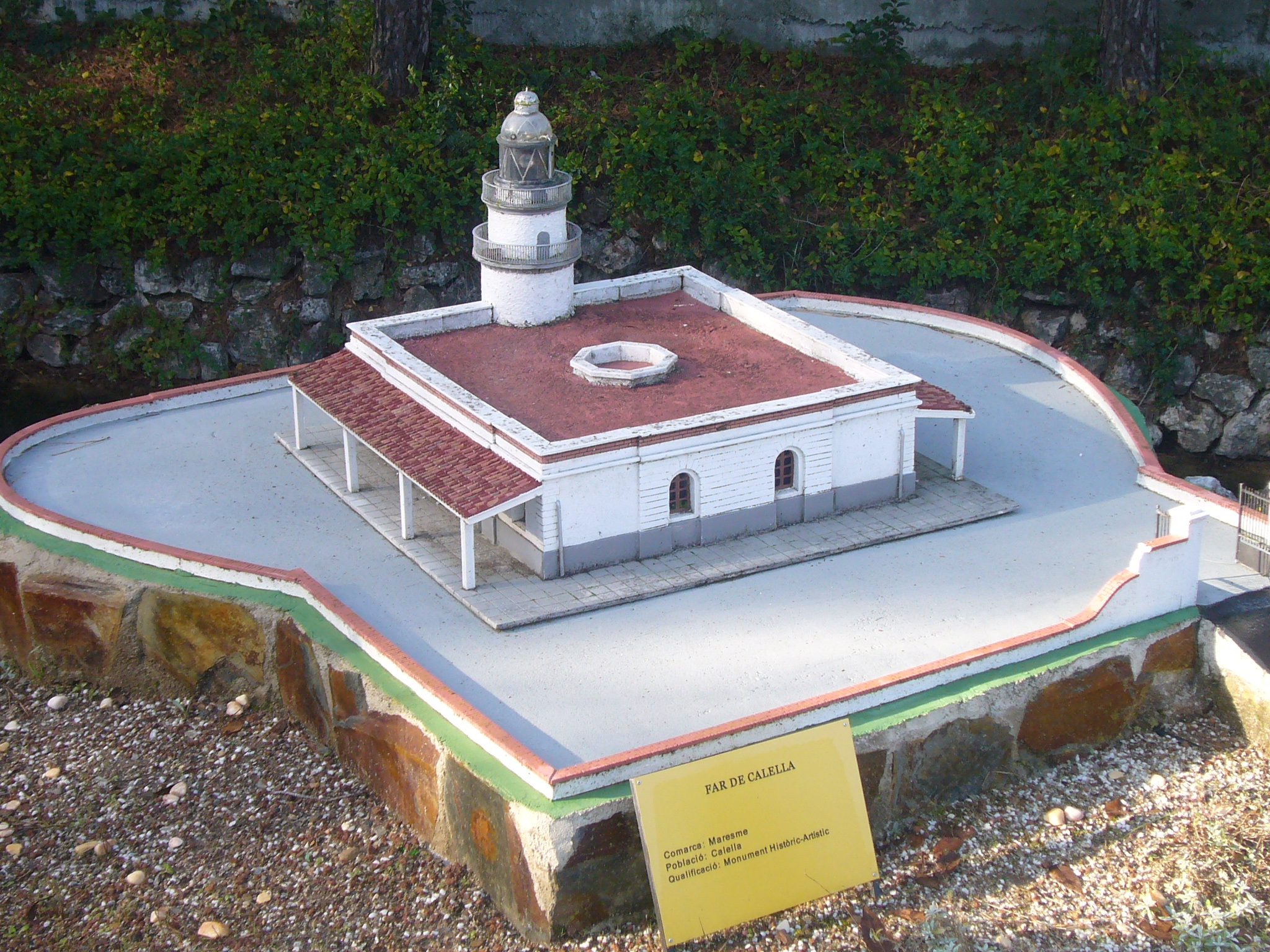
Faro de Calella.
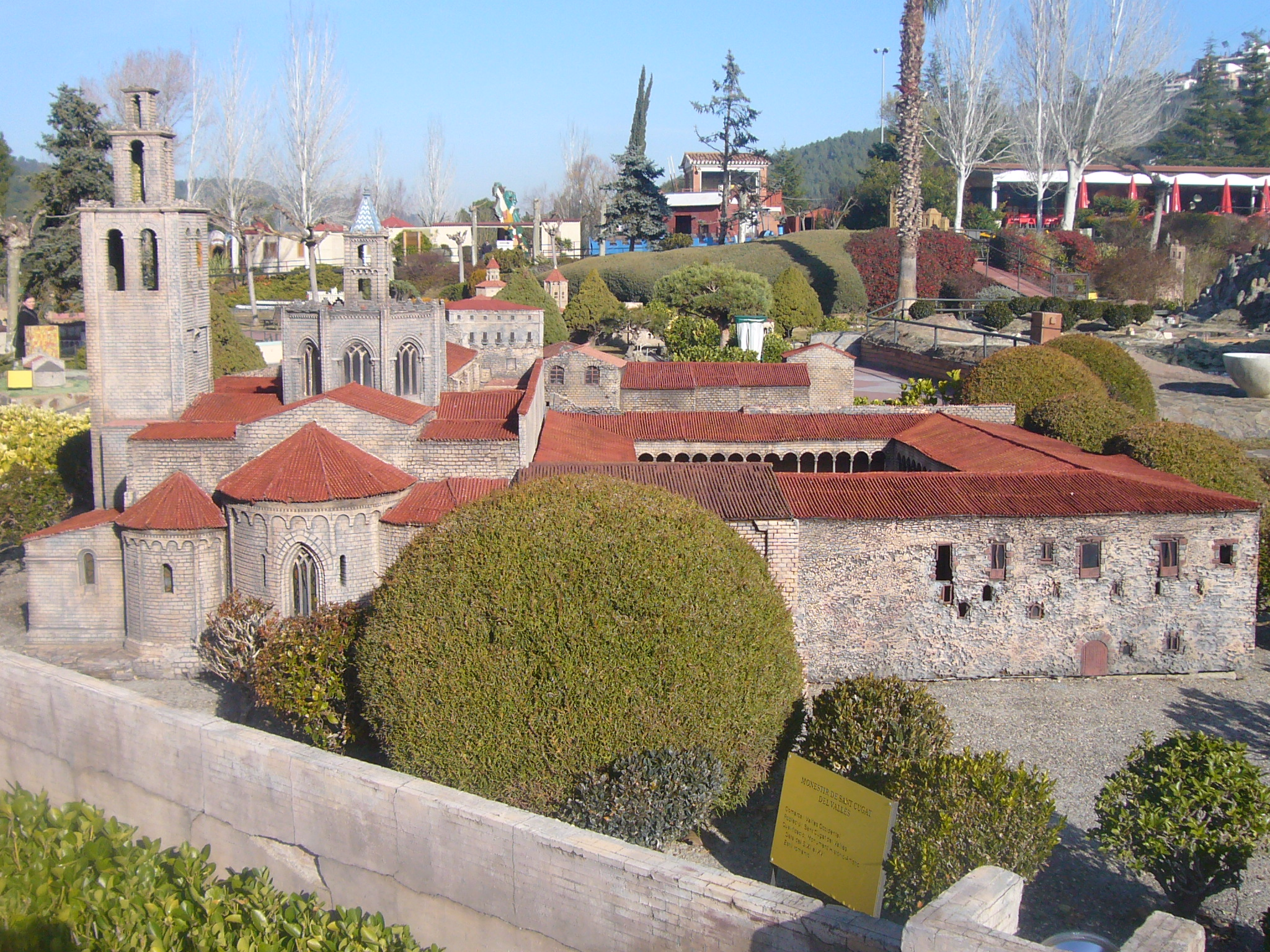
Monasterio de San Cugat del Vallés.
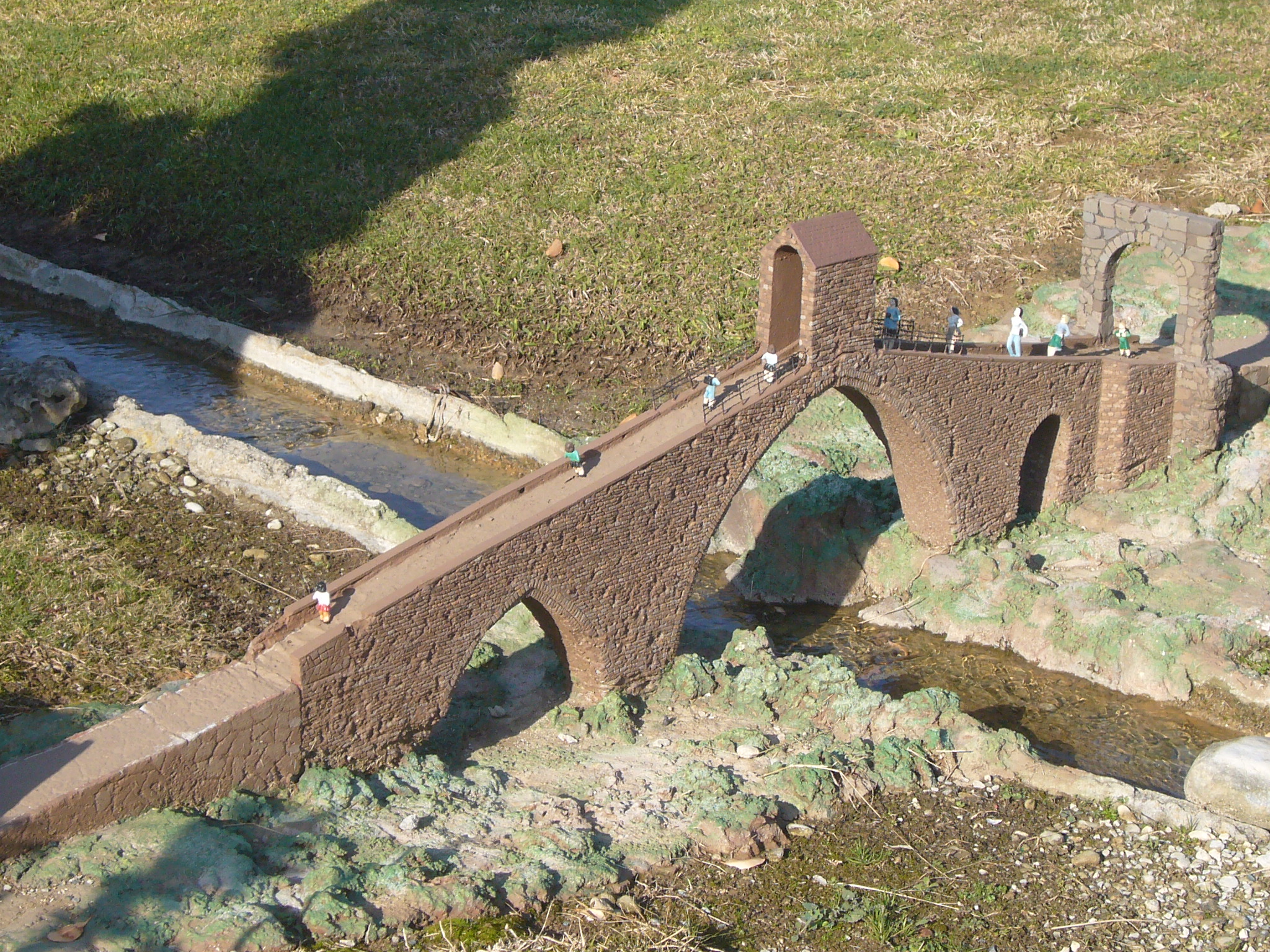
Puente del Diablo (Martorell).
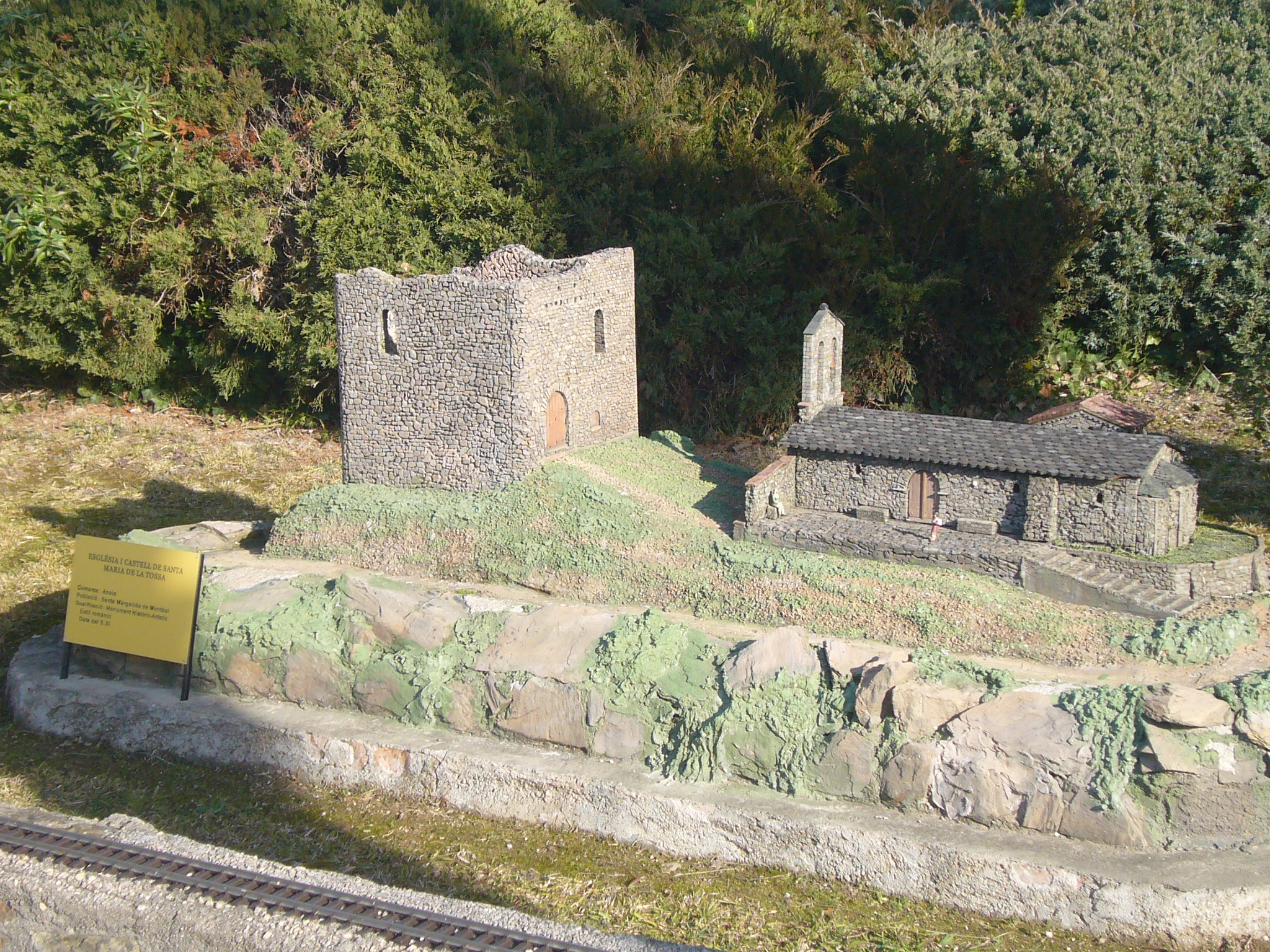
Castillo e iglesia de Santa María de la Tossa.
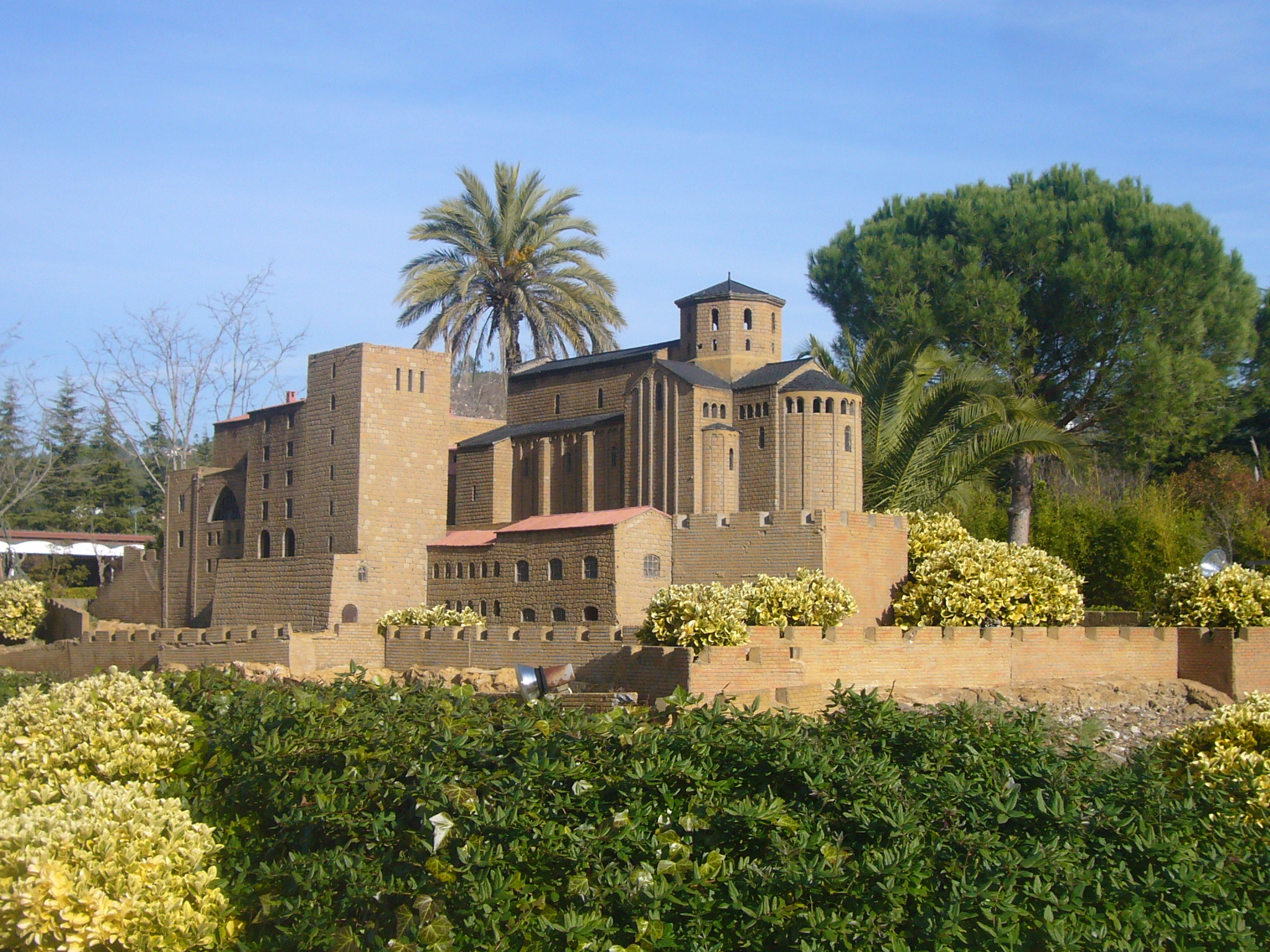
Castillo de Cardona.
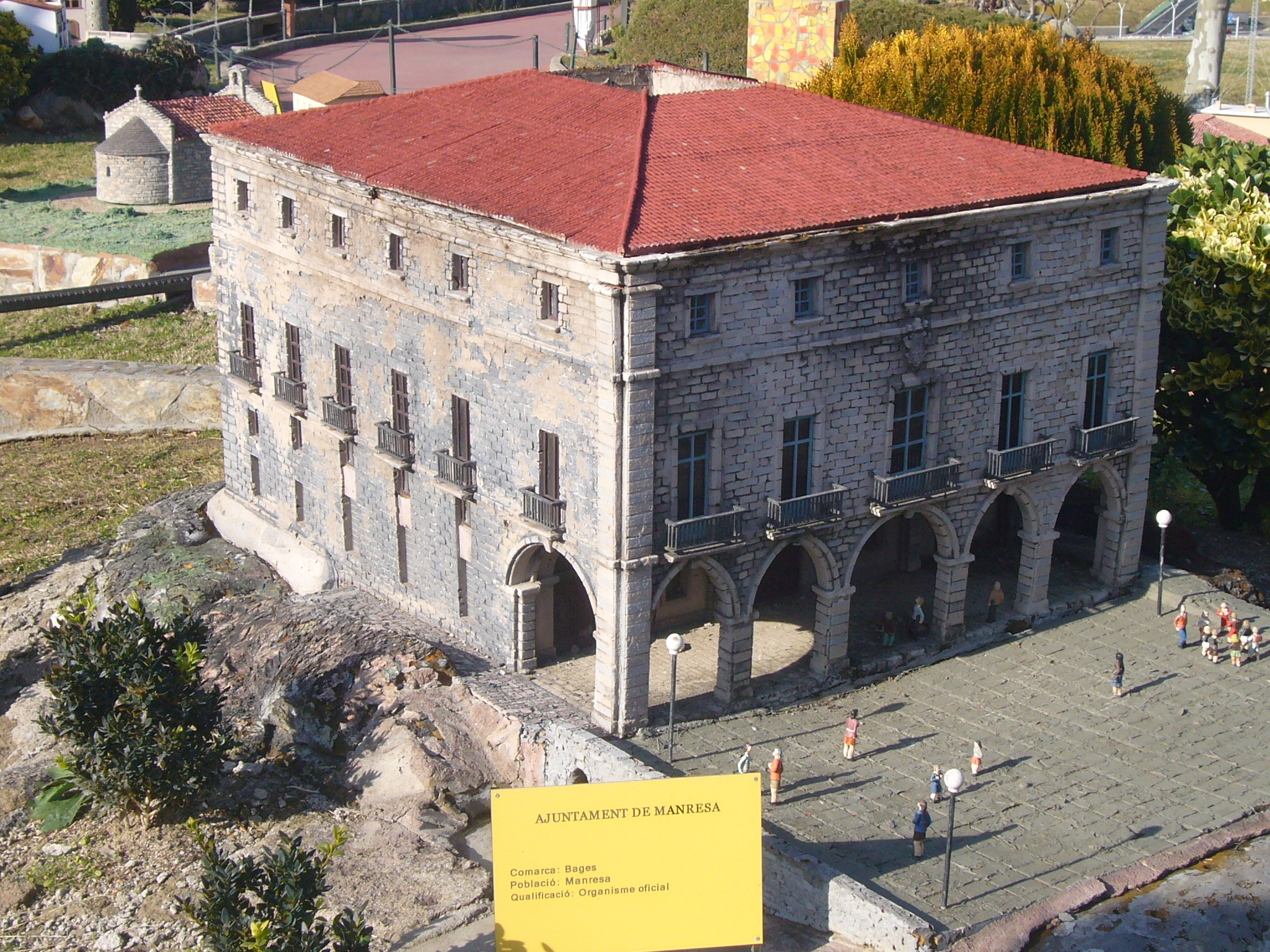
Ayuntamiento de Manresa.
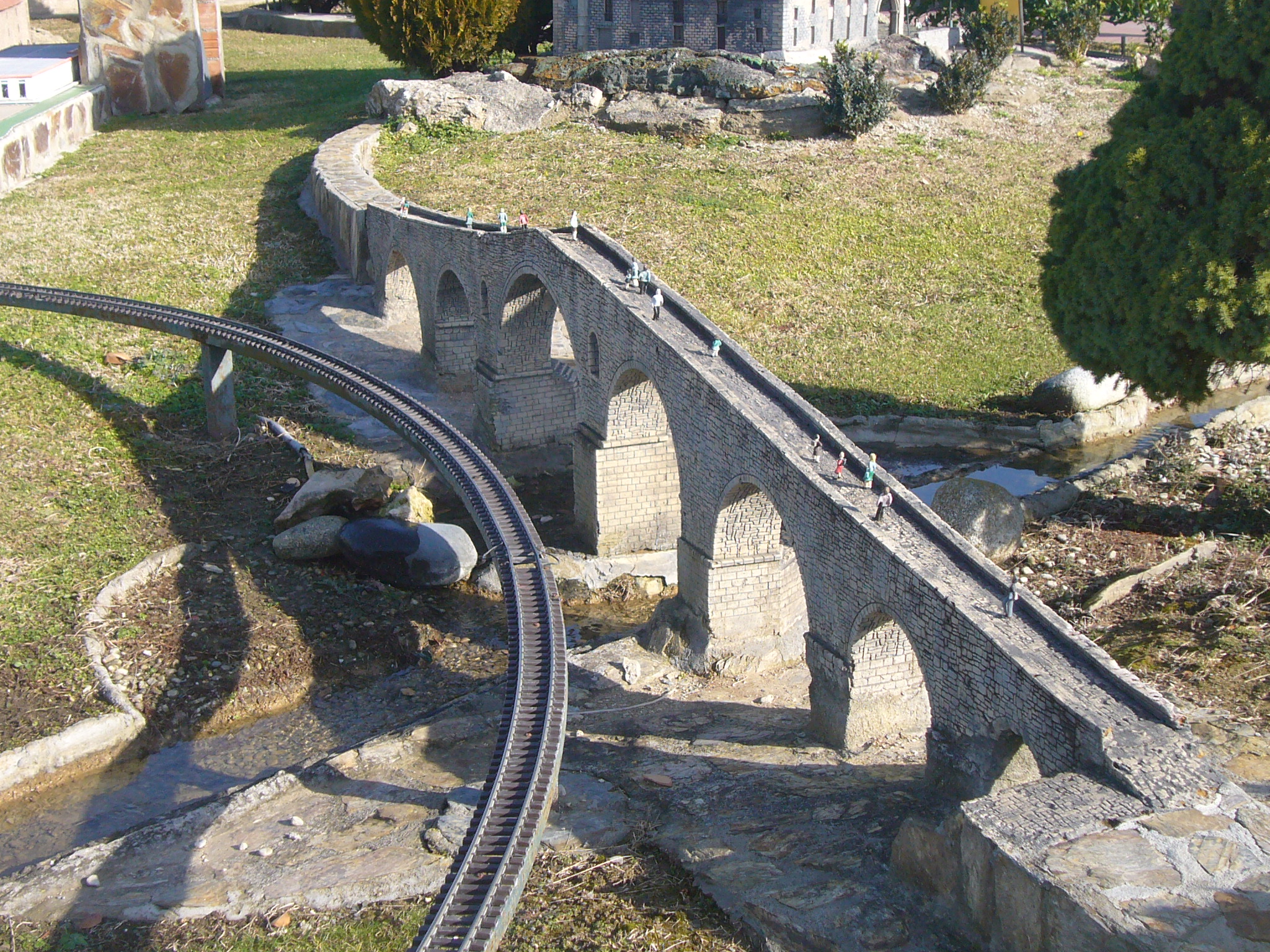
Puente viejo de Manresa.
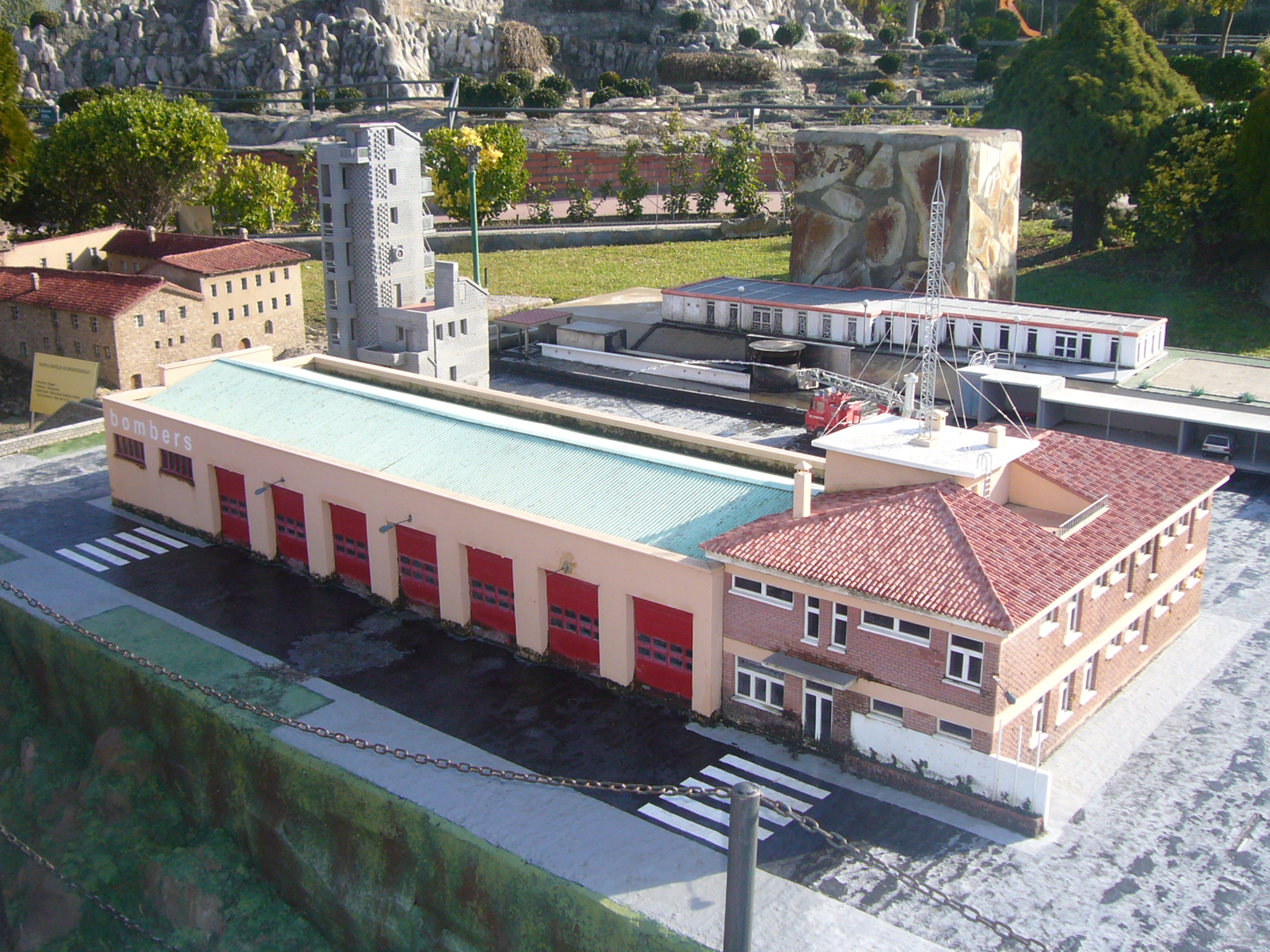
Bomberos de Manresa.
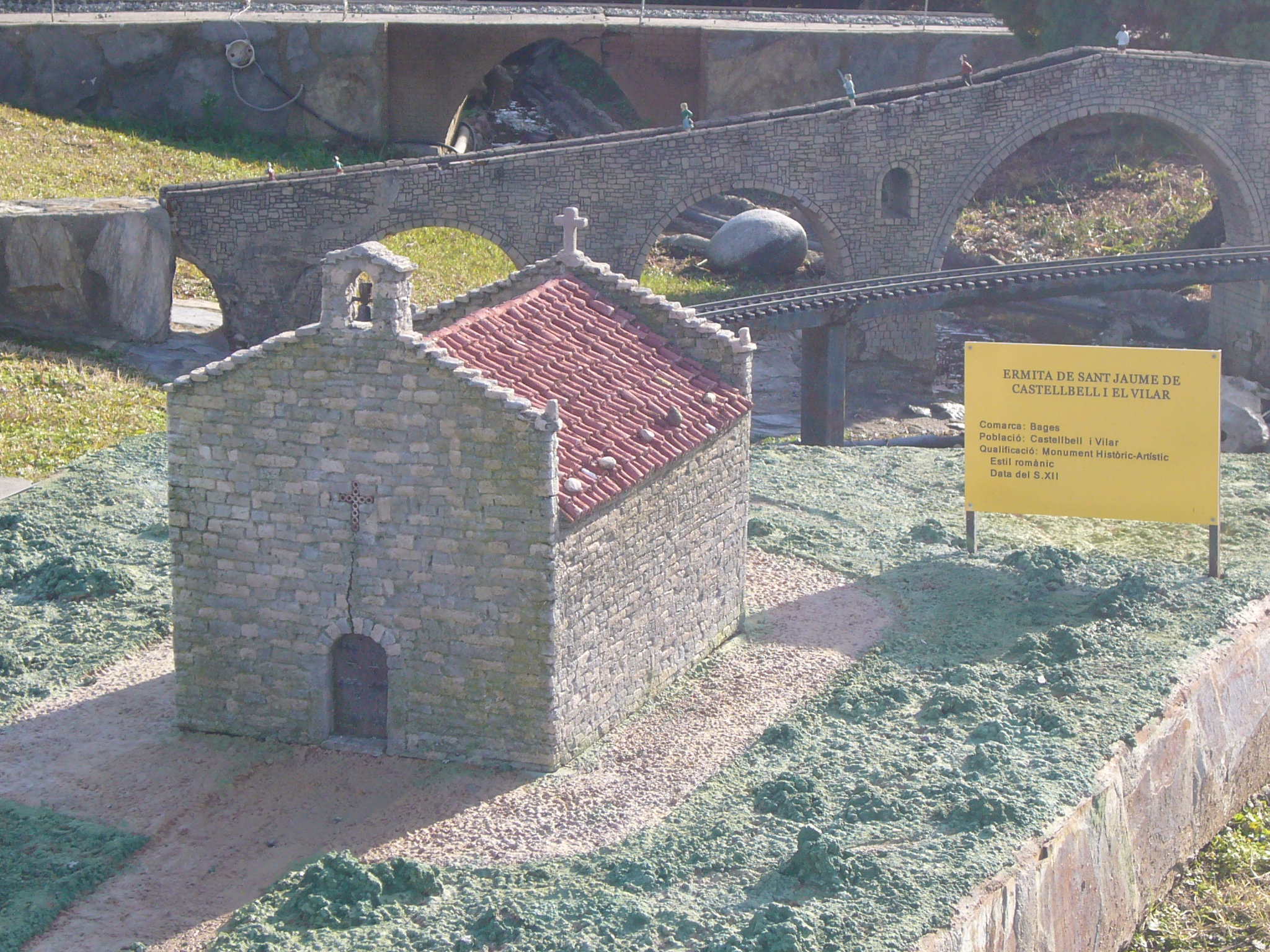
Ermita de San Jaime de Castellbell y Vilar.
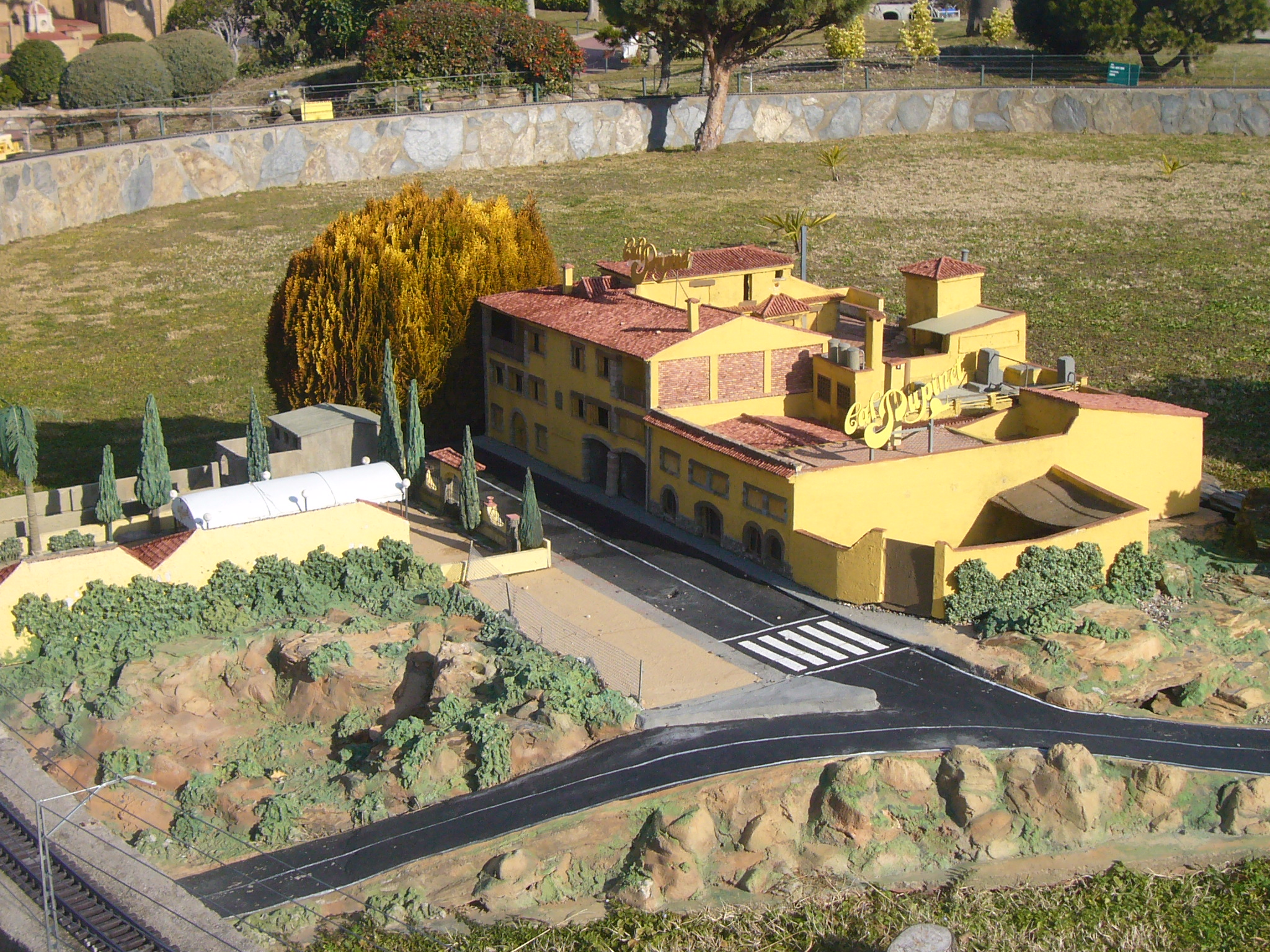
Restaurante Cal Pupinet (Castellbisbal).
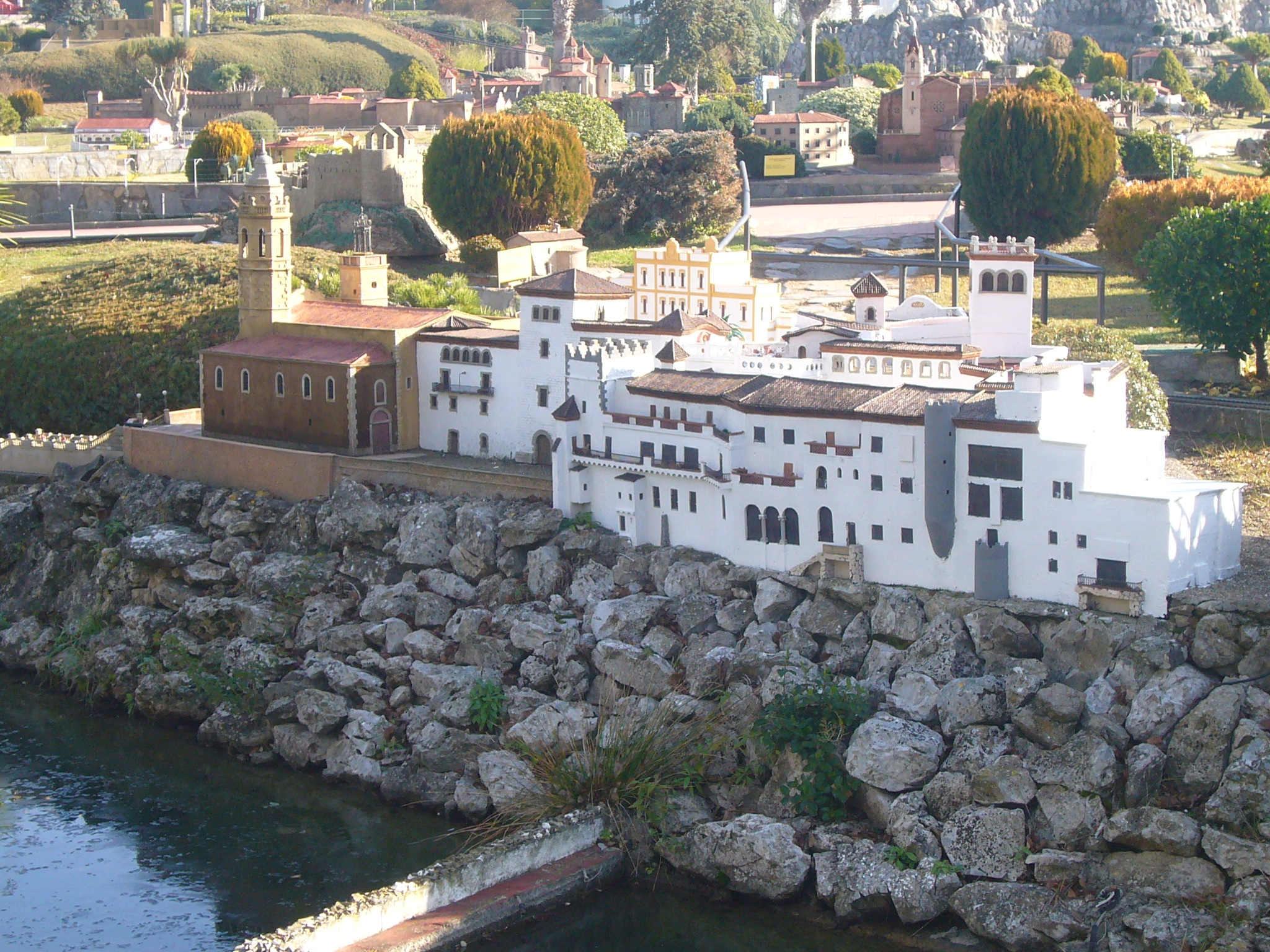
Frente marítimo de Sitges.
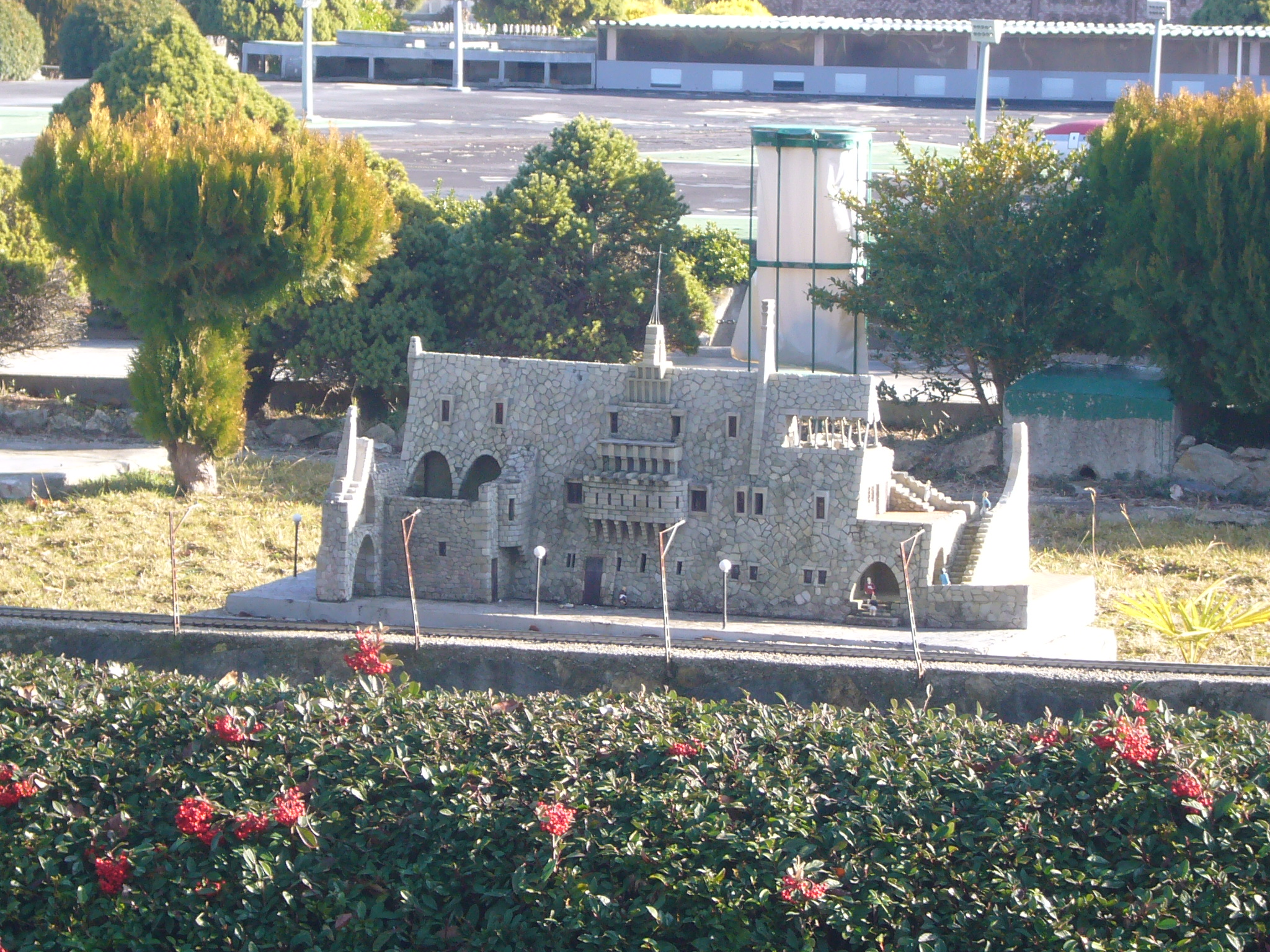
Bodegas Güell.
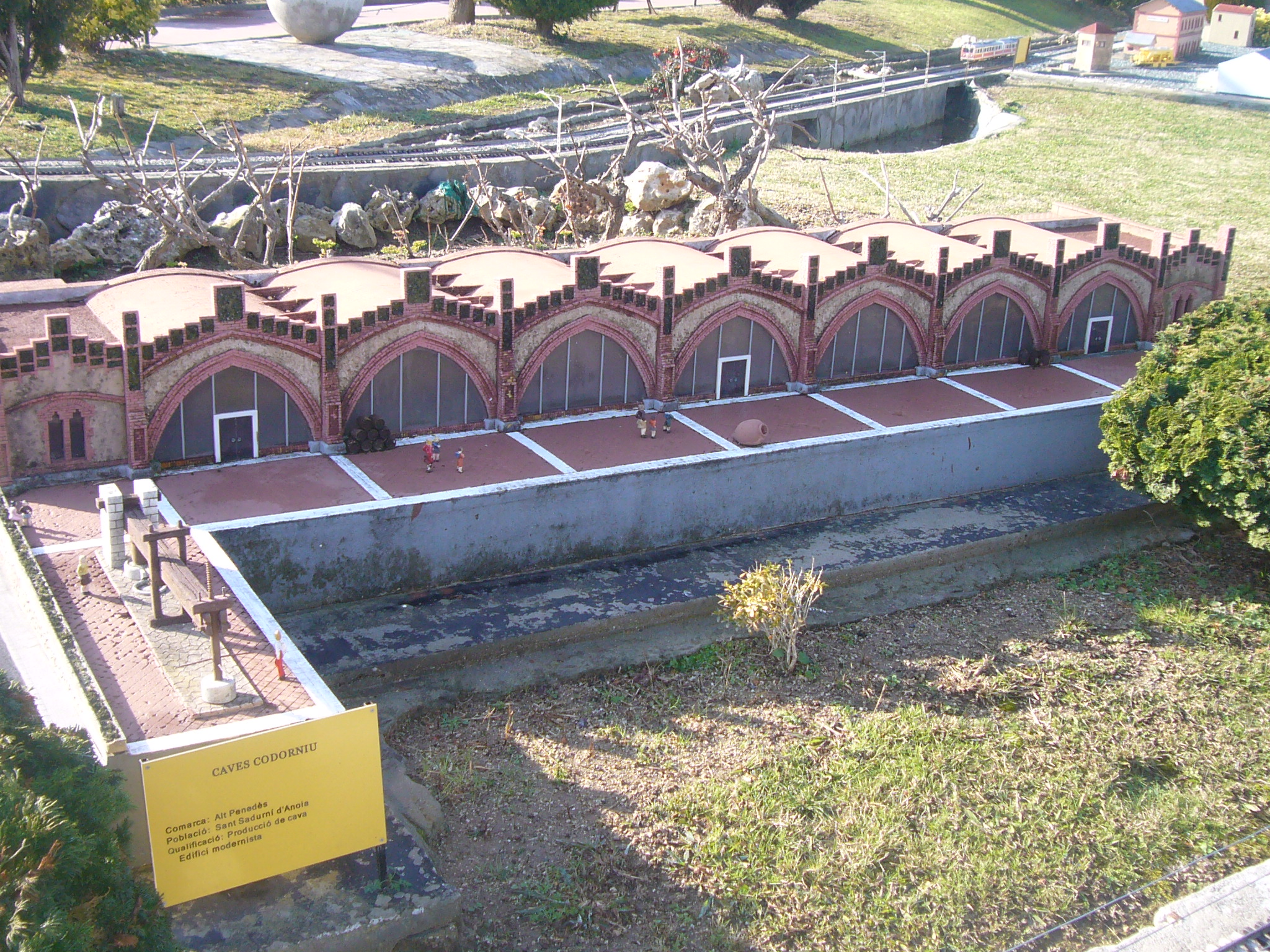
Cavas Codorníu.
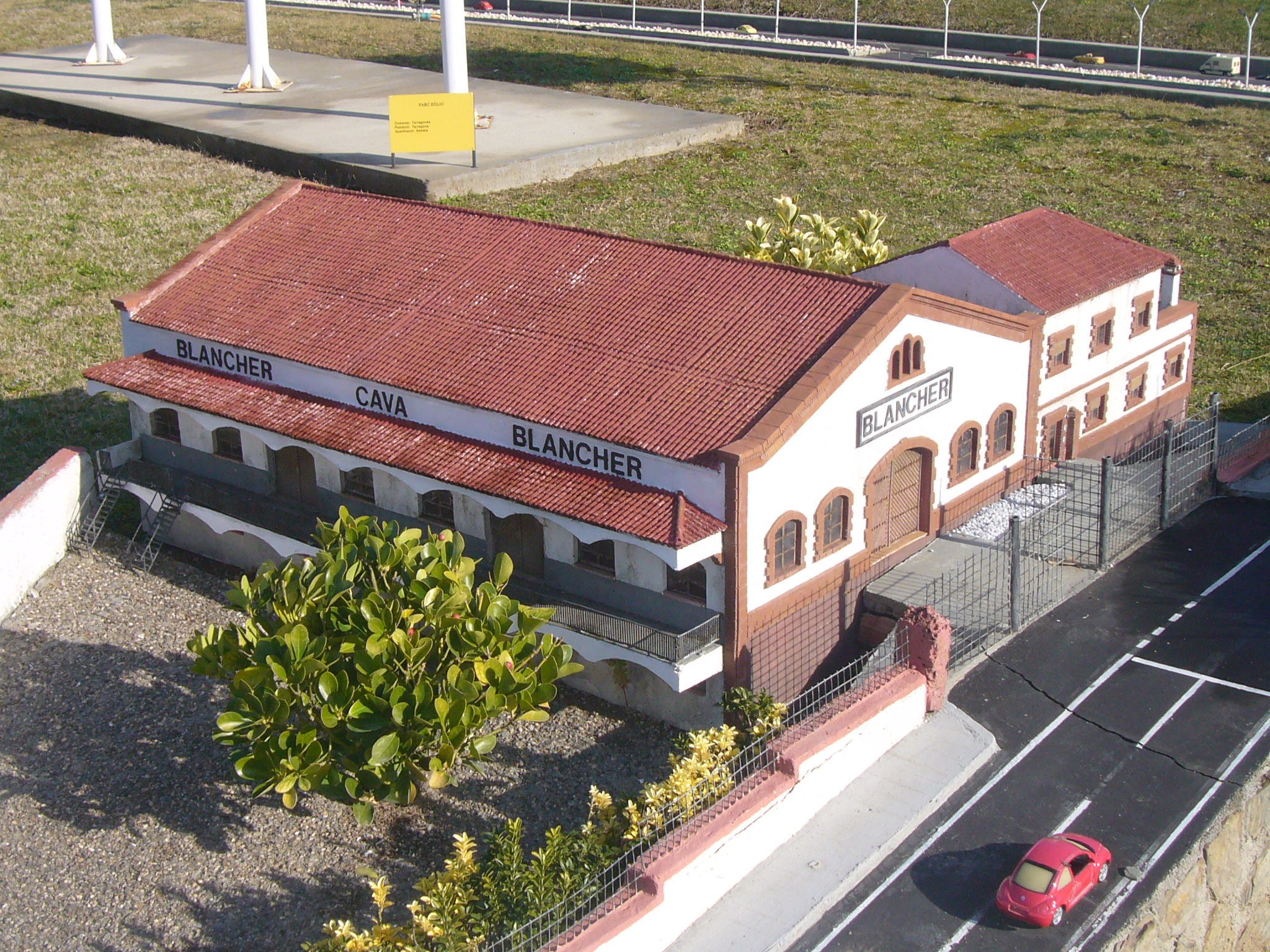
Cavas Blancher (San Sadurní de Noya).
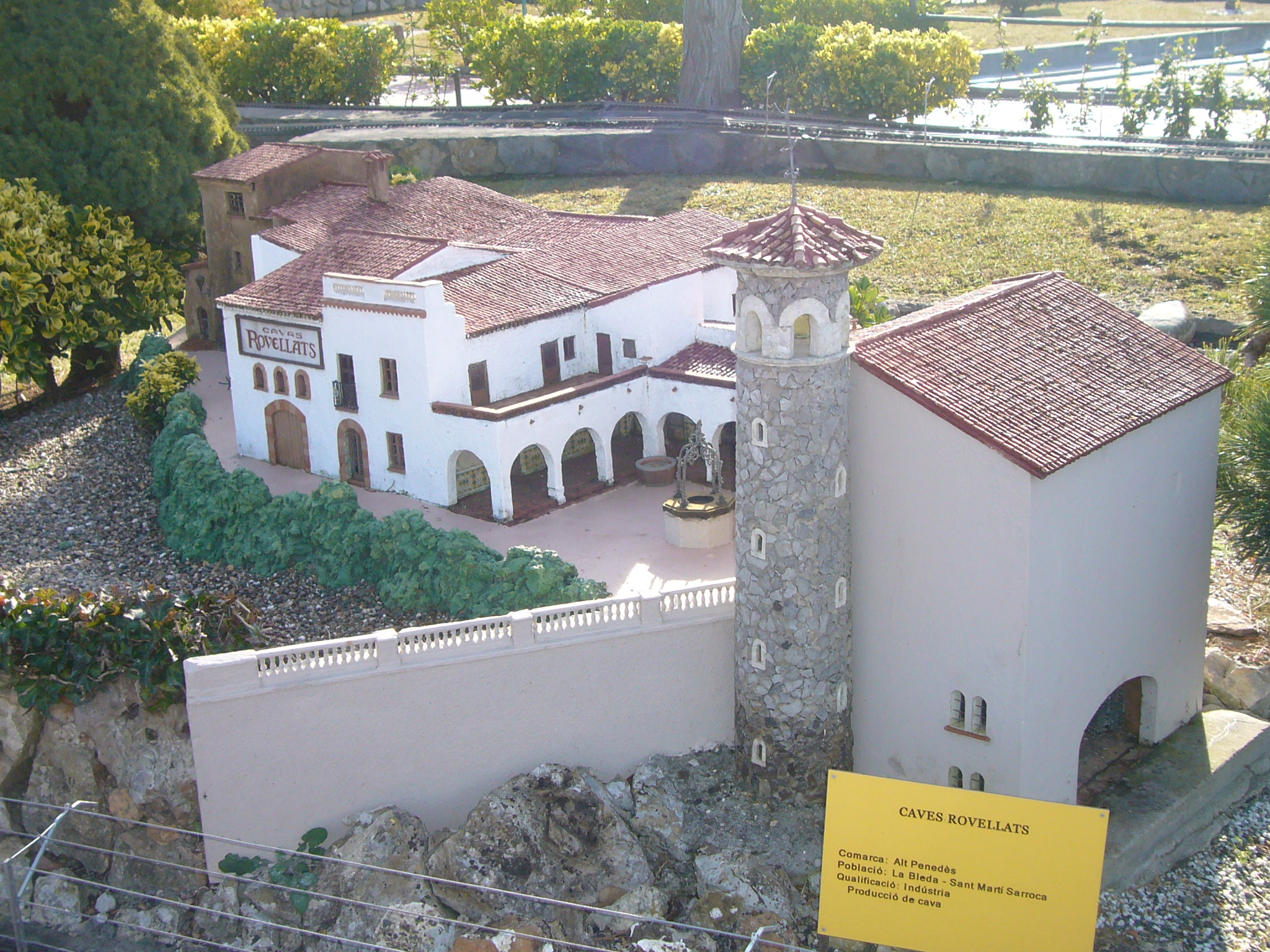
Cavas Rovellats (San Martín Sarroca).
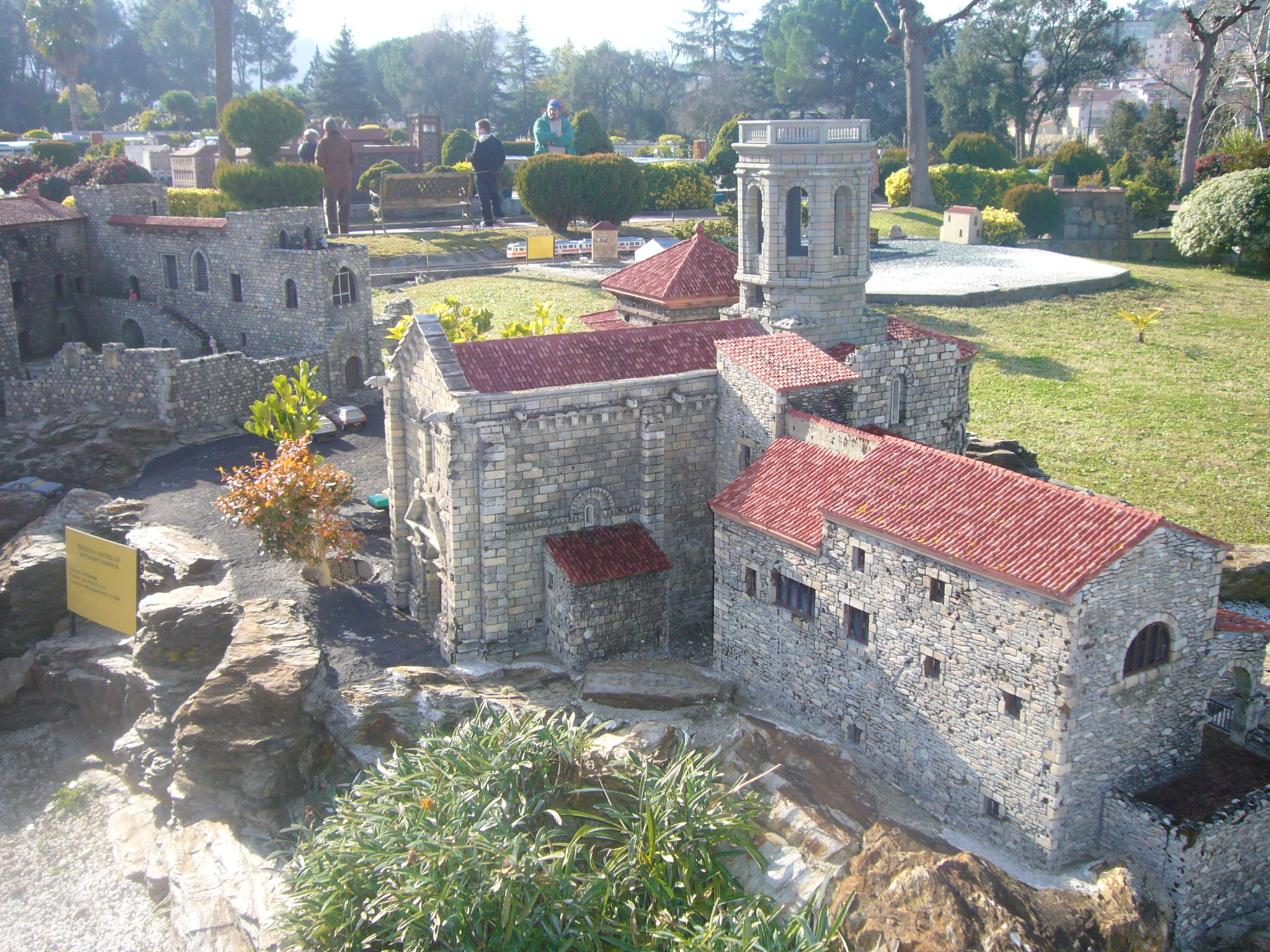
Castillo e iglesia de San Martín Sarroca.
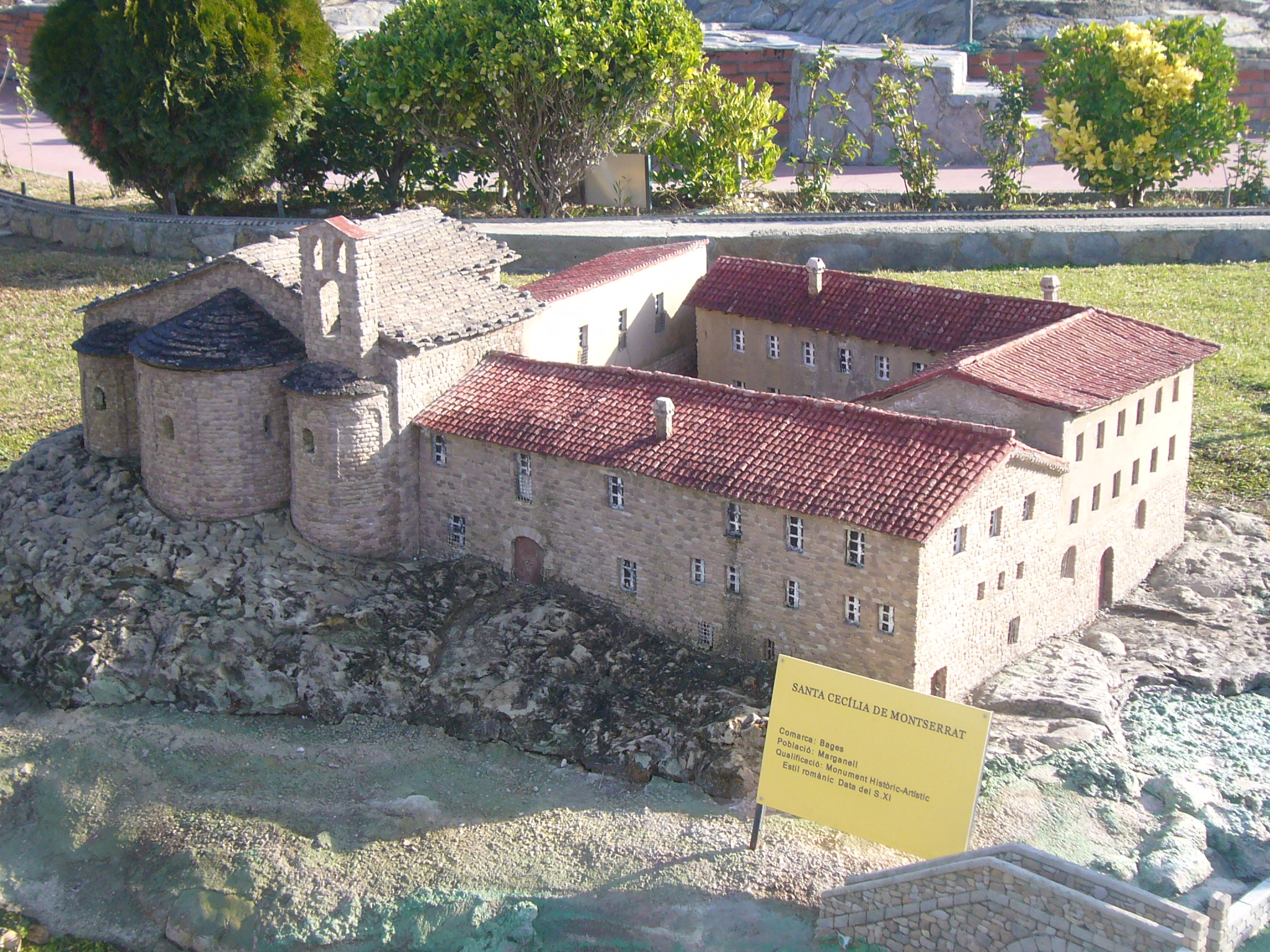
Monasterio de Santa Cecília de Montserrat.
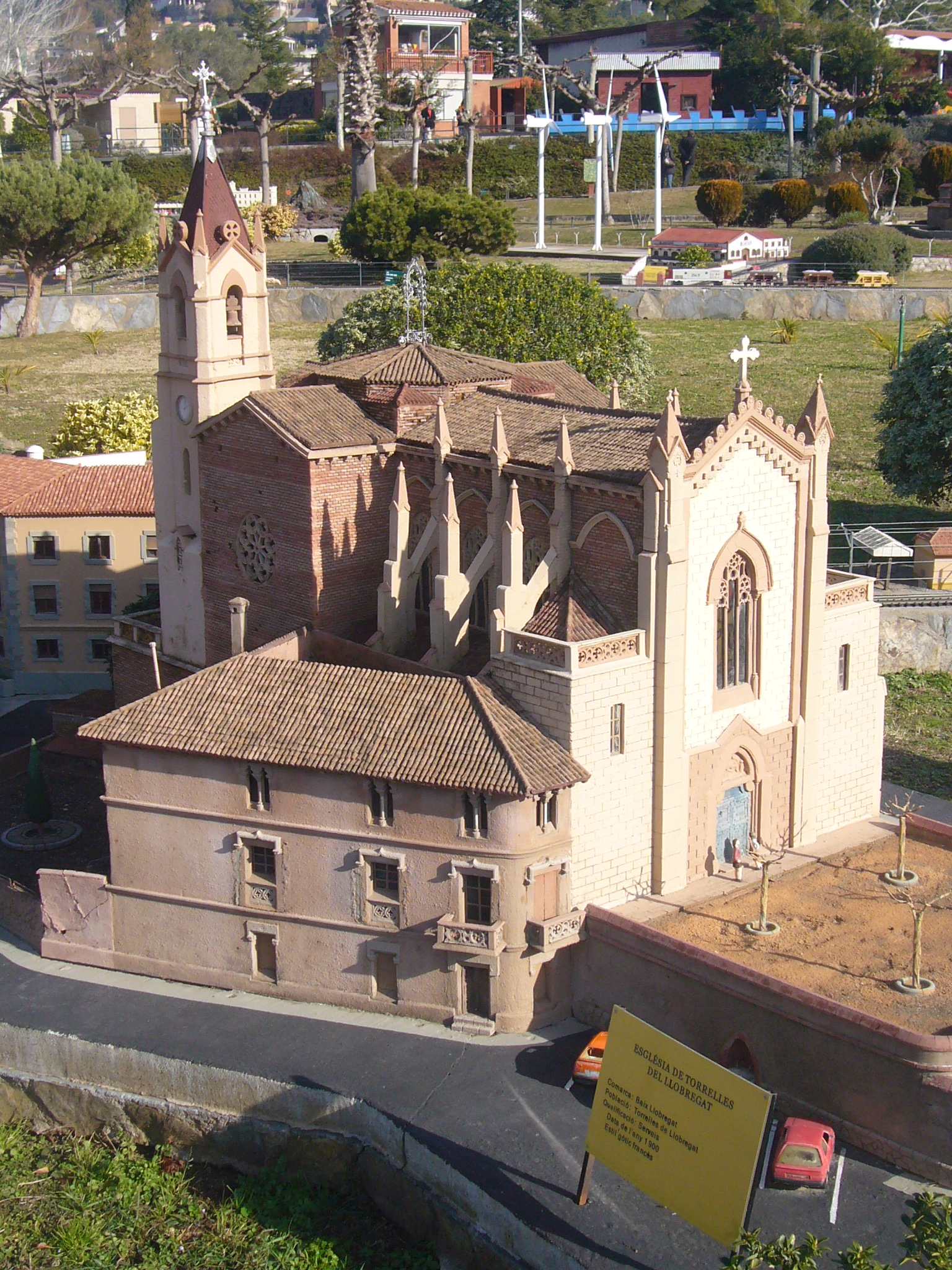
Iglesia de Torrellas de Llobregat.
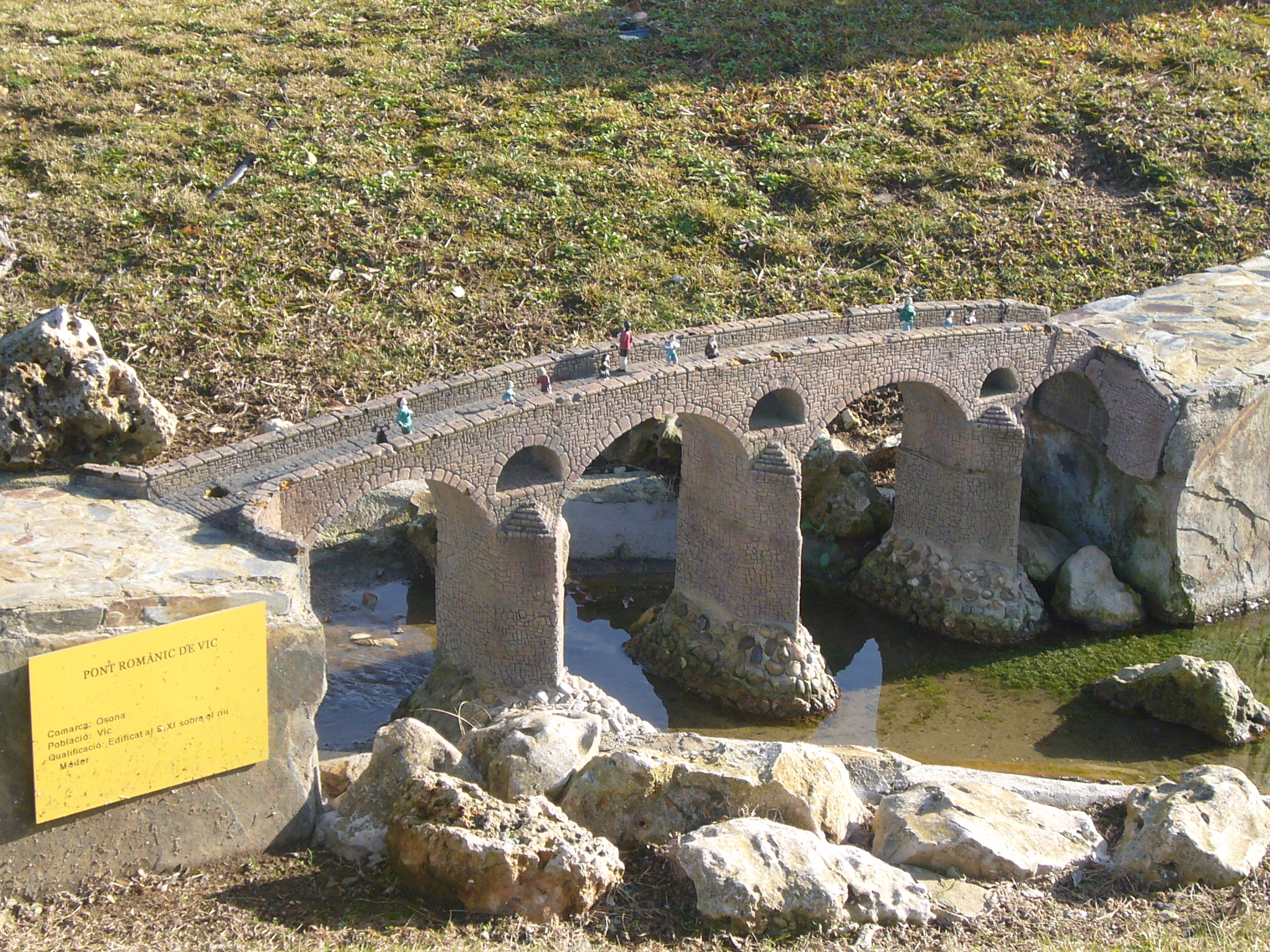
Puente románico de Vich.
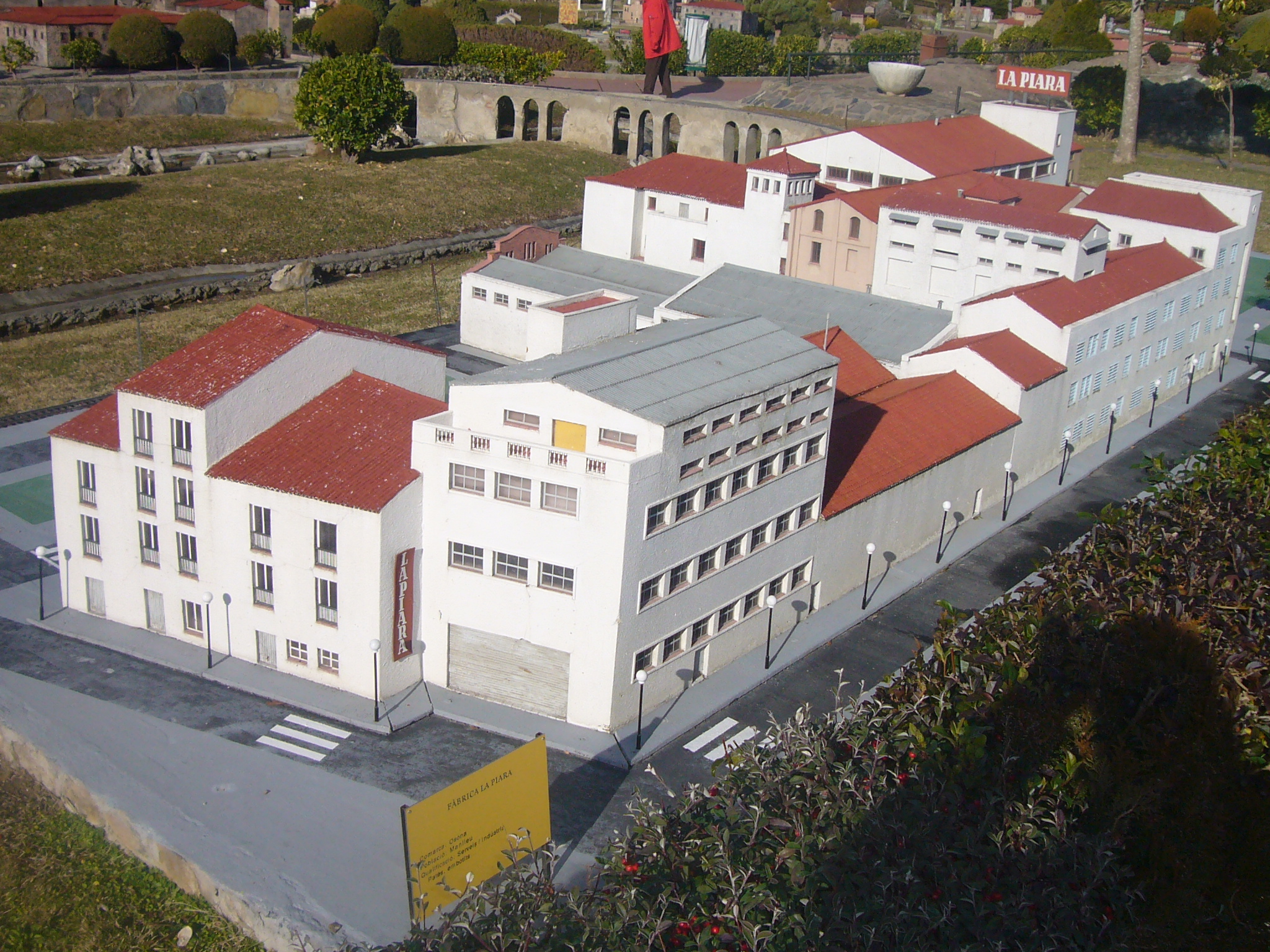
Fábrica La Piara (Manlleu).
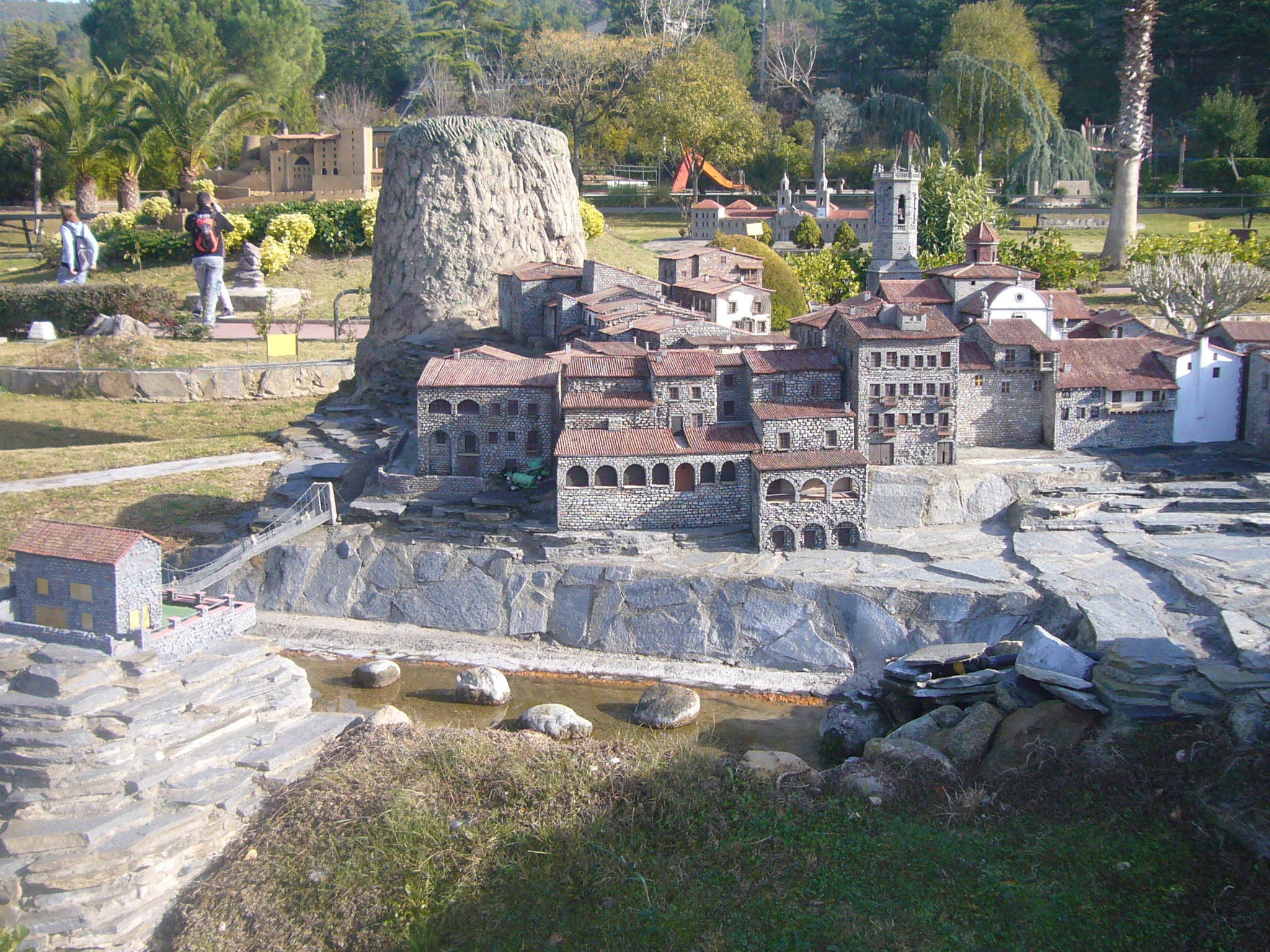
Pueblo de Rupit.
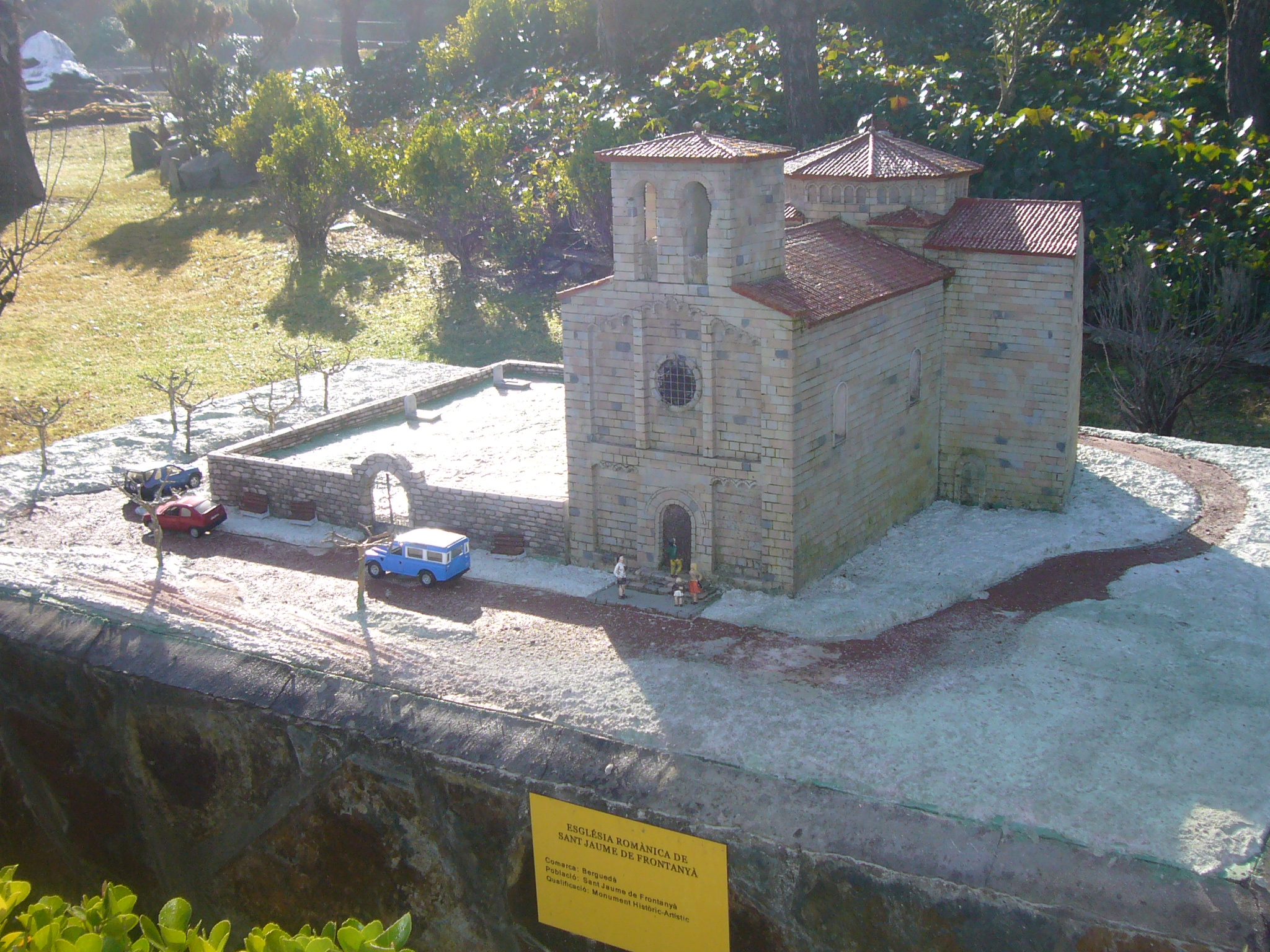
Monasterio de San Jaime Frontañán.

### Provincia de Gerona
- Catedral de Santa María de Gerona, monasterio de San Pedro de Galligans, monasterio de Ripoll, Ayuntamiento y Archivo de Ripoll, Iglesia de Sant Martí de Surroca (Ogassa), iglesia de Nuestra Señora de los Ángeles (Llivia), fábrica de galletas Néts de Joaquim Trias (Santa Coloma de Farnés), puente medieval de Besalú, lago de Bañolas, iglesia de Santa María de Porqueres, Torre Galatea (Museo Dalí de Figueres), monasterio de San Pedro de Roda y Vilar Rural del grupo Serhs en San Hilario Sacalm.

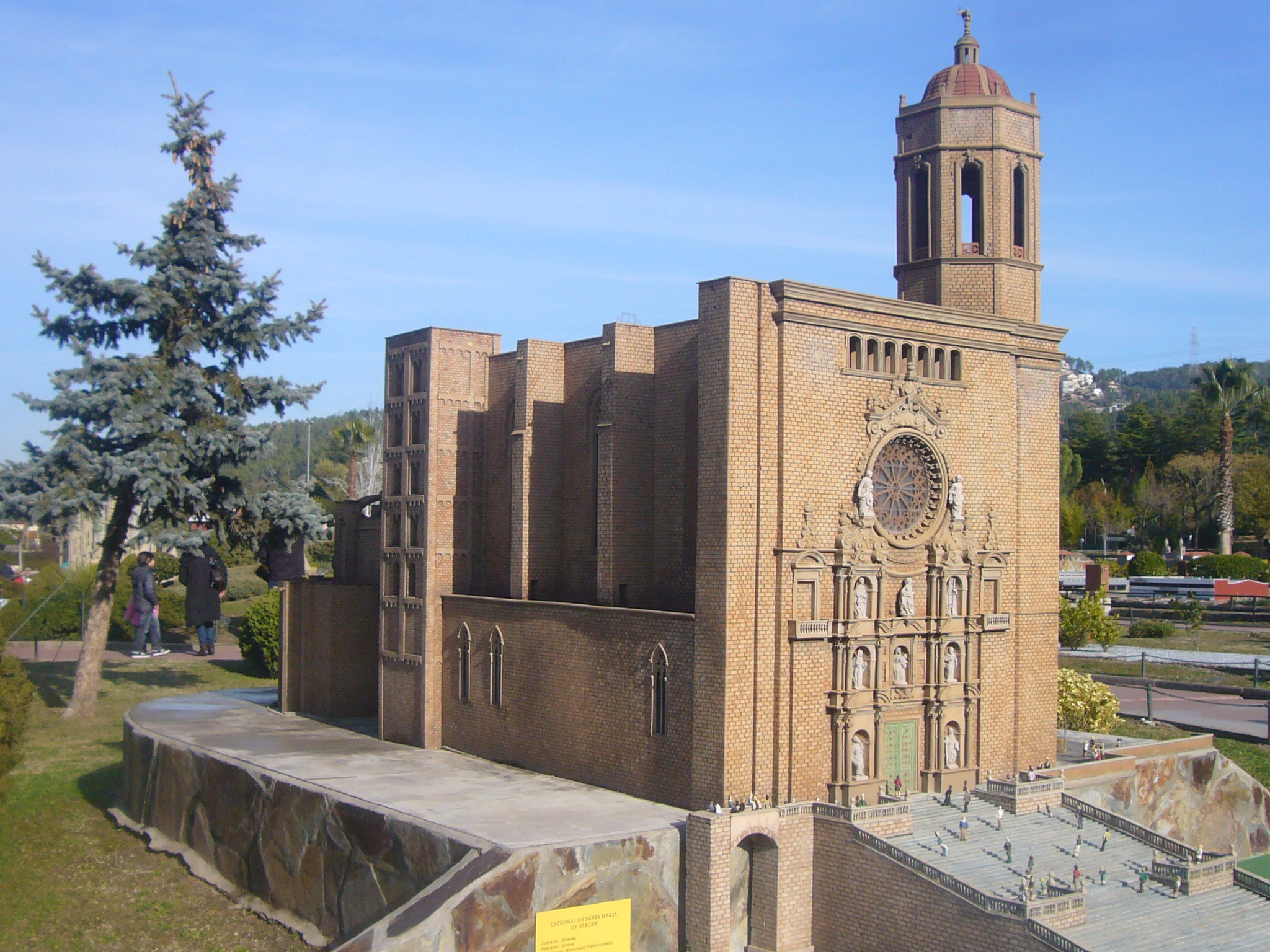
Catedral de Santa María de Gerona.
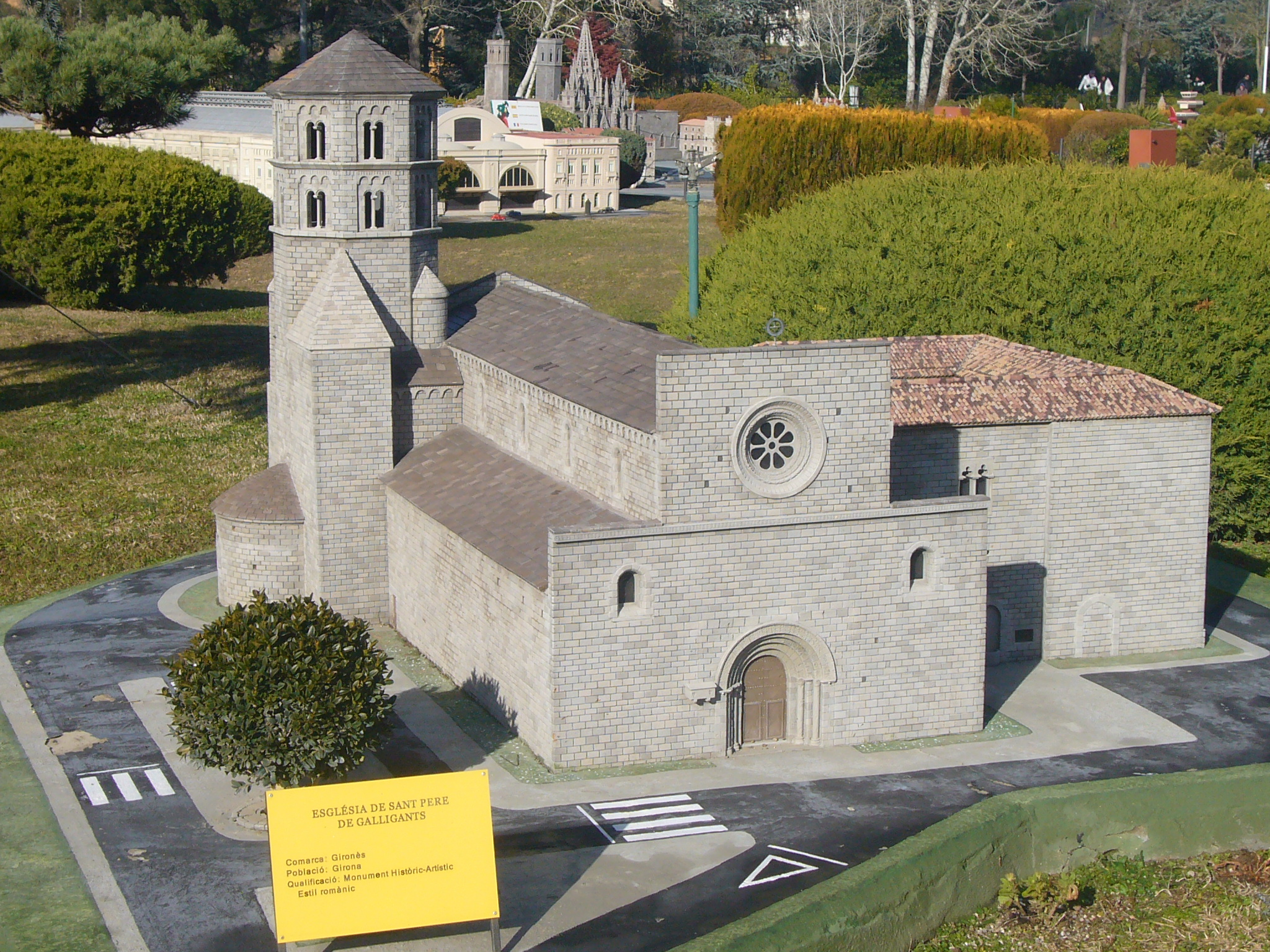
Monasterio de San Pedro de Galligans.
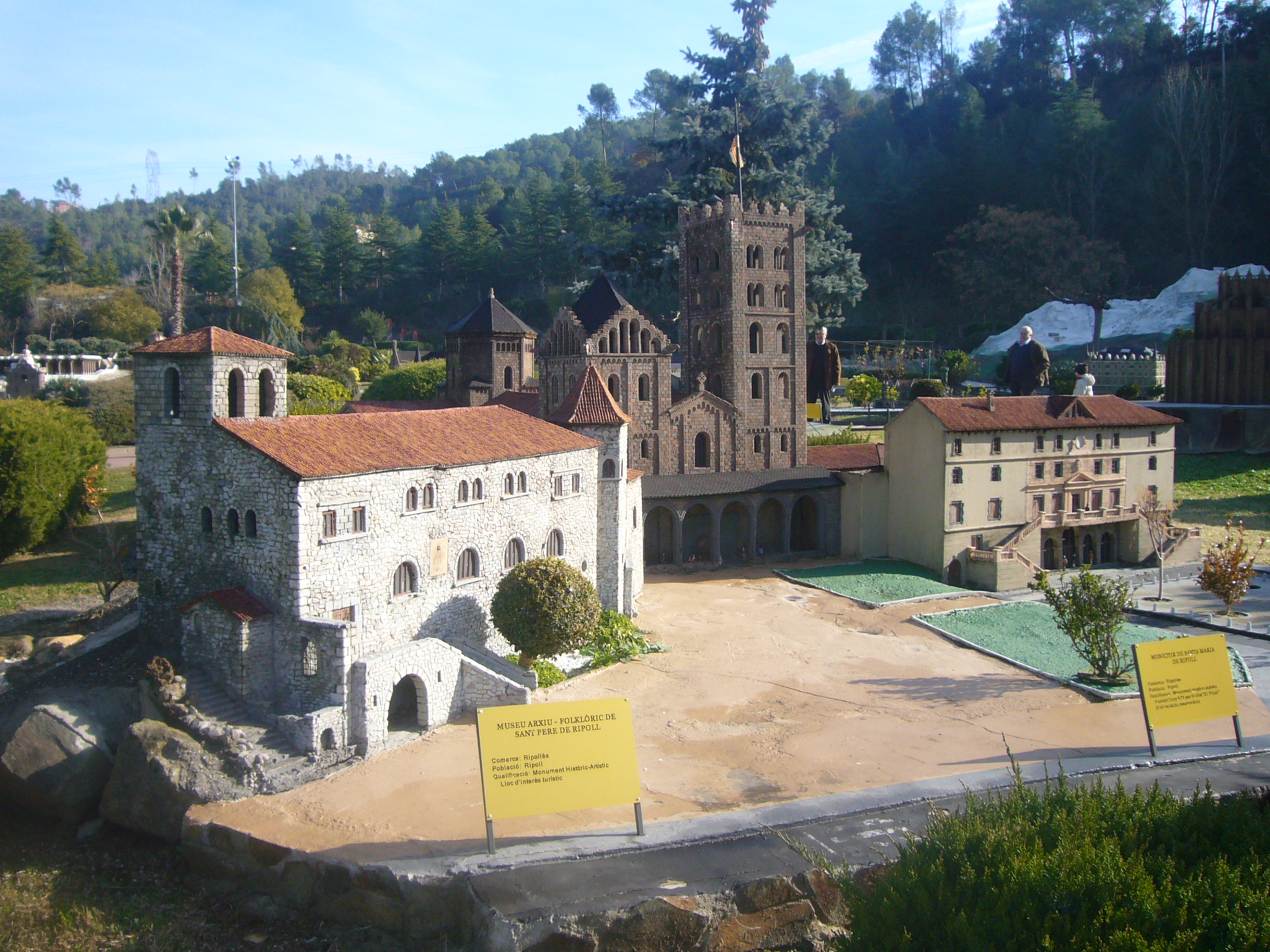
Archivo y monasterio de Ripoll.
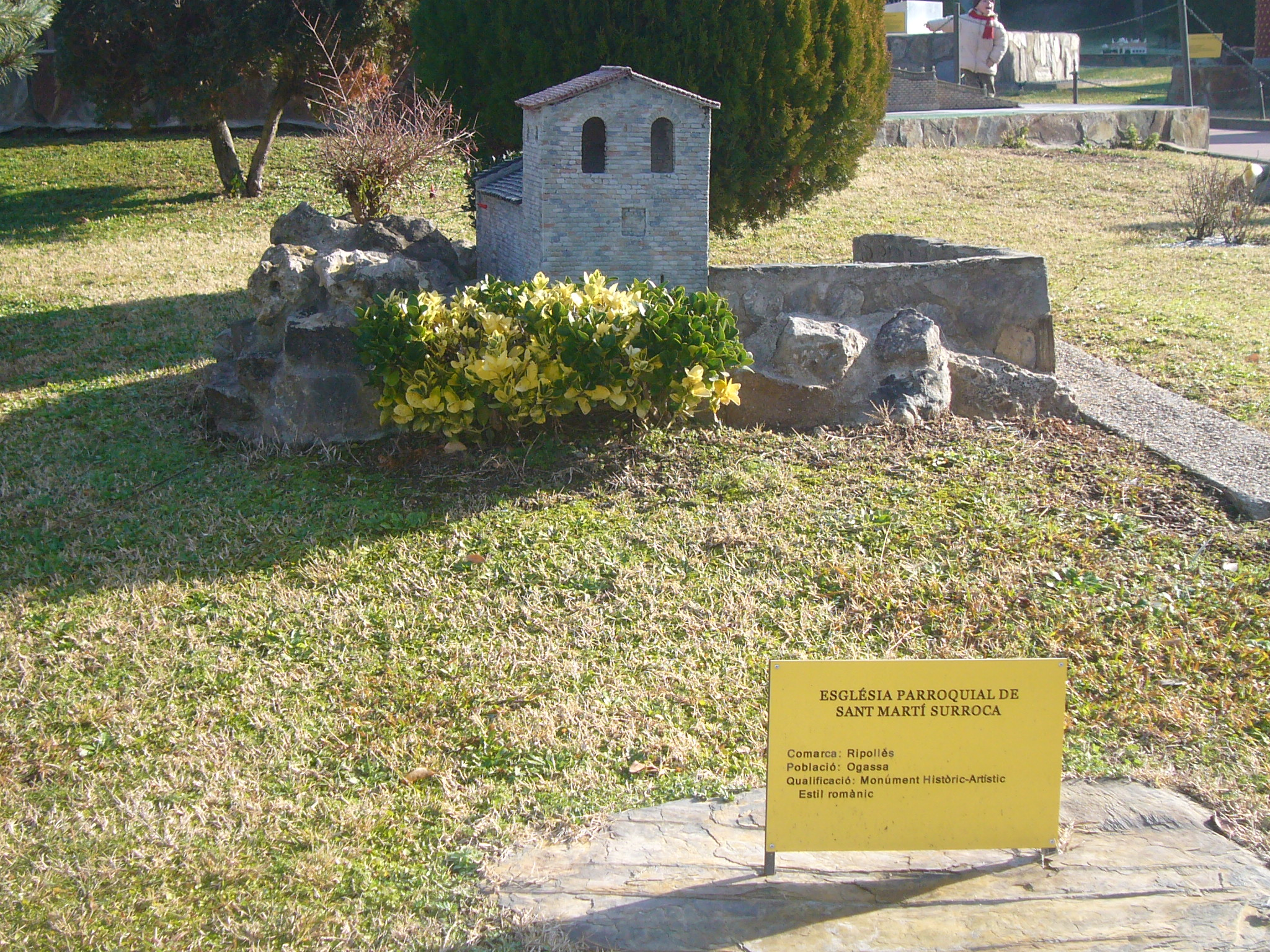
Iglesia de Sant Martí de Surroca (Ogassa).
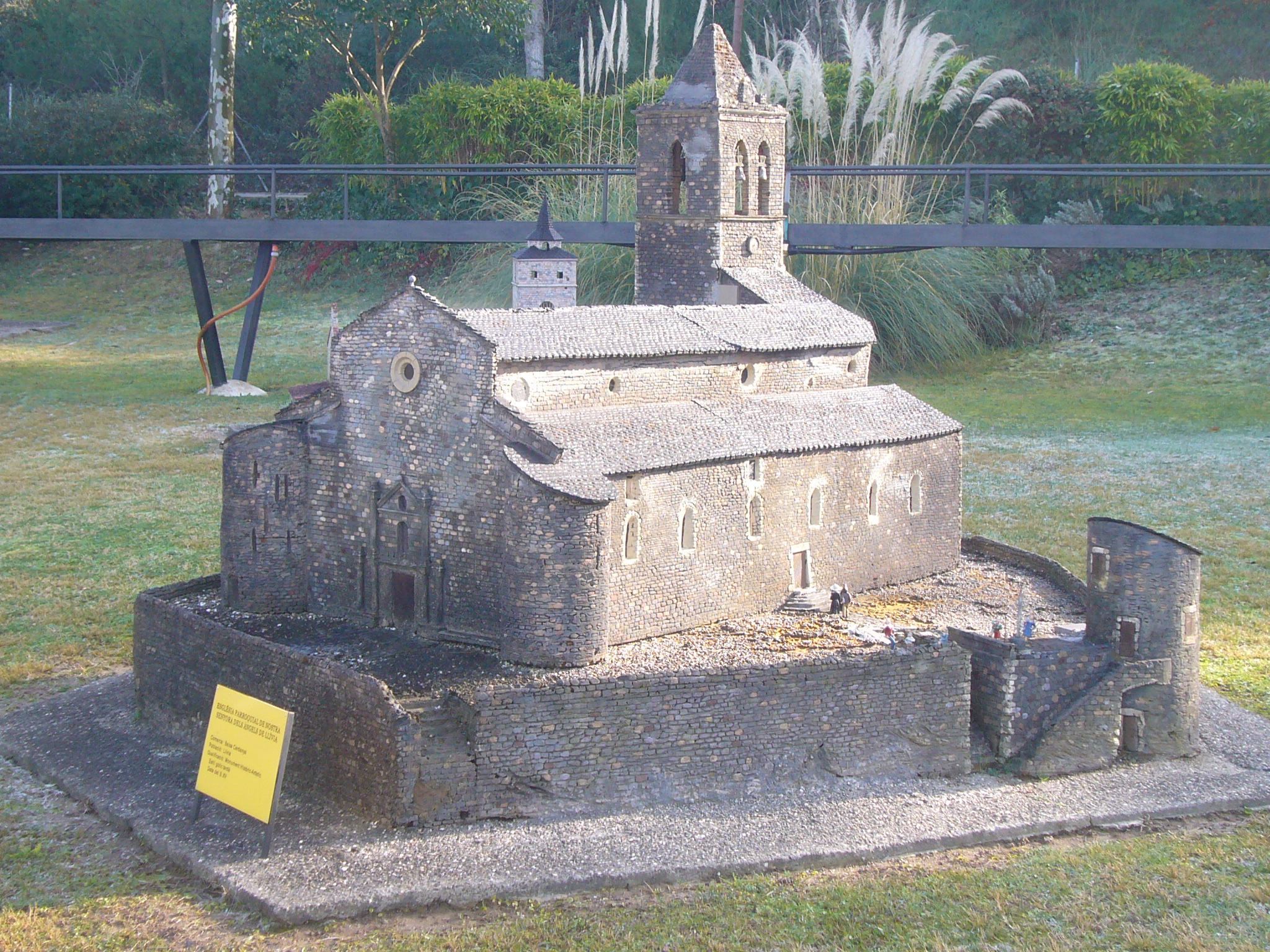
Iglesia de Nuestra Señora de los Ángeles (Llivia).
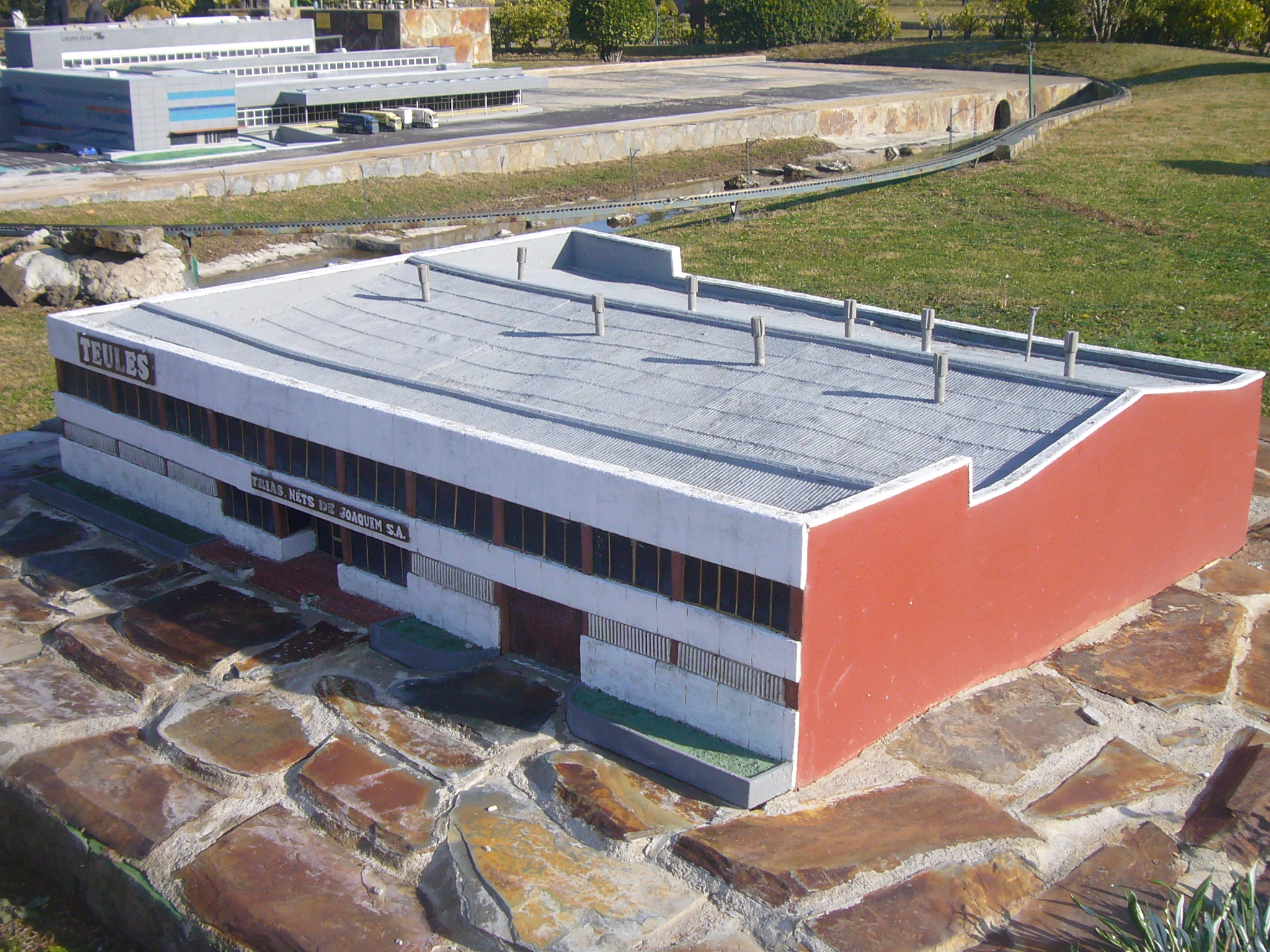
Fábrica Néts de Joaquim Trias en Santa Coloma de Farnés.
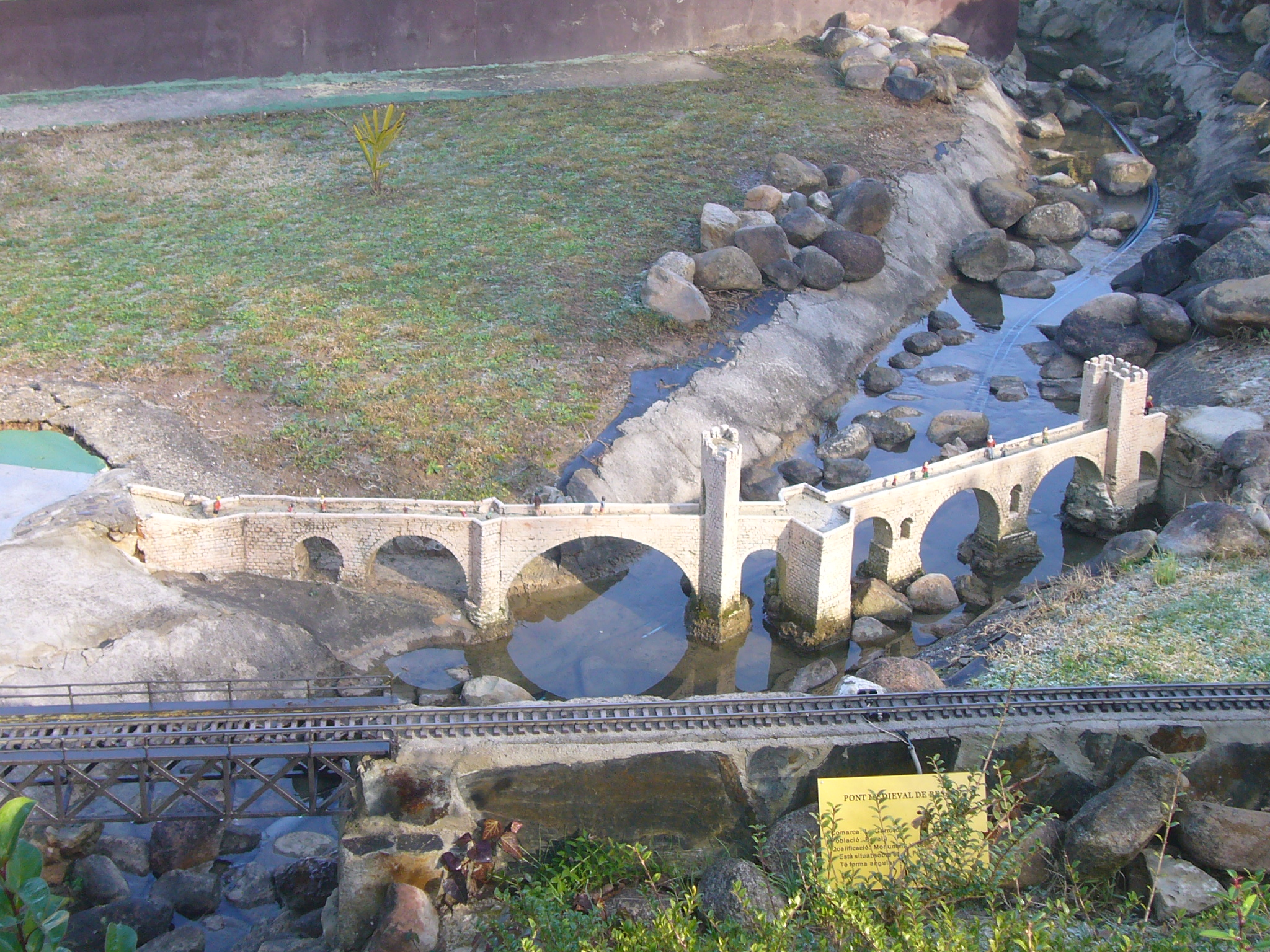
Puente medieval de Besalú.
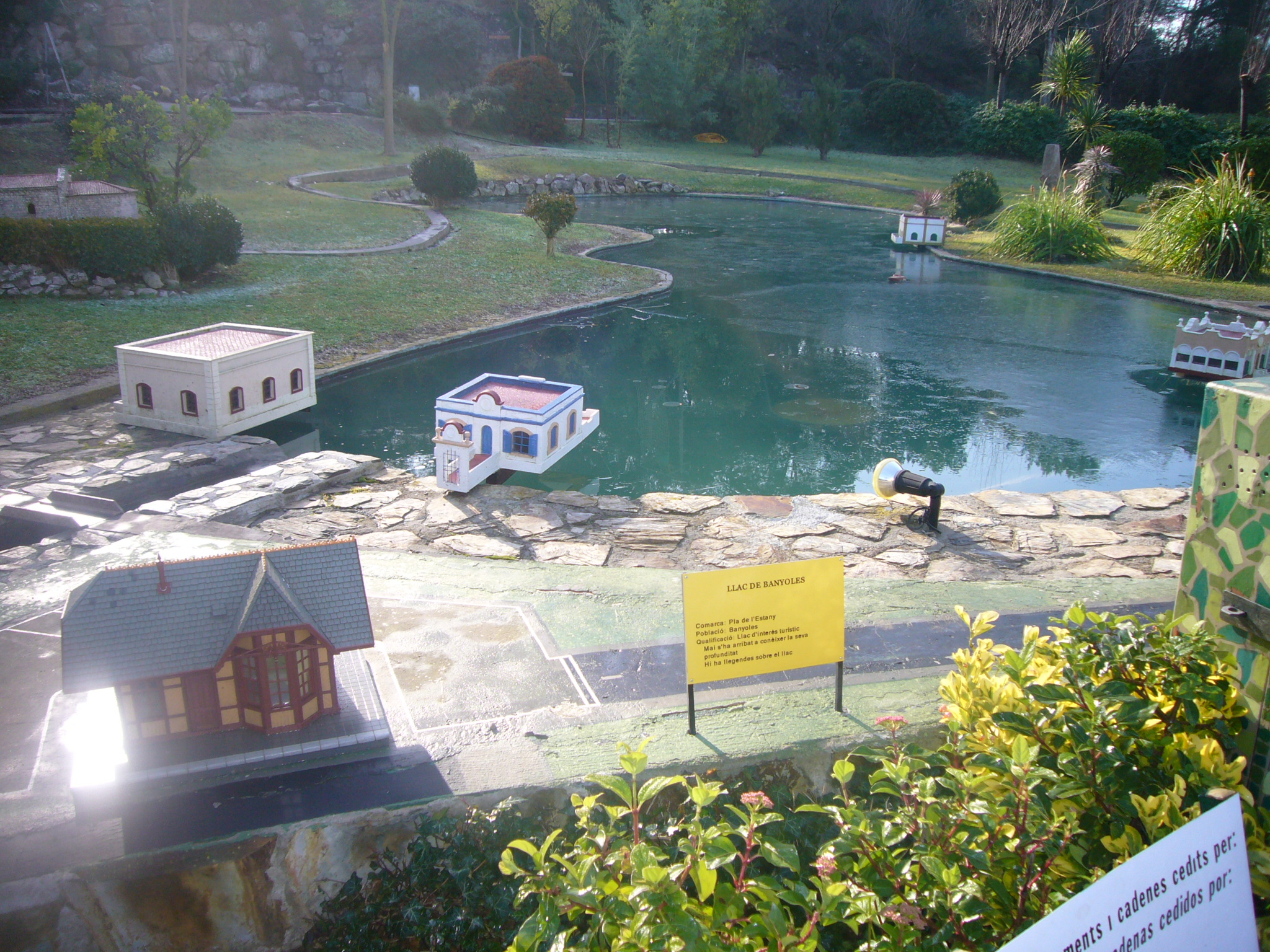
Lago de Bañolas.
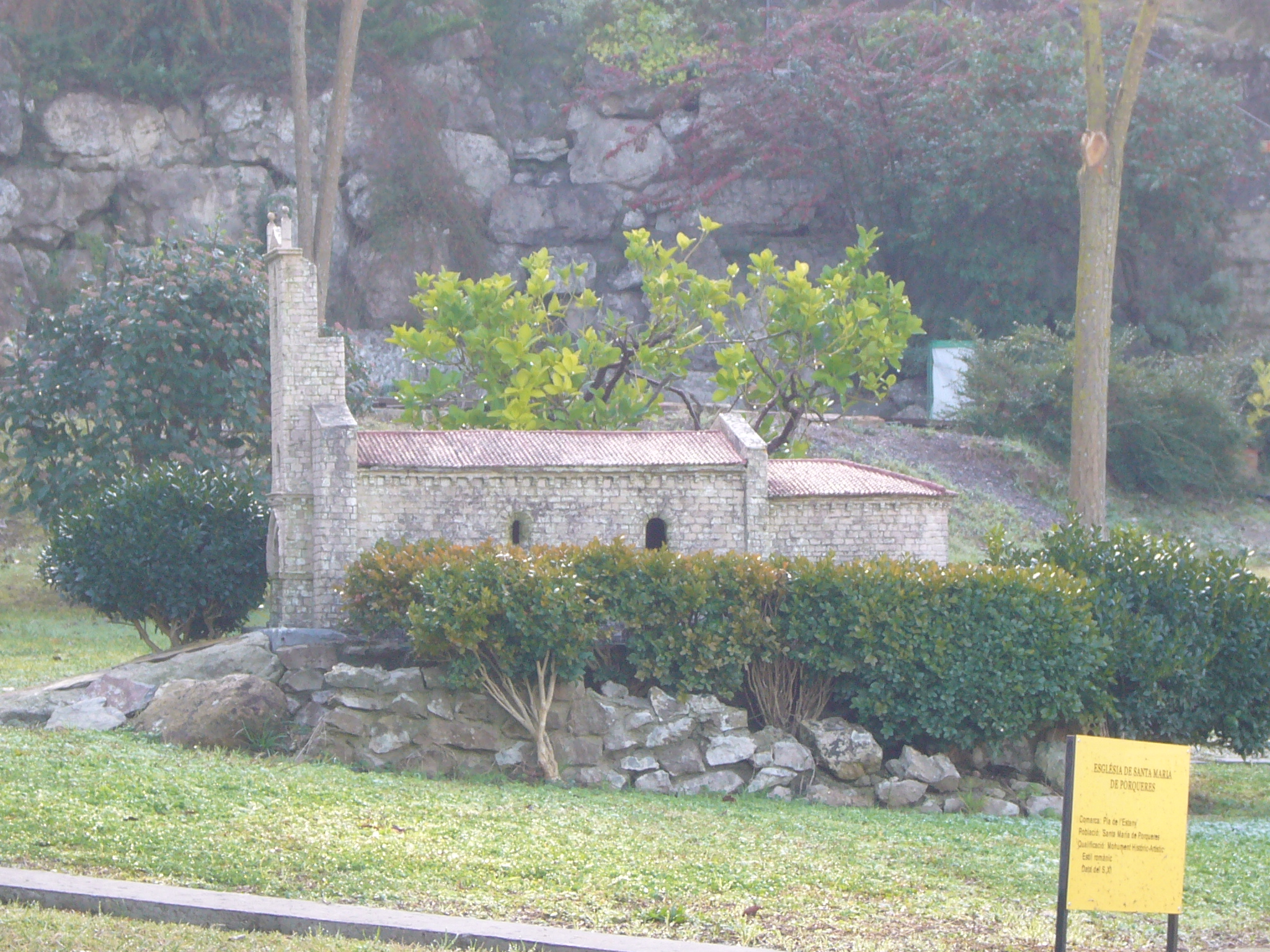
Iglesia de Santa María de Porqueres.
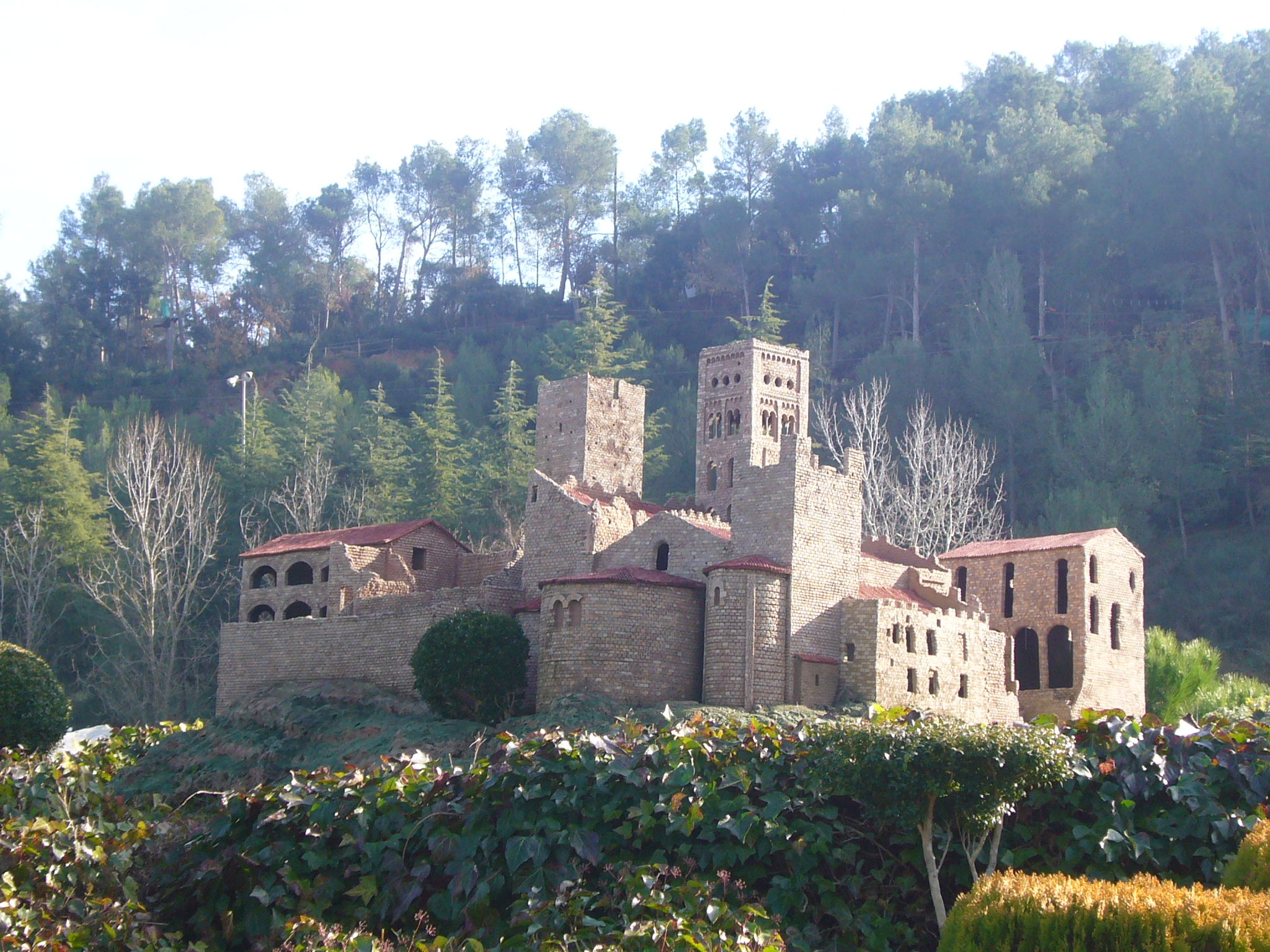
Monasterio de San Pedro de Roda.
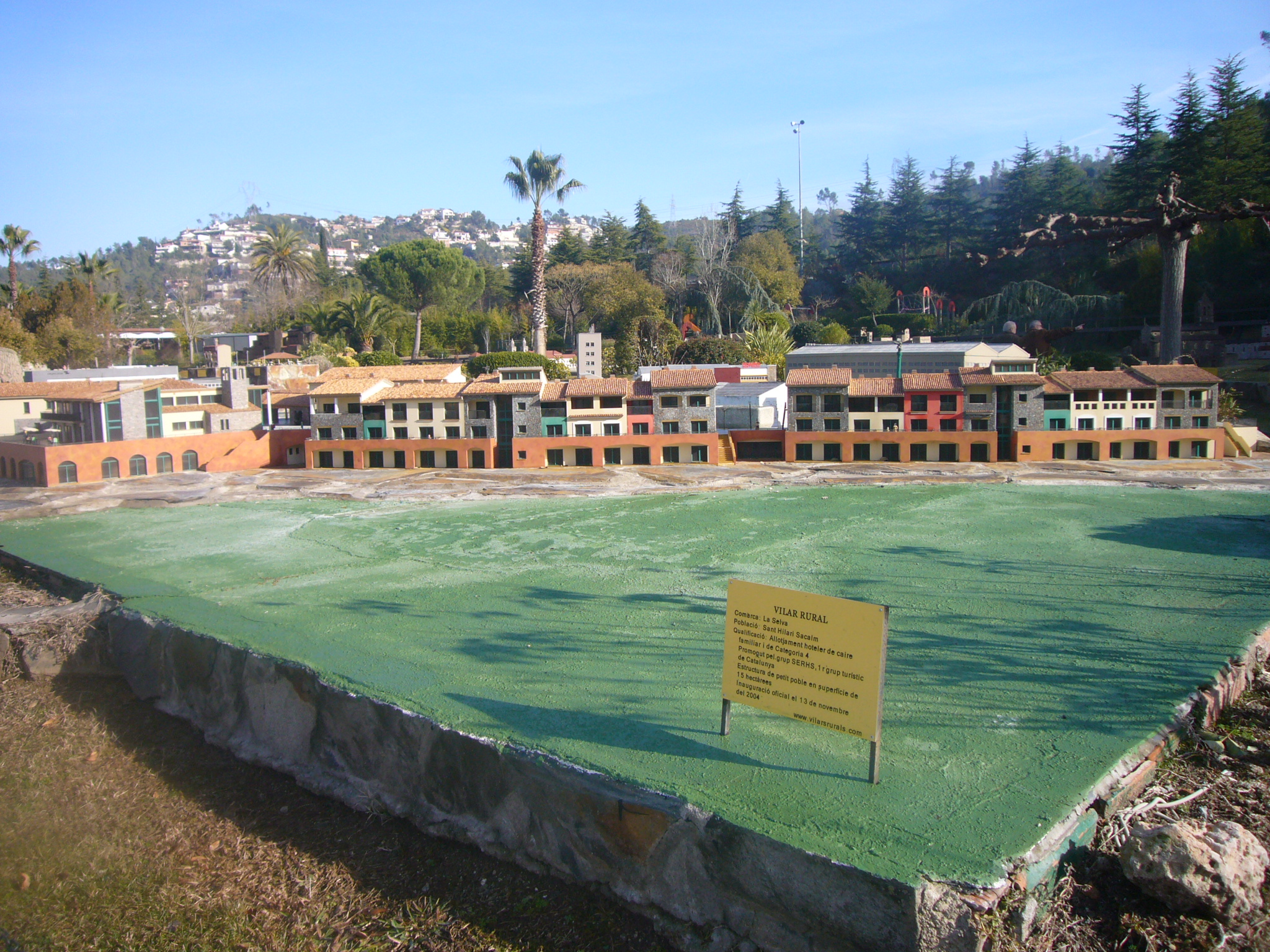
Vilar Rural en San Hilario Sacalm.
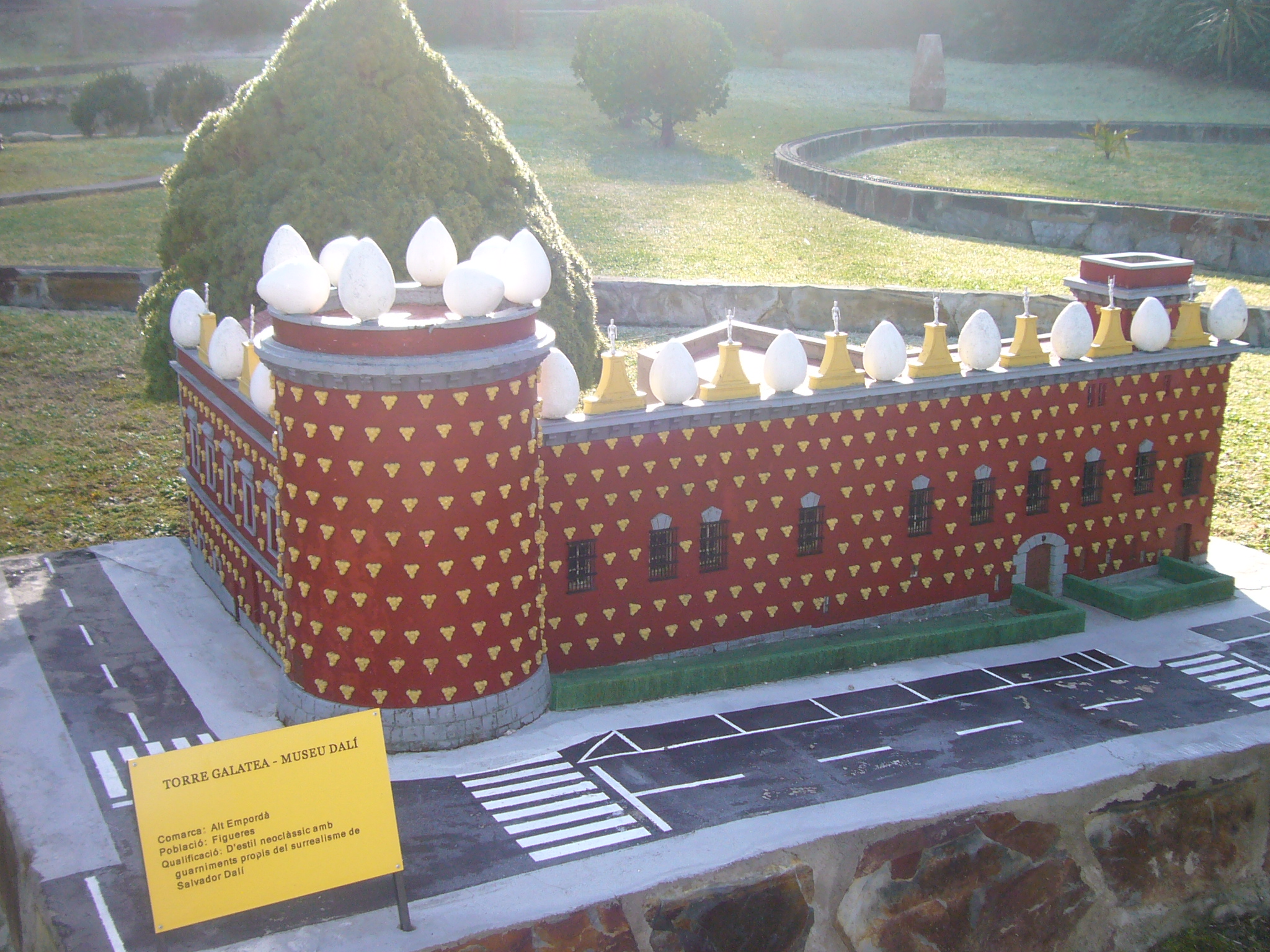
Torre Galatea

### Provincia de Lérida
- Catedral de la Seu Vella de Lérida, catedral de Santa María de Urgel, iglesia de San Andrés de Oliana, iglesia de Sant Climent de Coll de Nargó, colegiata de San Pere de Ponts, iglesia de Santa María de Balaguer, castillo de La Floresta, monasterio de Vallbona de les Monges, Granja Castelló de Mollerusa, edificio de la Universidad de Cervera, estación de esquí de Port del Comte, ruinas del castillo de Sort, iglesia de Santa María de Talló (Bellver de Cerdanya) y conjunto de iglesies románicas del valle de Bohí (ermita de San Quirce de Durro, iglesia de la Natividad de la Madre de Dios de Durro, iglesia de Santa Eulalia de Erill-la-Vall, iglesia de Santa María de la Asunción de Coll, San Félix de Barruera, Santa María de Cardet, iglesia de San Juan de Bohí, iglesia de Santa María de Tahull e iglesia de San Clemente de Tahull).

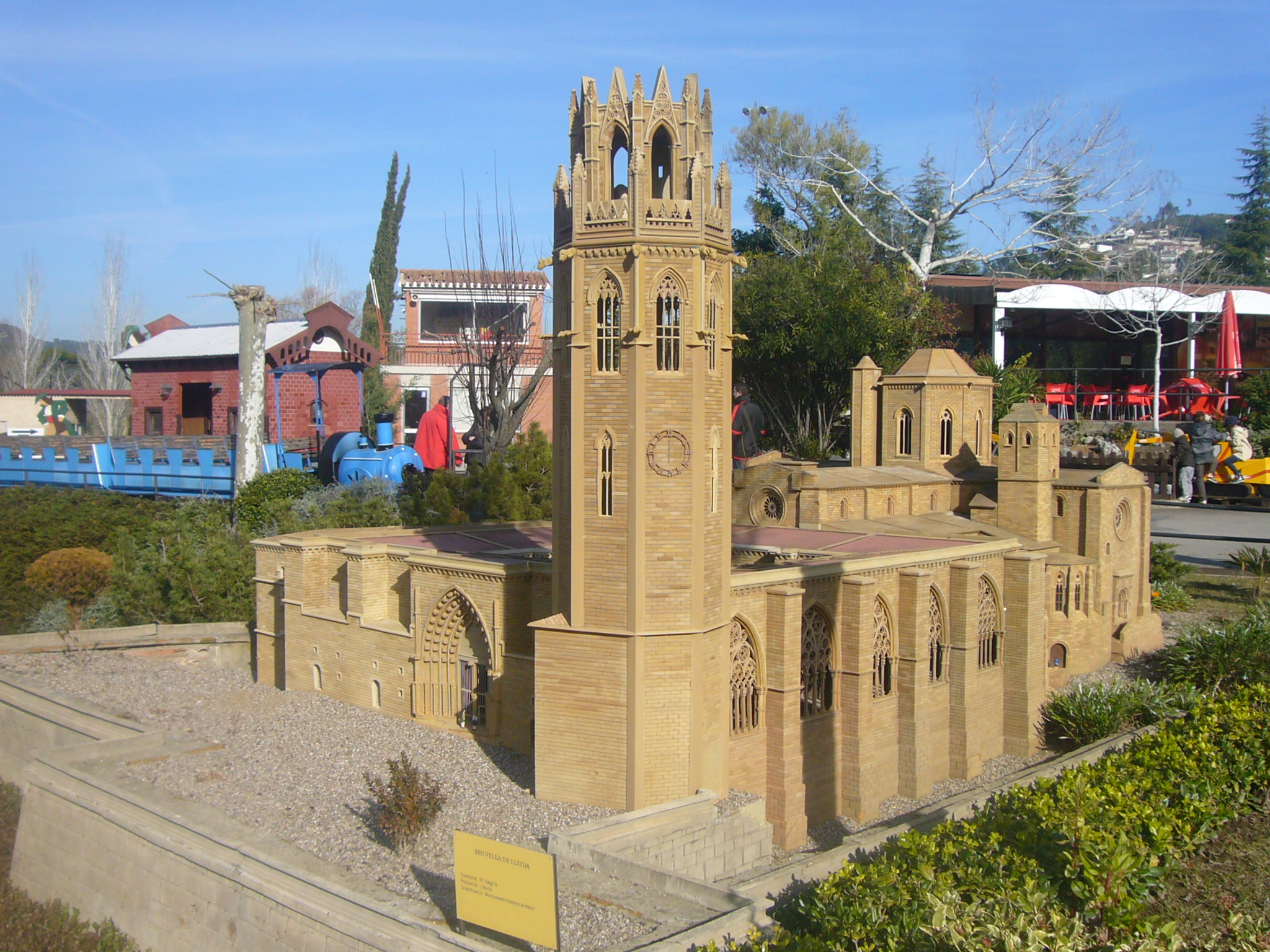
Catedral de la Seu Vella de Lérida.
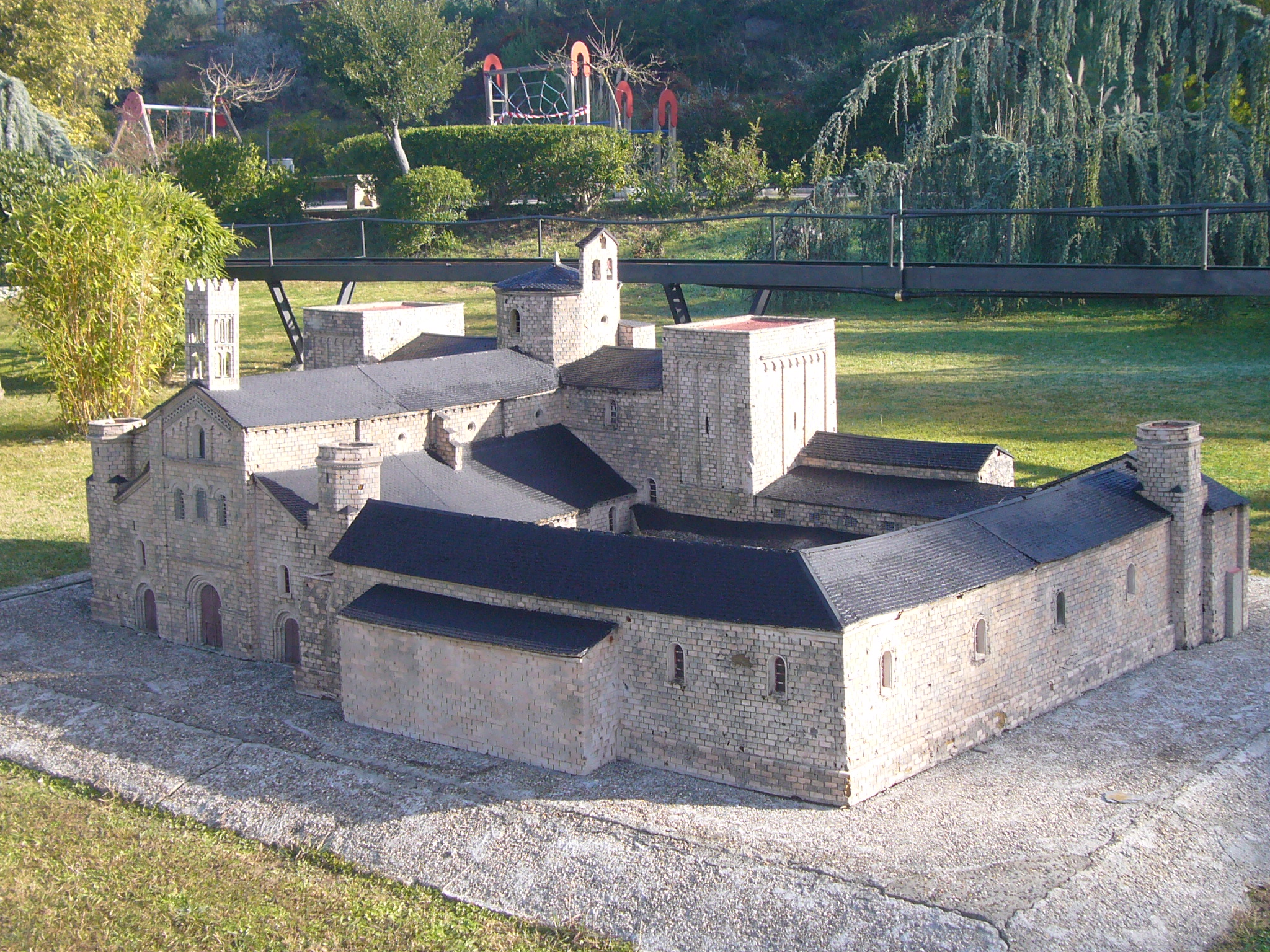
Catedral de Santa María de Urgel.
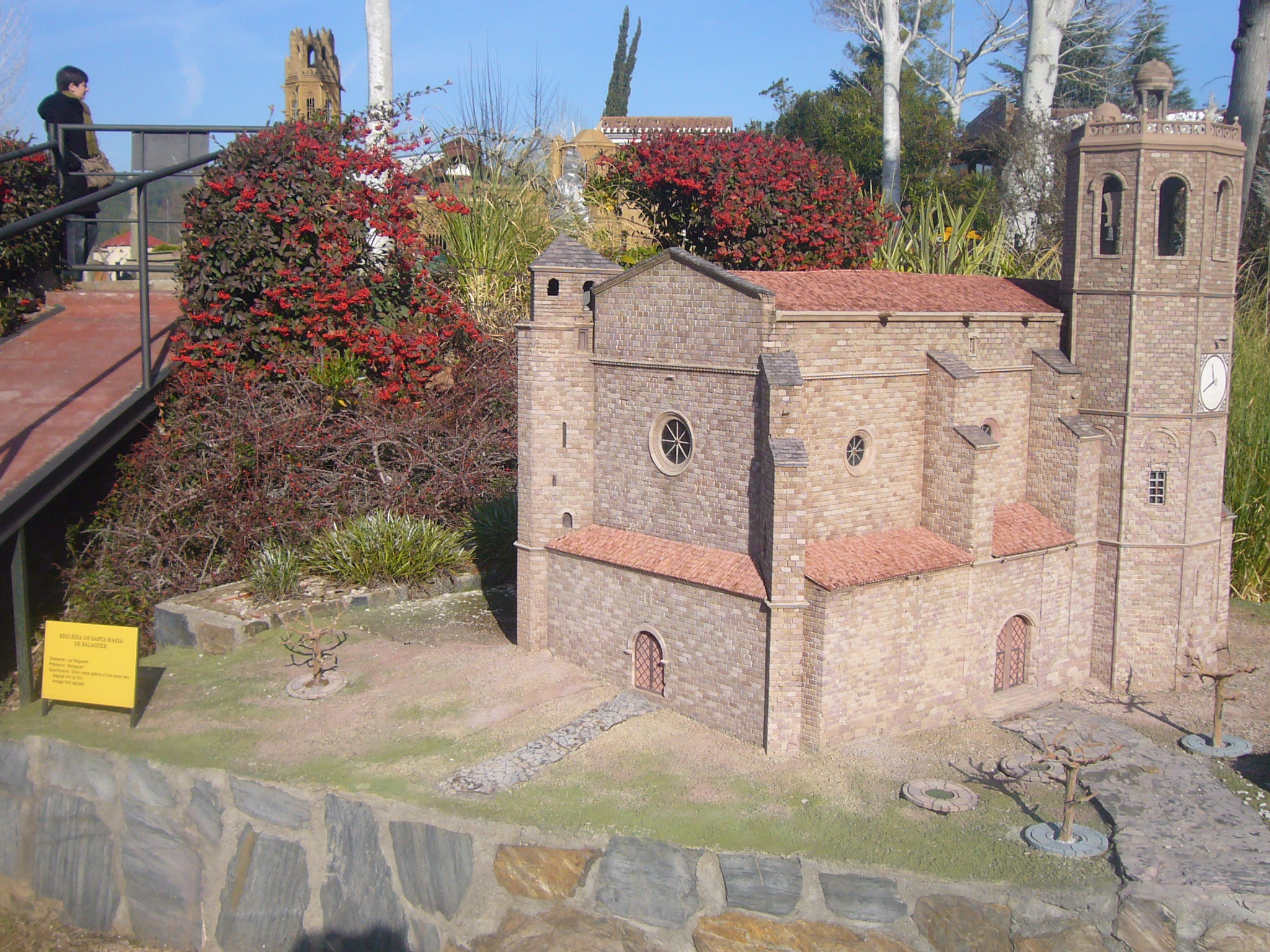
Santa María de Balaguer.
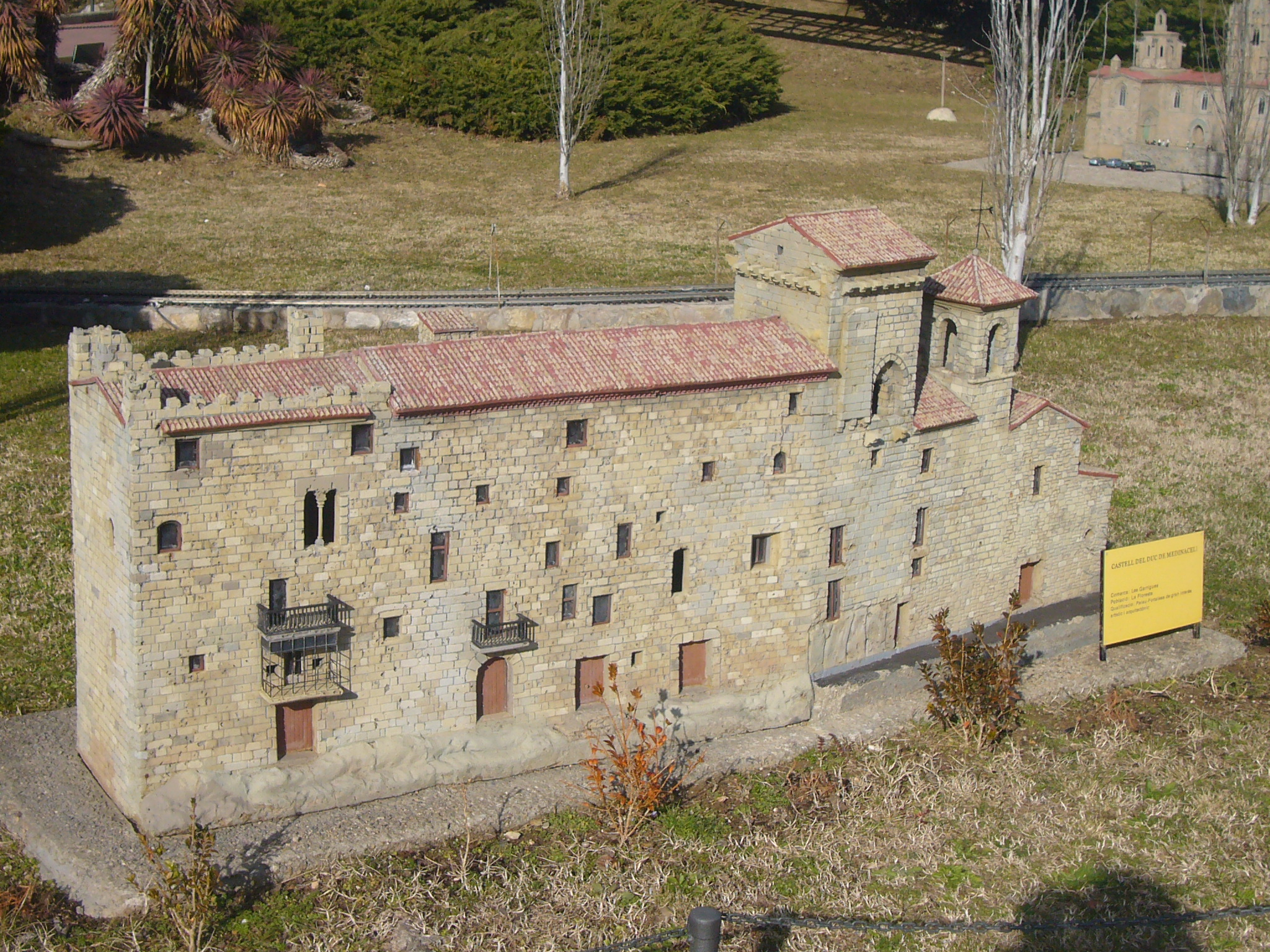
Castillo de La Floresta.
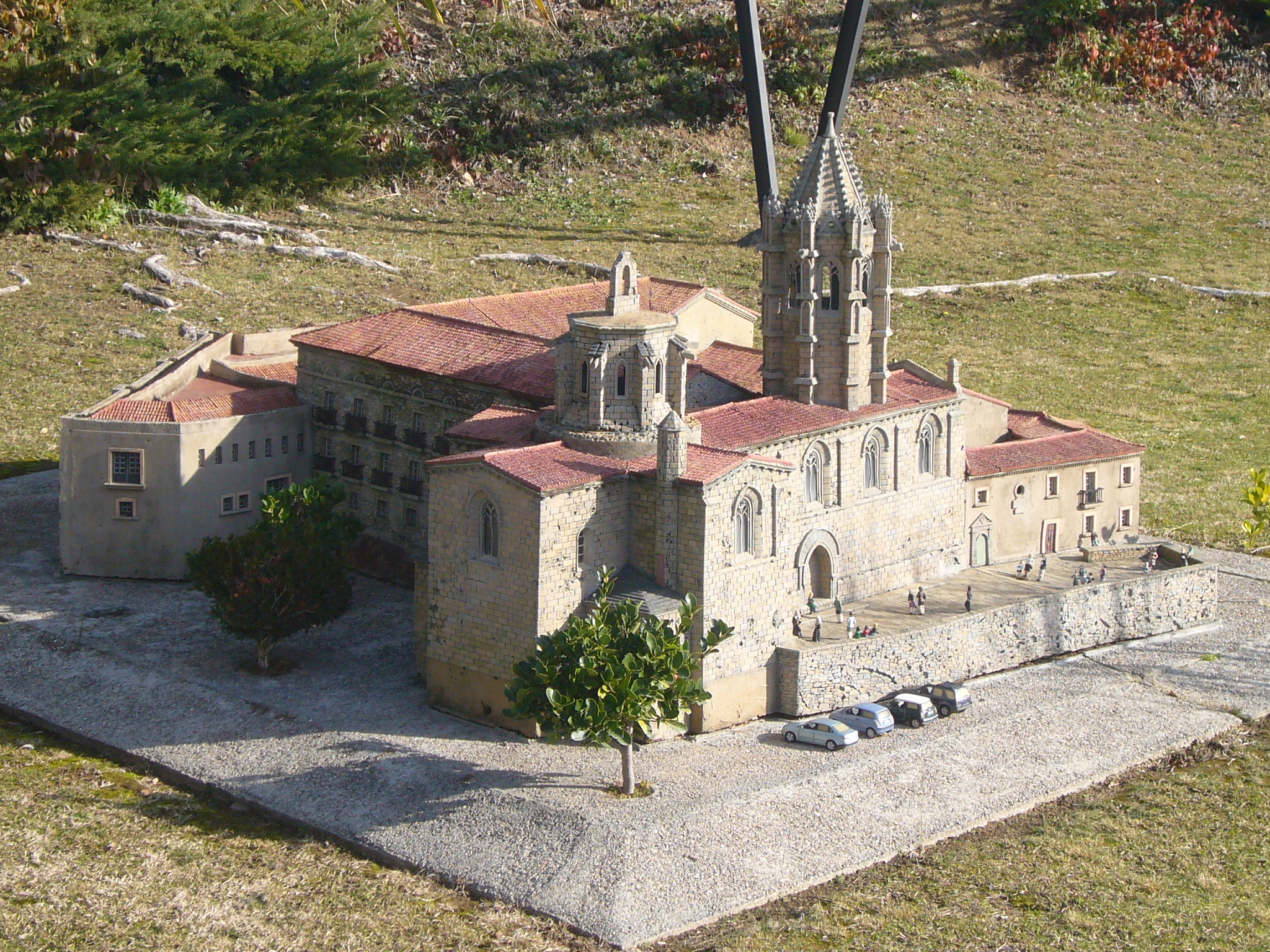
Monasterio de Vallbona de las Monjas.
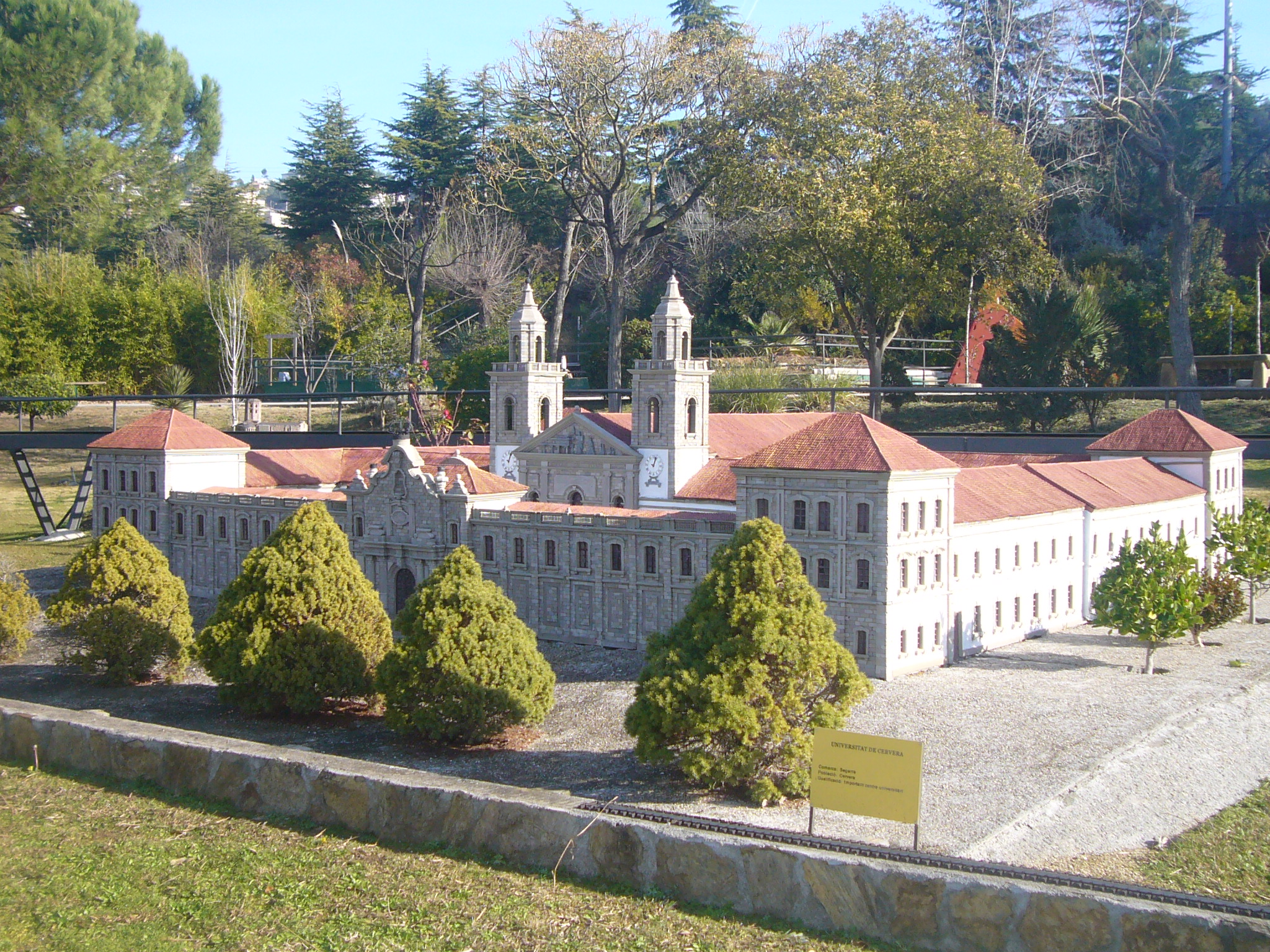
Universidad de Cervera.
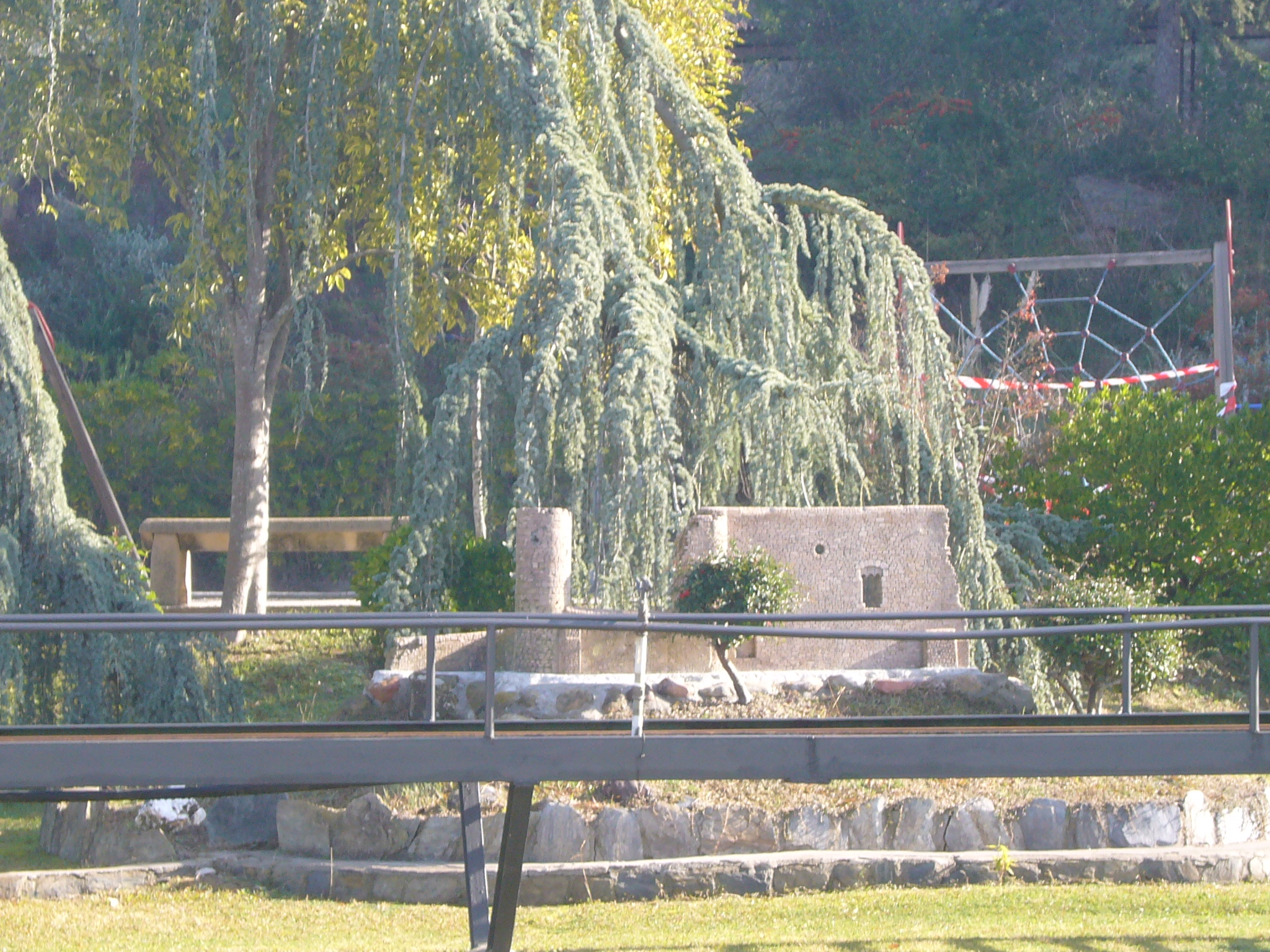
Ruinas del castillo de Sort.
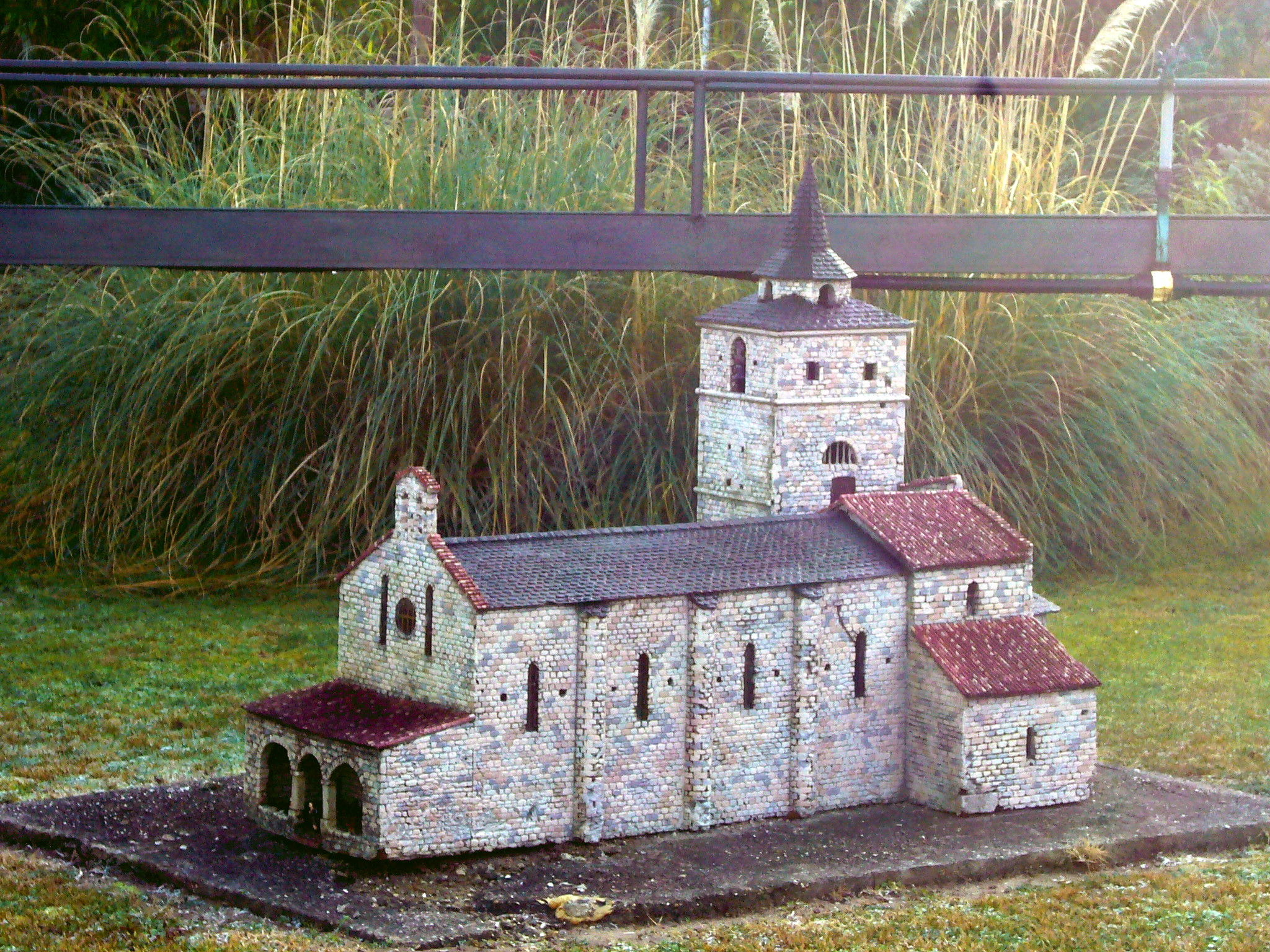
Iglesia de Santa María de Talló.
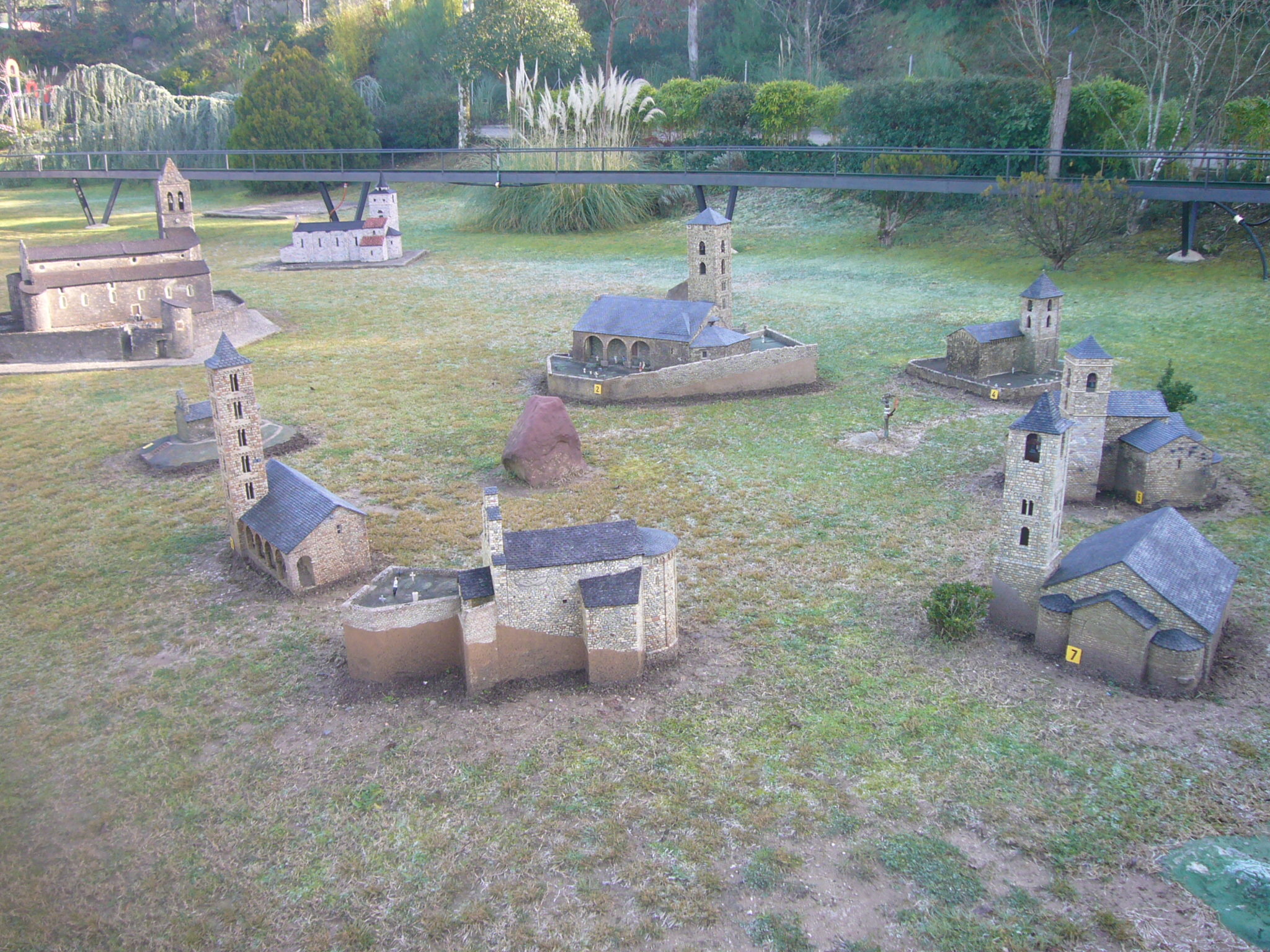
Iglesias románicas del Valle de Boí.
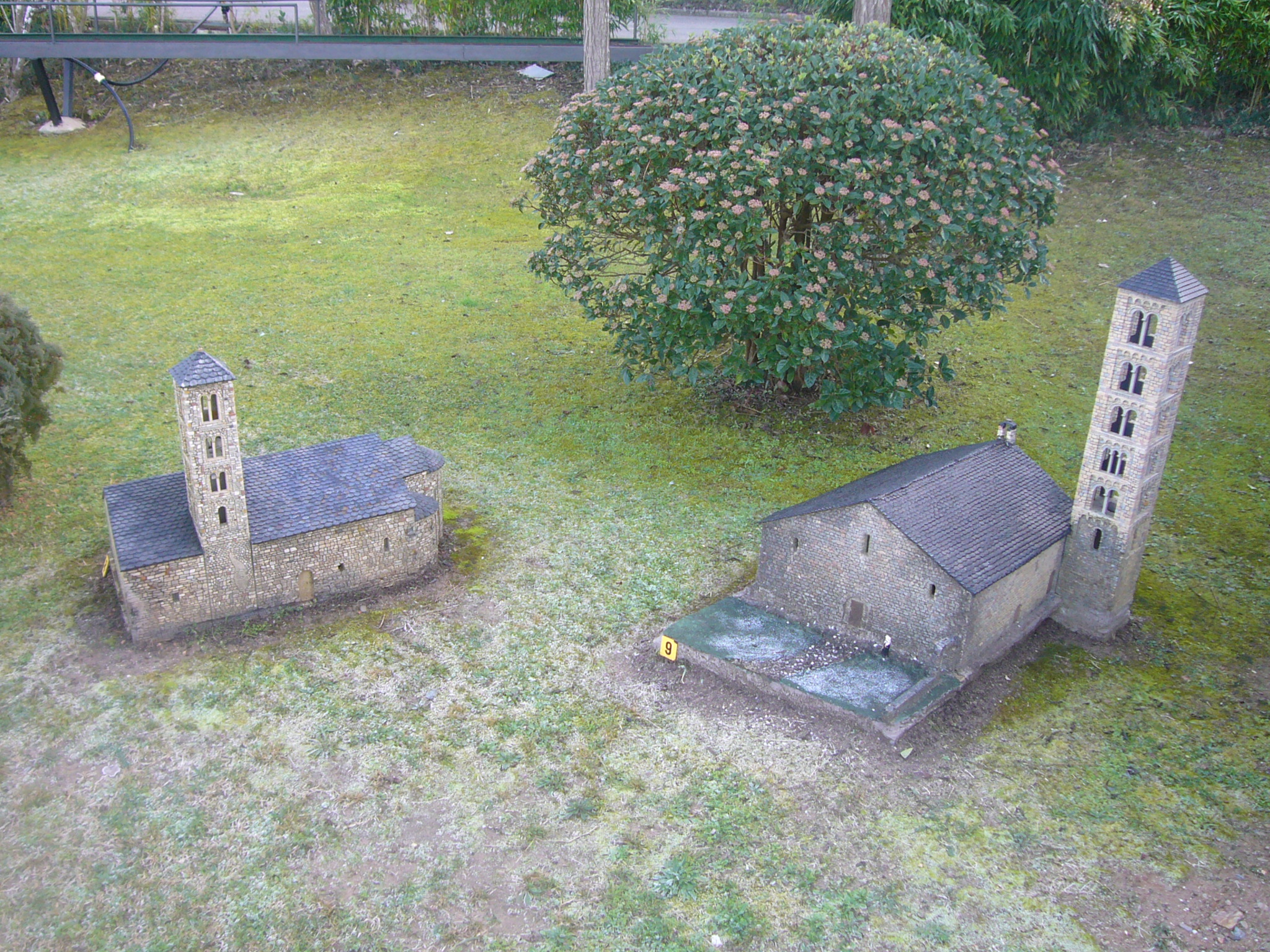
Iglesia de Santa María de Tahull e Iglesia de San Clemente de Tahull.
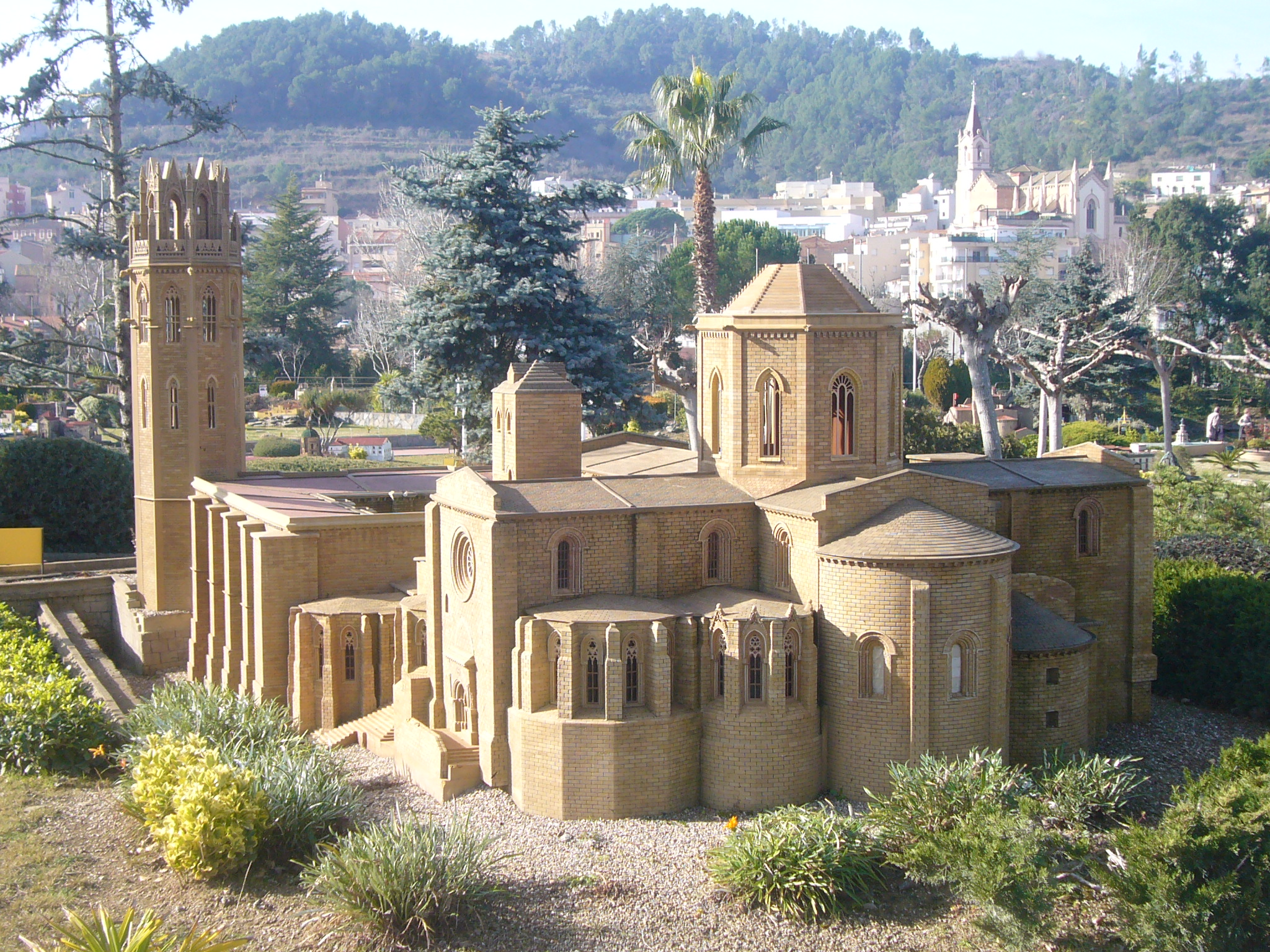
Catedral de la Seu Vella de Lérida

### Provincia de Tarragona
- Catedral de Santa Tecla de Tarragona, Monumento a Roger de Lauria y sede del Ayuntamiento de Tarragona, Puerto de Tarragona, acueducto de les Ferreres, arco de Bará, Bodega Cooperativa de Falset, Bodega Cooperativa de Pinell de Bray, monasterio de Santes Creus, monasterio de Poblet, Castillo de Calafell, ermita de Sant Miquel de Segur de Calafell, Castillo de la Suda (Tortosa), Castillo de Mora de Ebro y puente de Amposta.

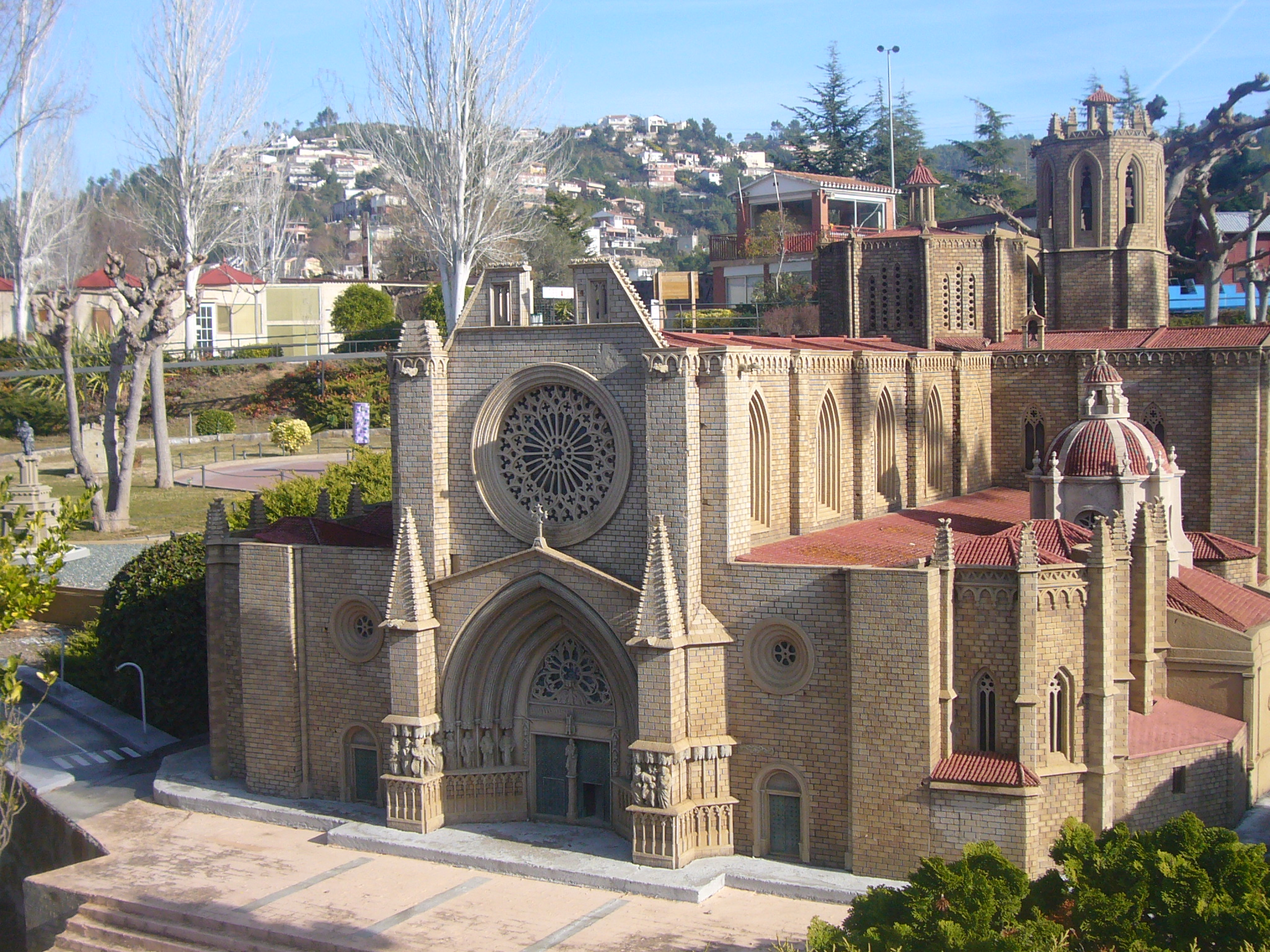
Catedral de Santa Tecla de Tarragona.
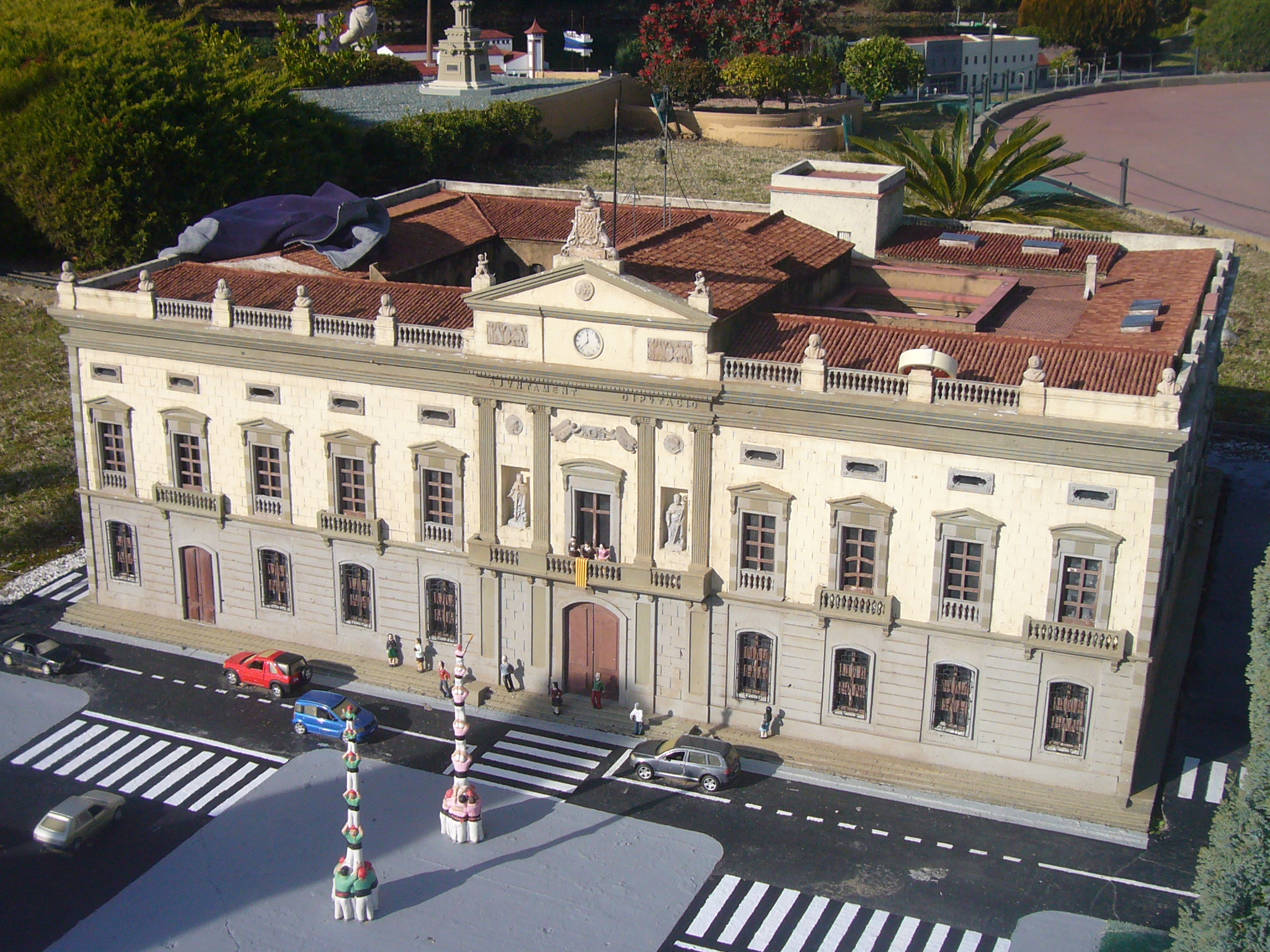
Ayuntamiento de Tarragona.
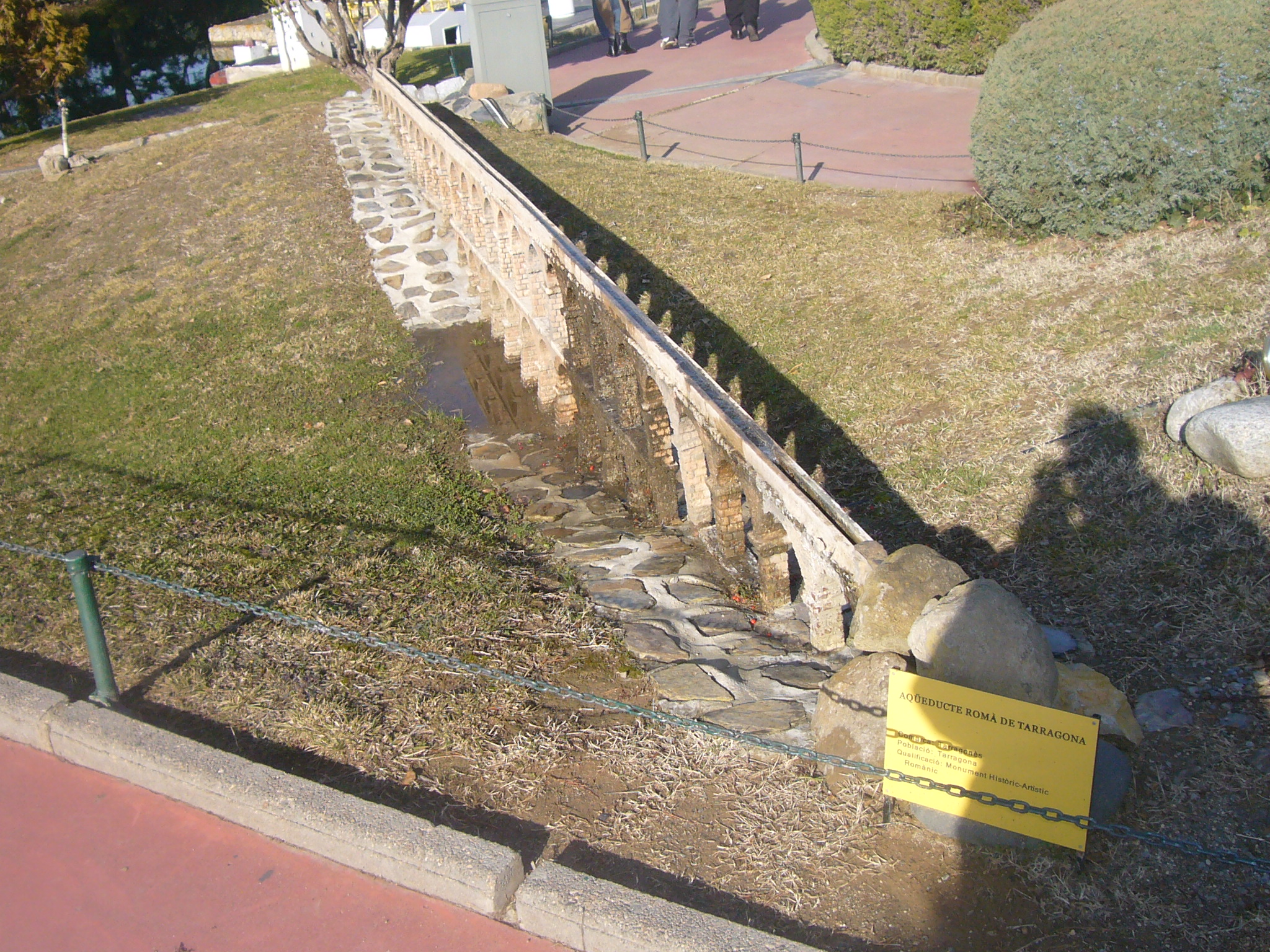
Acueducto de les Ferreres.
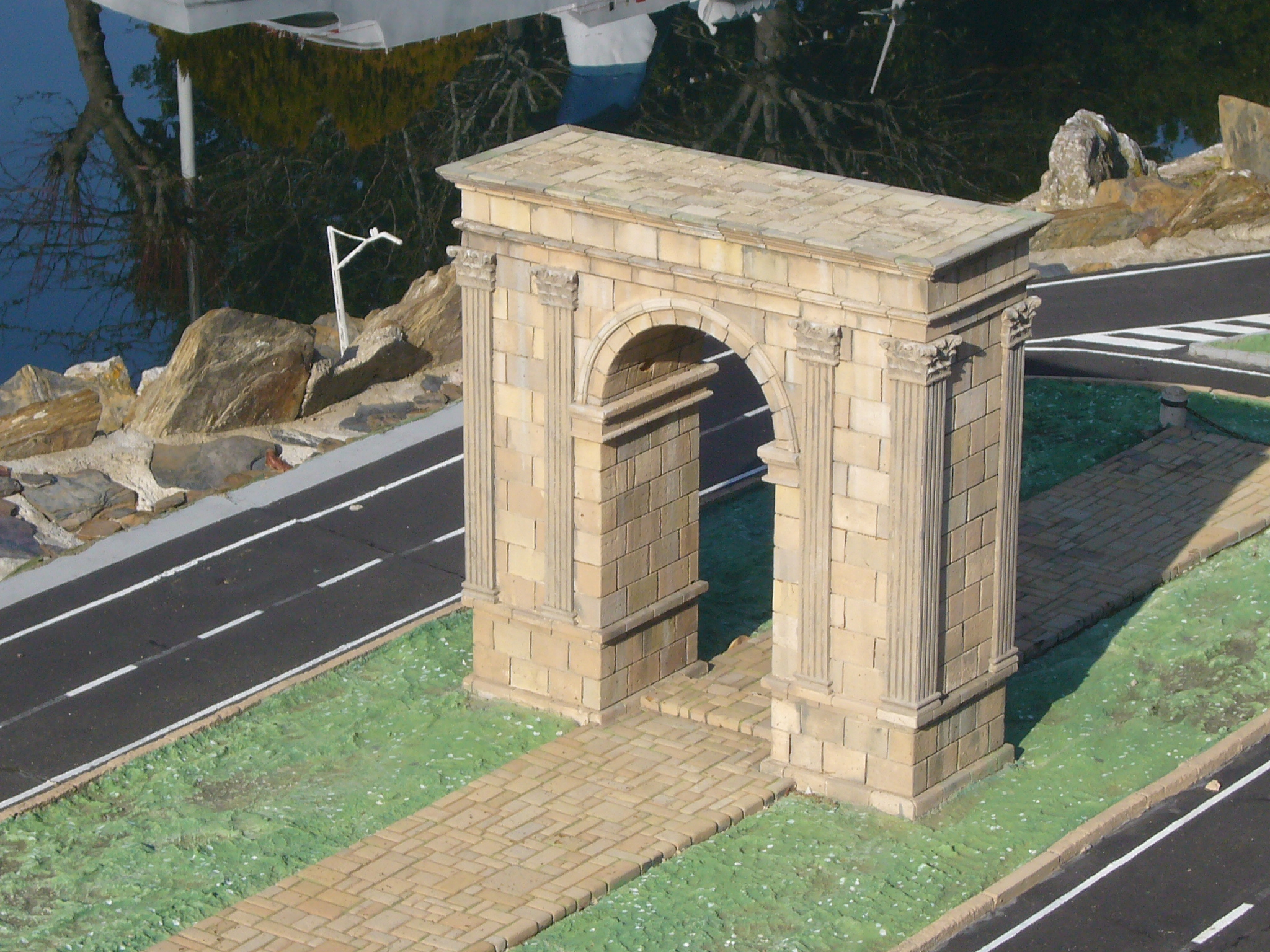
Arco de Bará.
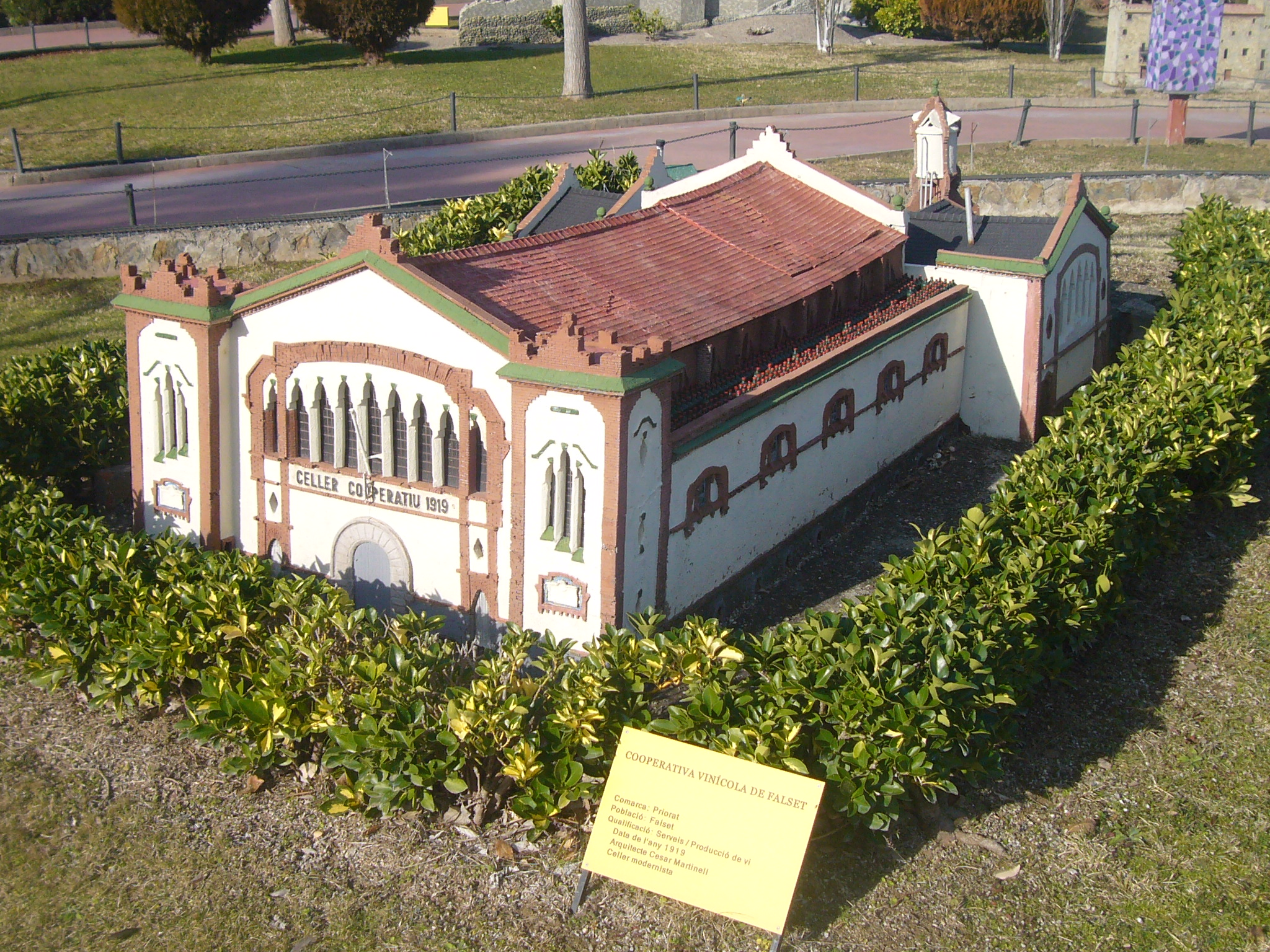
Bodega cooperativa de Falset.
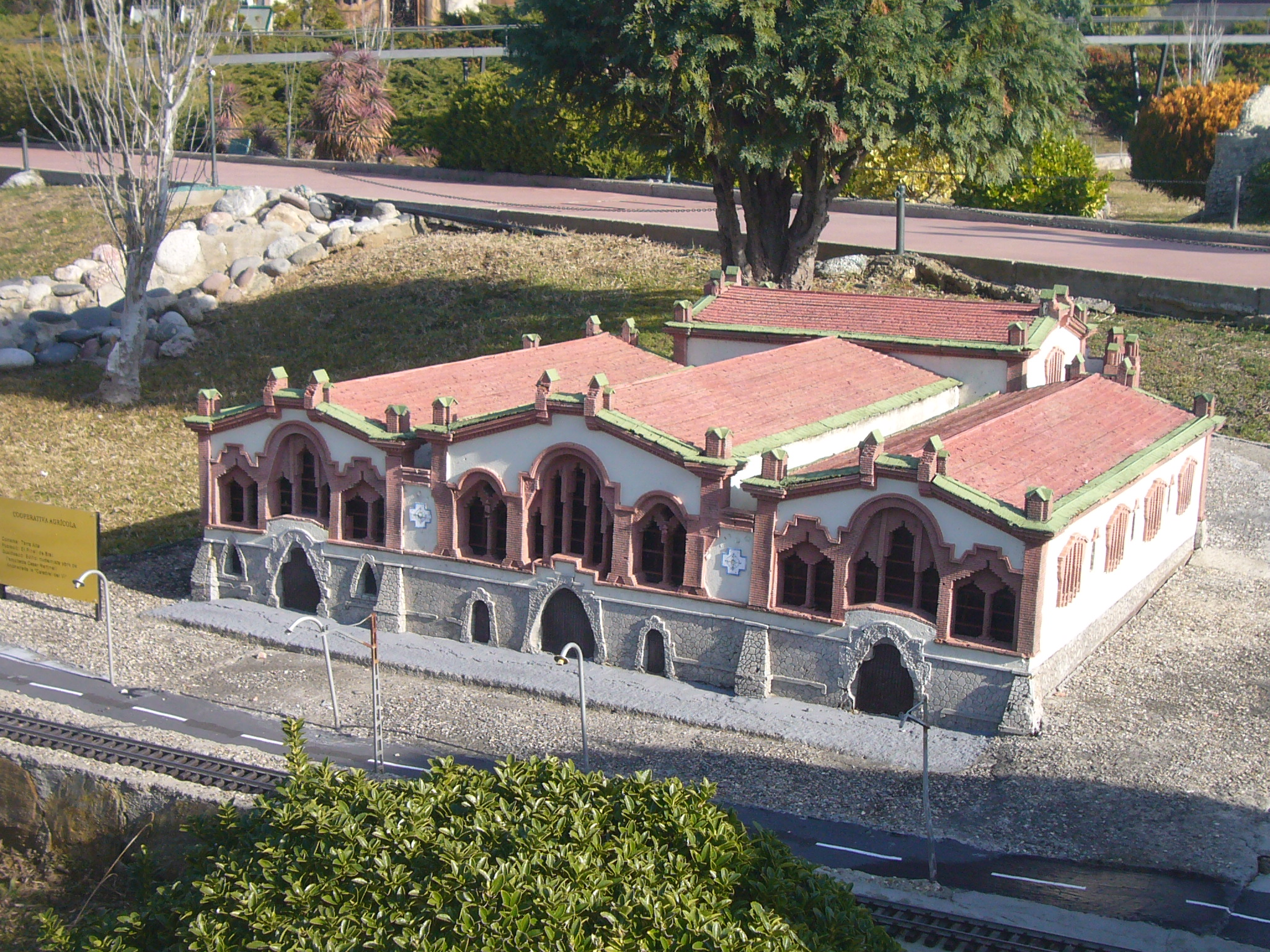
Bodega Cooperativa de Pinell de Bray.
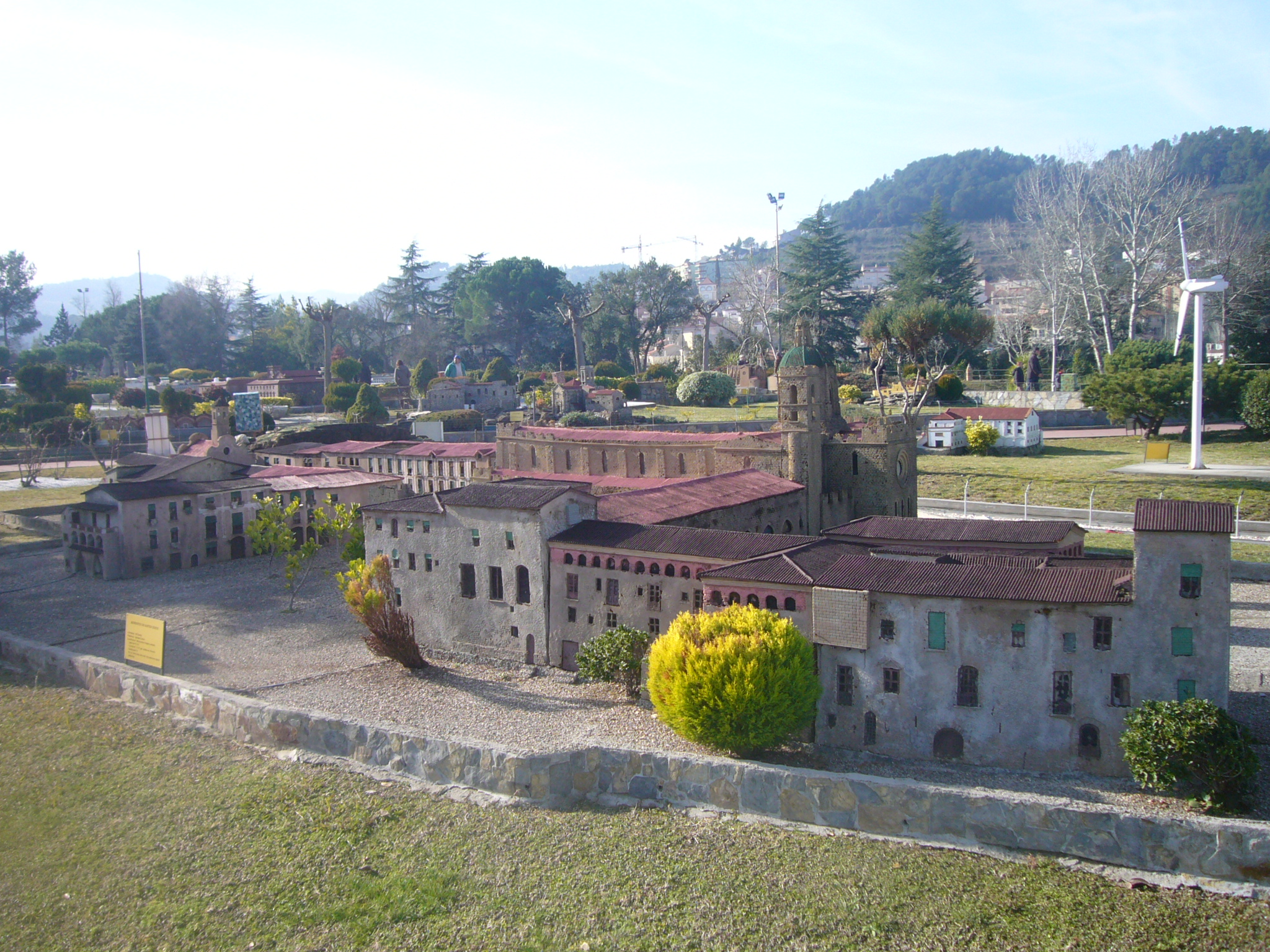
Monasterio de Santes Creus.
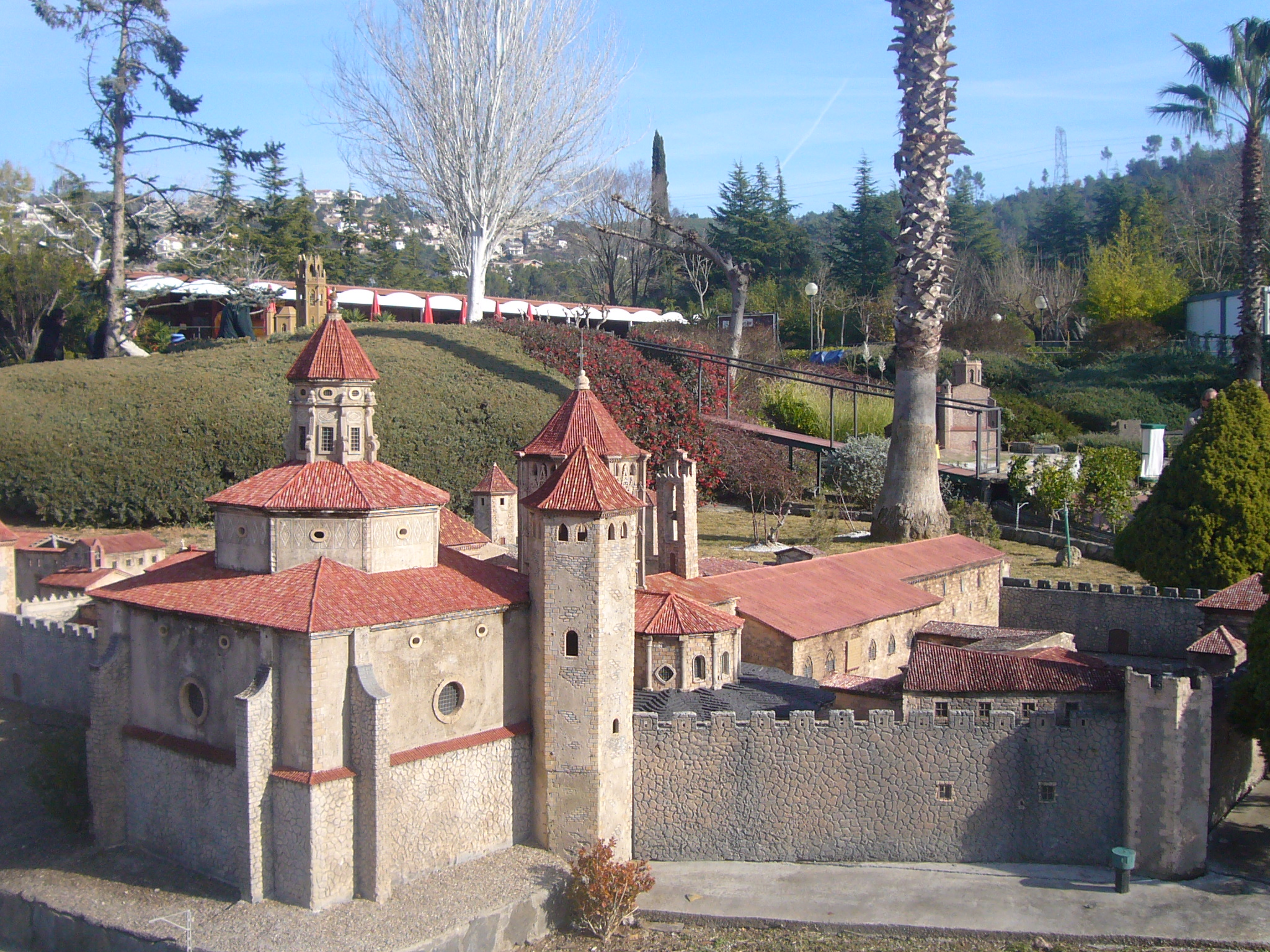
Monasterio de Poblet.
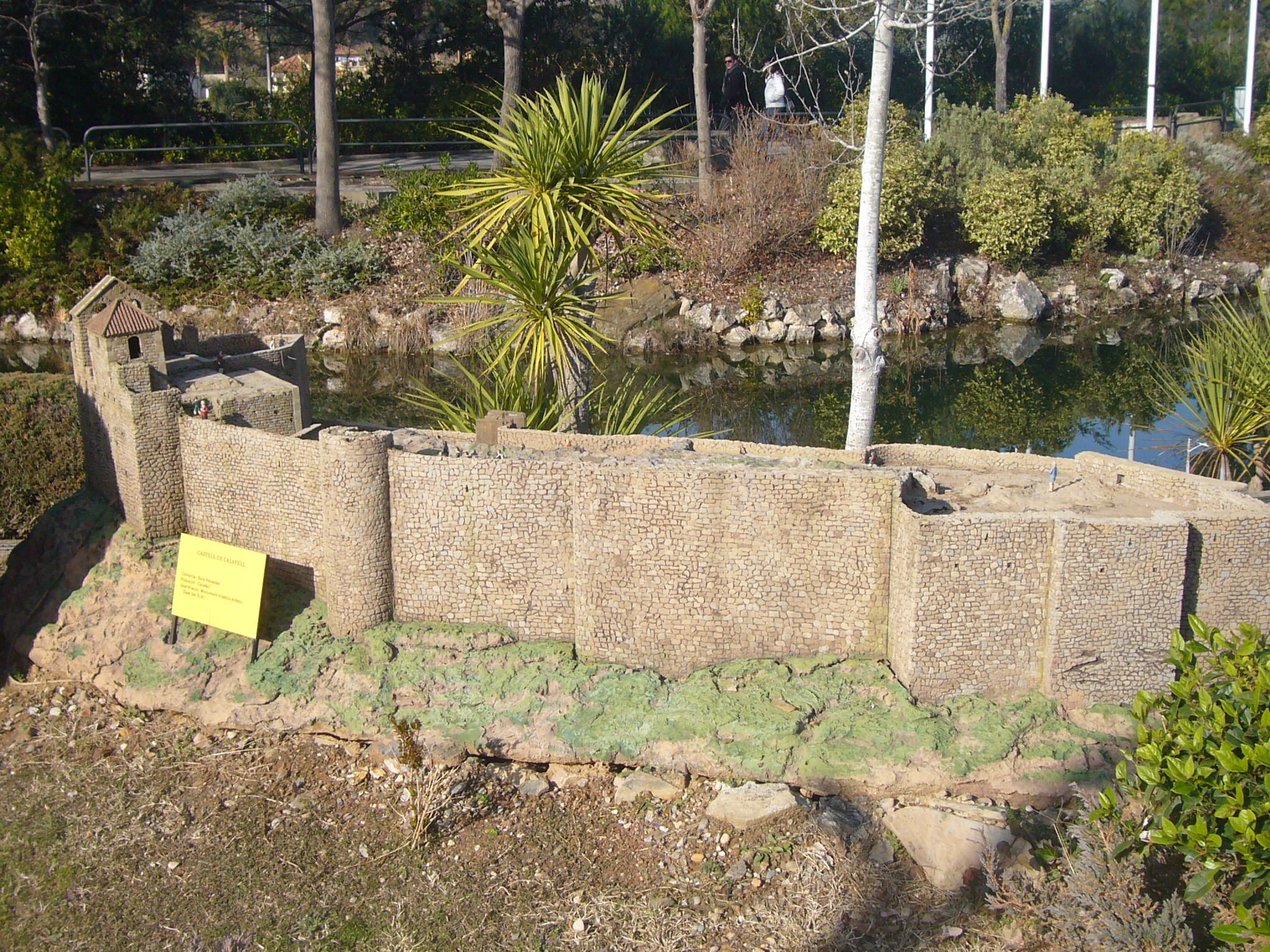
Castillo de Calafell.
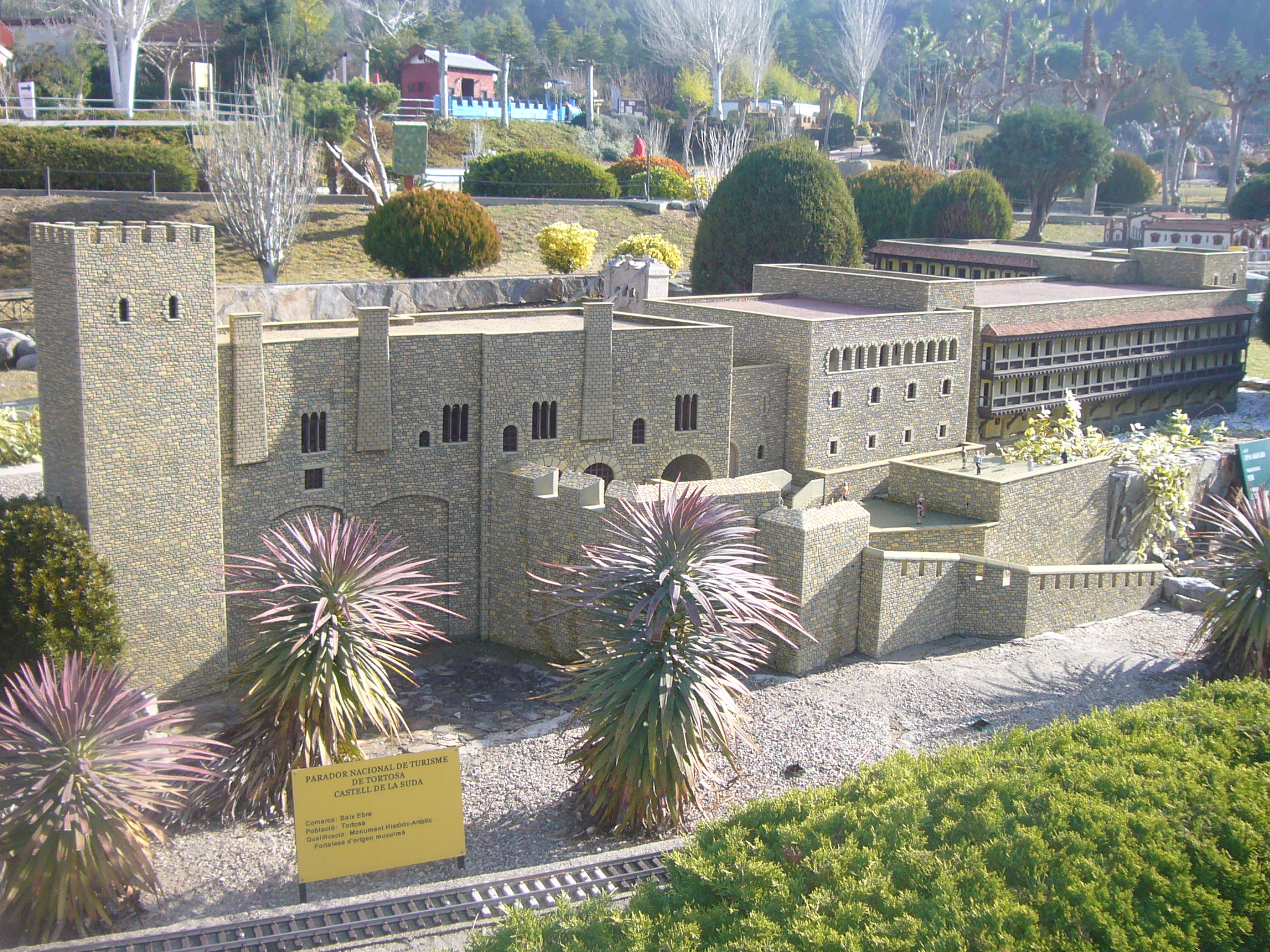
Castillo de la Suda (Tortosa).
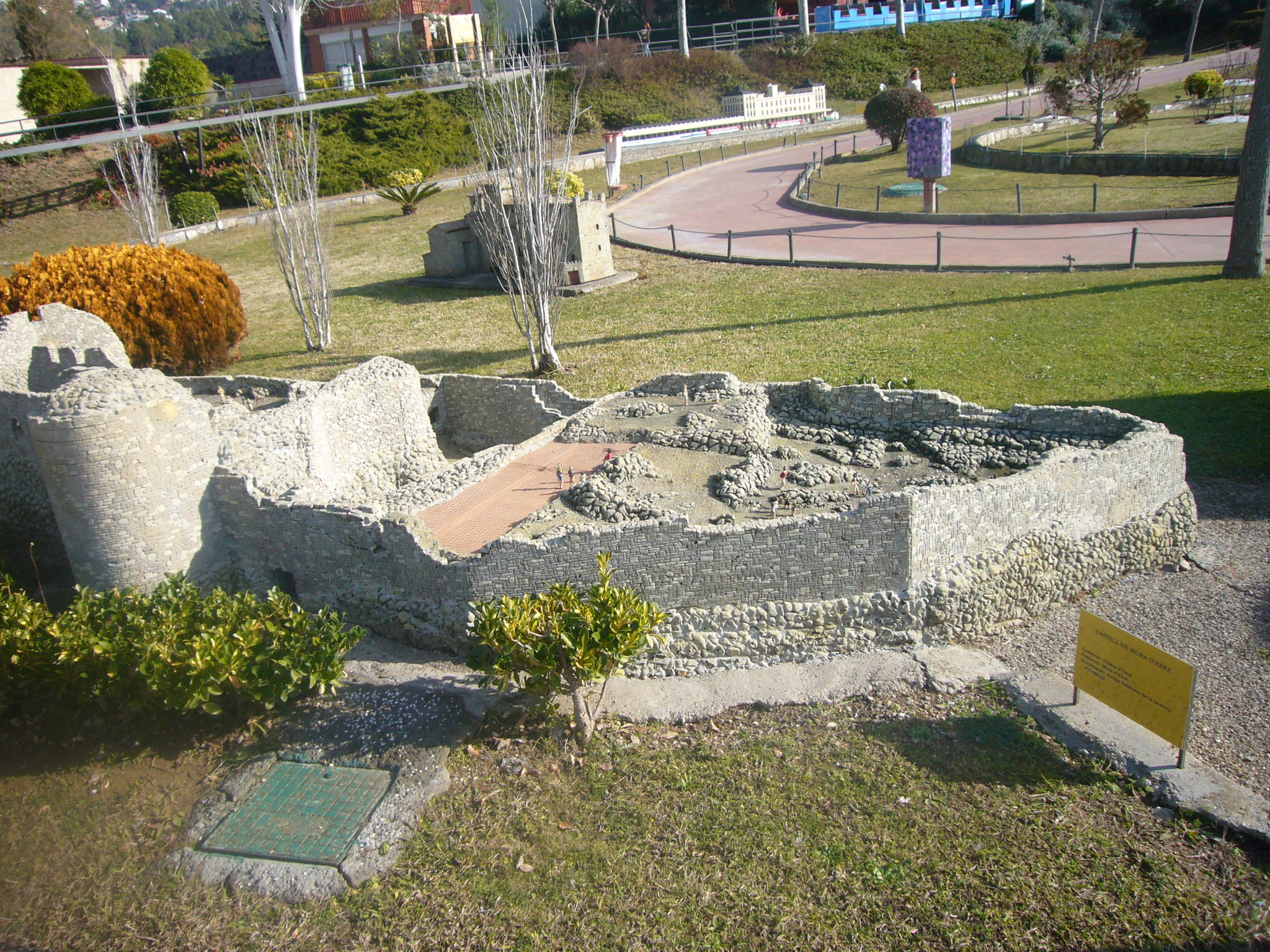
Castillo de Mora de Ebro.
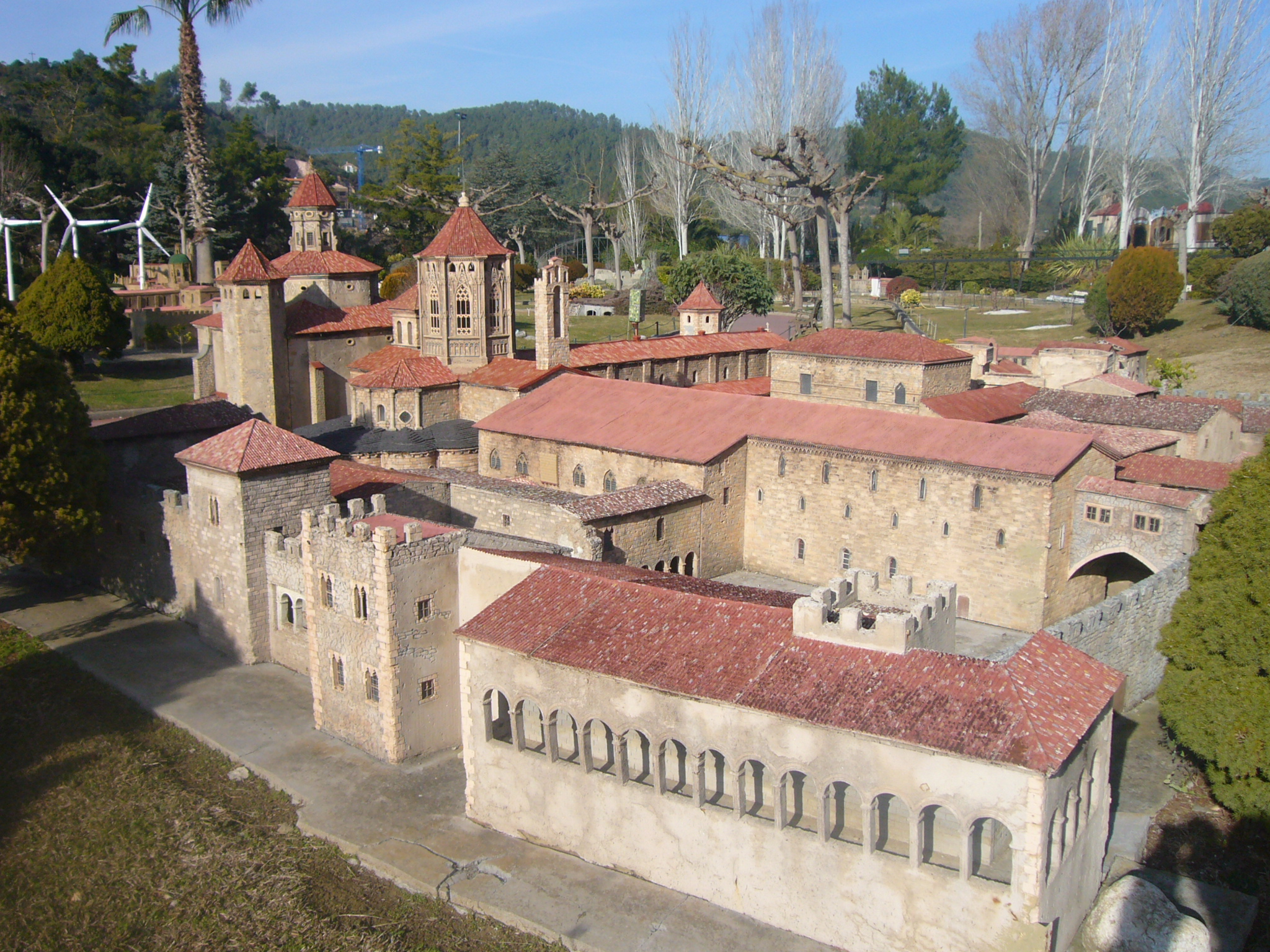
Monasterio de Poblet

### Mallorca

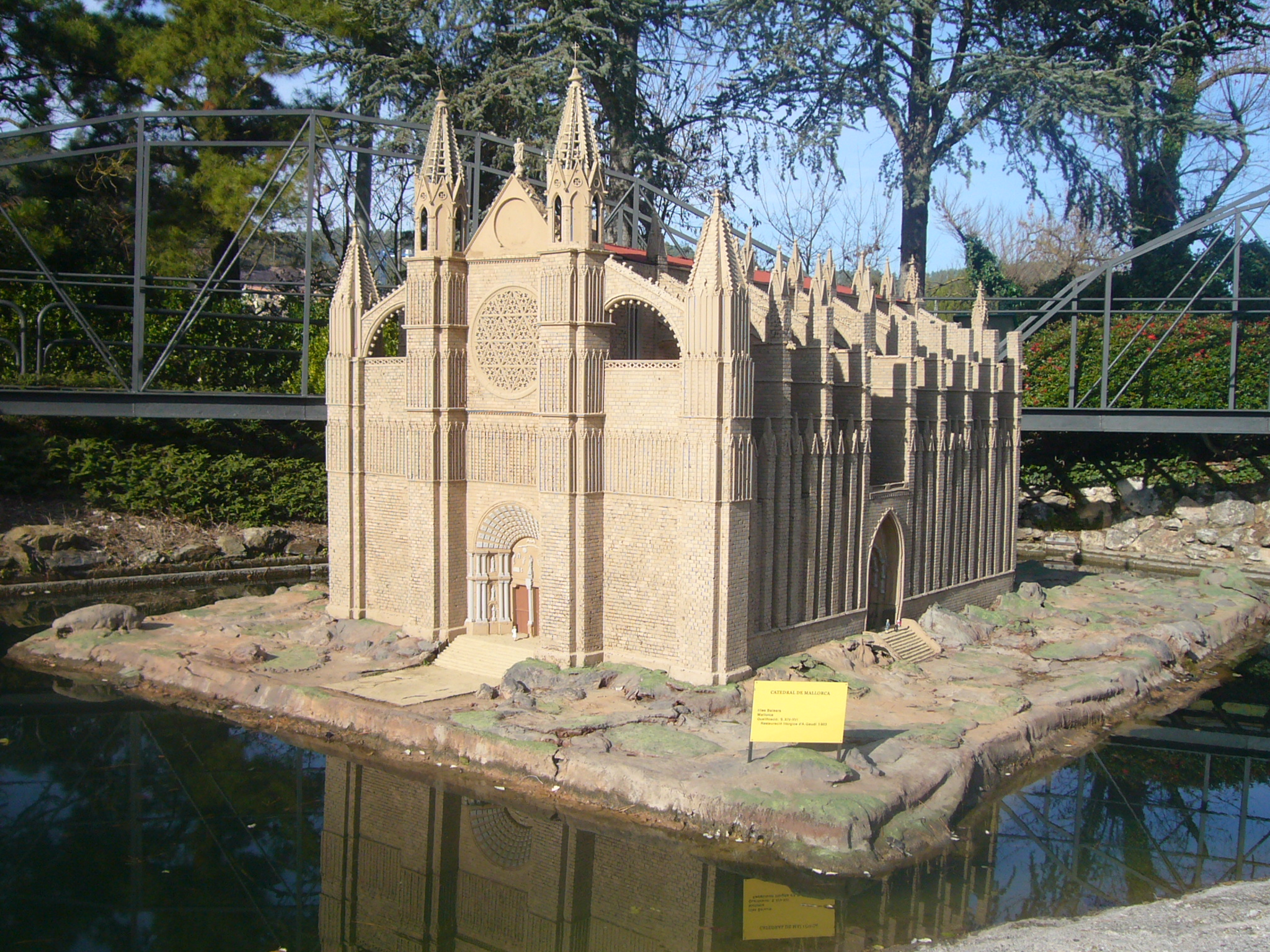
Catedral de Santa María de Palma.

- Catedral de Santa María de Palma.

### Obras de Gaudí en León, Astorga y Comillas
- Casa Botines (León), edificio el Capricho (Comillas) y Palacio Episcopal de Astorga.

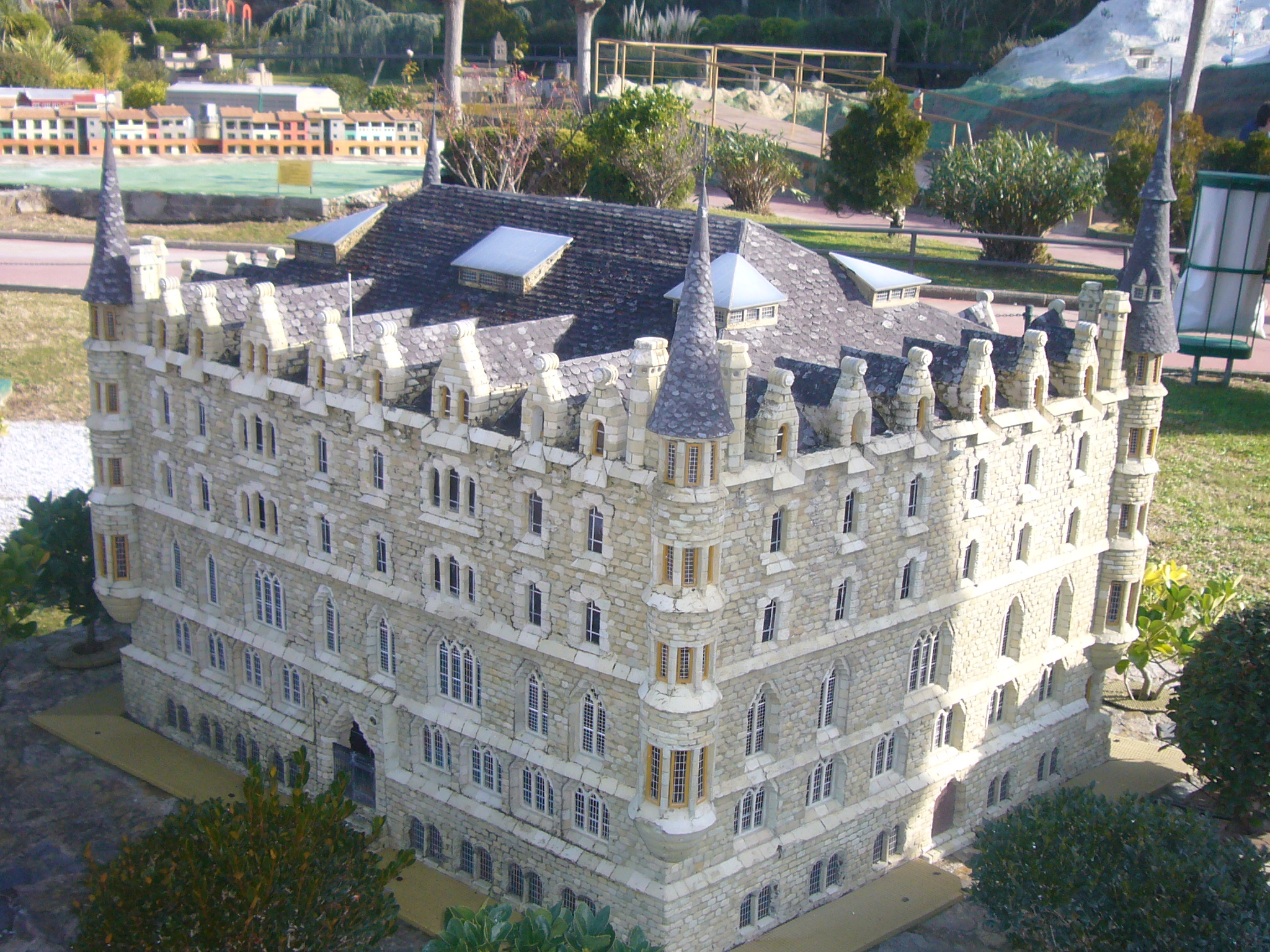
Casa Botines.
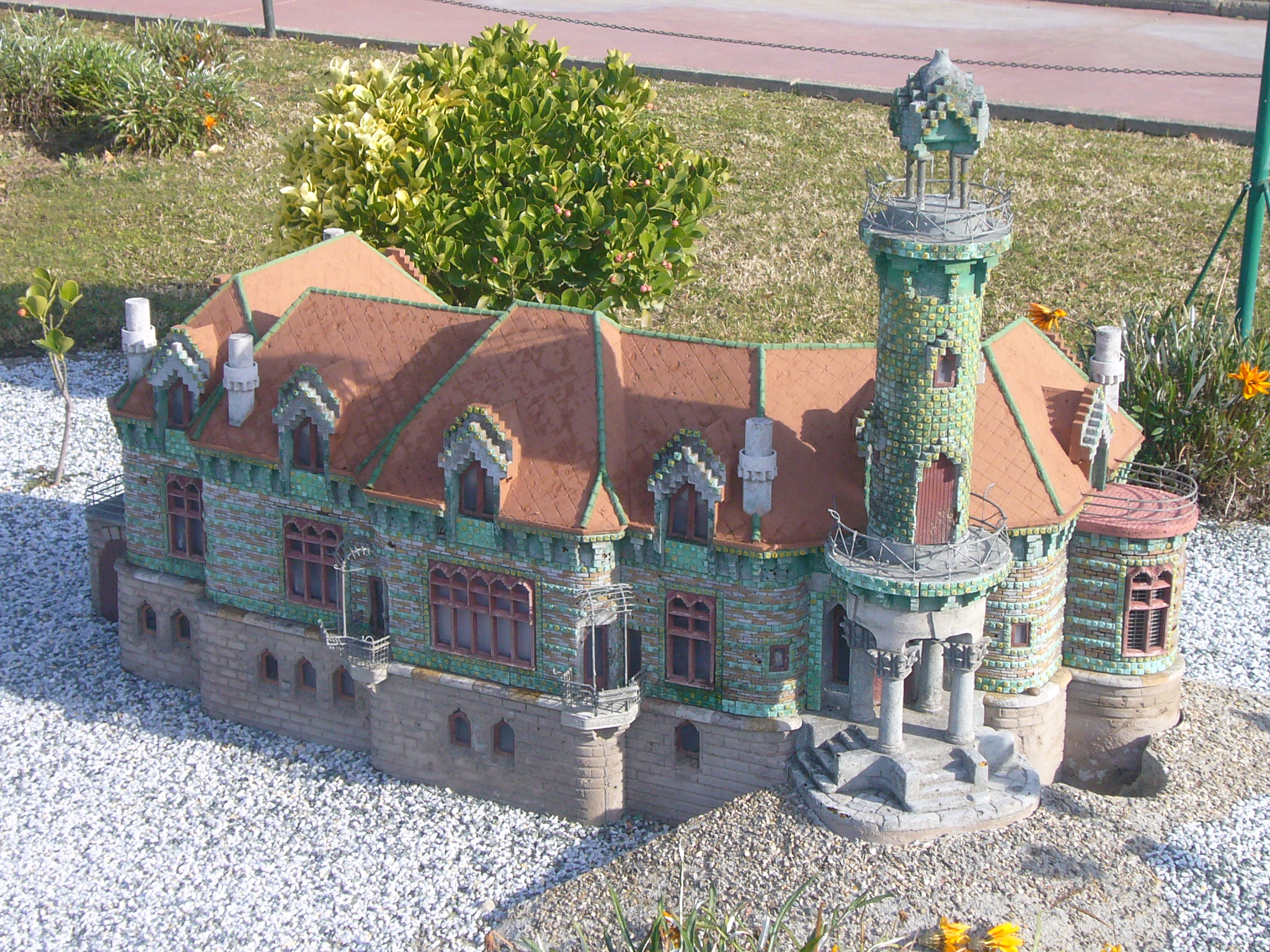
Edificio el Capricho de Gaudí.
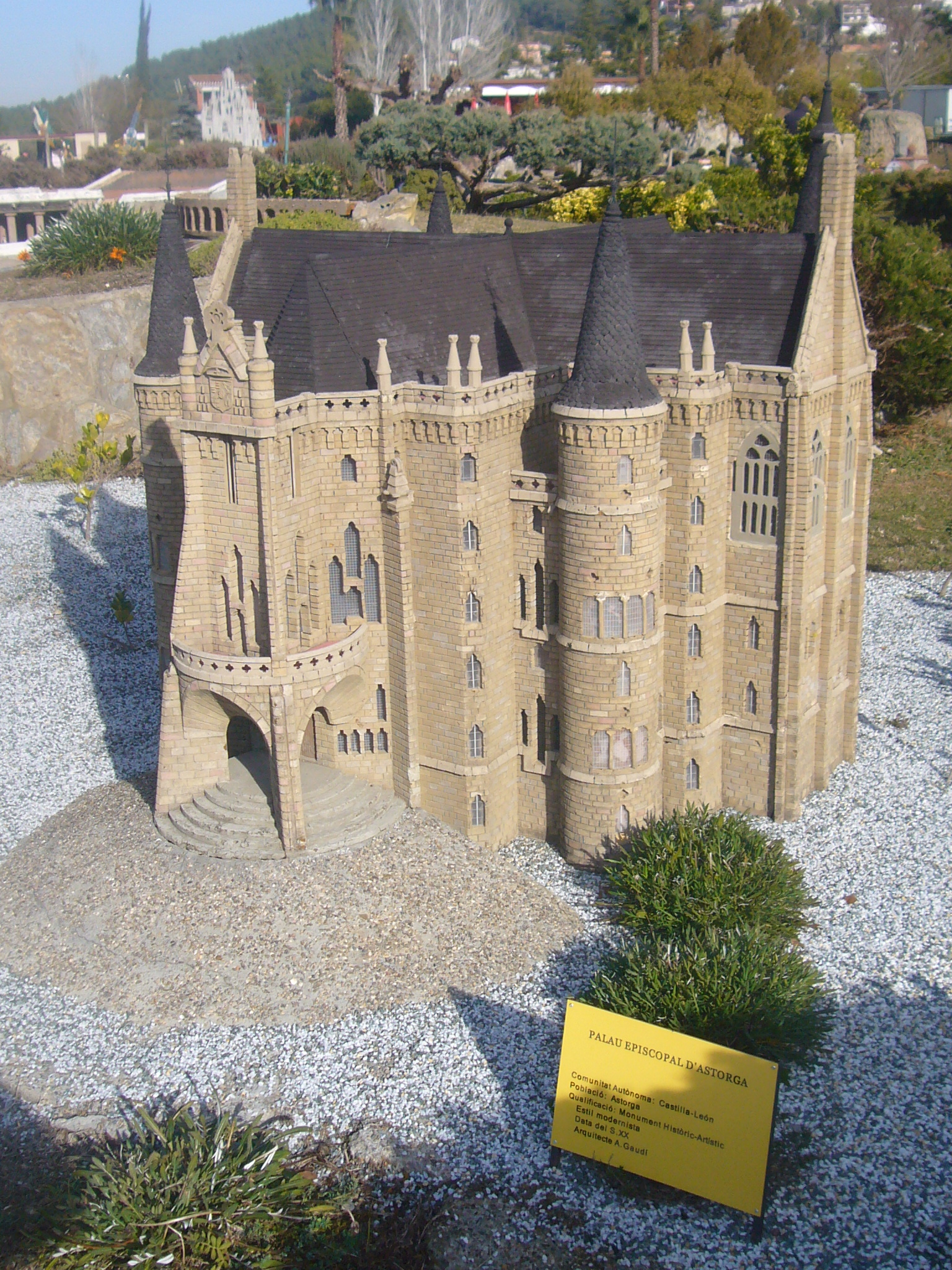
Palacio Episcopal de Astorga.